# Bruz
Bruz (/bʁy/) est une commune française de la région Bretagne, située dans le département d’Ille-et-Vilaine.
Traditionnellement, la commune est située en Haute-Bretagne dans le Pays rennais. Chef-lieu du canton du même nom, c’est une des 43 communes de Rennes Métropole et une des 69 du Pays de Rennes.
Bruz est longée par la Vilaine et parsemée de nombreux monuments. Ancien lieu de résidence des évêques de Rennes, essentiellement rurale jusqu’au milieu du XXe siècle, la commune est fortement influencée par la proximité de Rennes. Le bombardement de 1944 a profondément influencé l’histoire et la physionomie de la ville. On trouve notamment sur son territoire le campus de Ker Lann et le parc des expositions de Rennes, ainsi que le golf de Cicé-Blossac.
Depuis le début des années 1950, sa population a fortement augmenté. La ville est ainsi devenue la 4e du département en 2015, devançant Vitré.
En 2022, avec 19 667 habitants, elle est la 12e ville de Bretagne,.
Ses habitants sont les Bruzois et les Bruzoises.

## Géographie

### Localisation
Bruz est située approximativement au centre de l’Ille-et-Vilaine, à 10,6 kilomètres à vol d’oiseau au sud-sud-ouest de Rennes, la préfecture départementale et régionale.

### Communes limitrophes
Dans le sens des aiguilles d’une montre, les communes limitrophes sont en partant du nord : Saint-Jacques-de-la-Lande, Chartres-de-Bretagne, Pont-Péan, Laillé, Guichen, Goven et Chavagne.
Bruz est limitrophe des communes suivantes :

### Géologie et relief

Carte géologique du massif armoricain, on repère facilement la position de Bruz le long de la Vilaine à la limite du bassin de Rennes (en jaune).

Bien que situé au centre du massif armoricain, la géologie de Bruz appartient à celle très différente du bassin sédimentaire de Rennes. Ce bassin date de l’ère du Cénozoïque (Tertiaire) et abrite un important réseau de nappes phréatiques dont l’un des exutoires est la source de Fénicat à proximité de la Seiche.
Situé à la limite sud de ce bassin, le village de Pont-Réan se trouve sur une formation de synclinaux paléozoïques de schiste rouge ordovicien. Ce schiste et celui des alentours a longtemps été exploité et fait partie de l’architecture du pays de Rennes.
L’altitude du territoire de la commune varie entre 40 et 20 m, en pente douce de l’est vers la Vilaine à l’ouest. La Seiche creuse une vallée d’est en ouest au sud du bourg. Le point le plus bas de la commune se trouve à l’extrême sud de la commune, là où la Vilaine sort du territoire à une altitude de 12 m. Le point le plus élevé se trouve à 99 m, en surplomb du point le plus bas.

### Hydrographie

Bruz se trouve intégralement dans le bassin versant de la Vilaine.

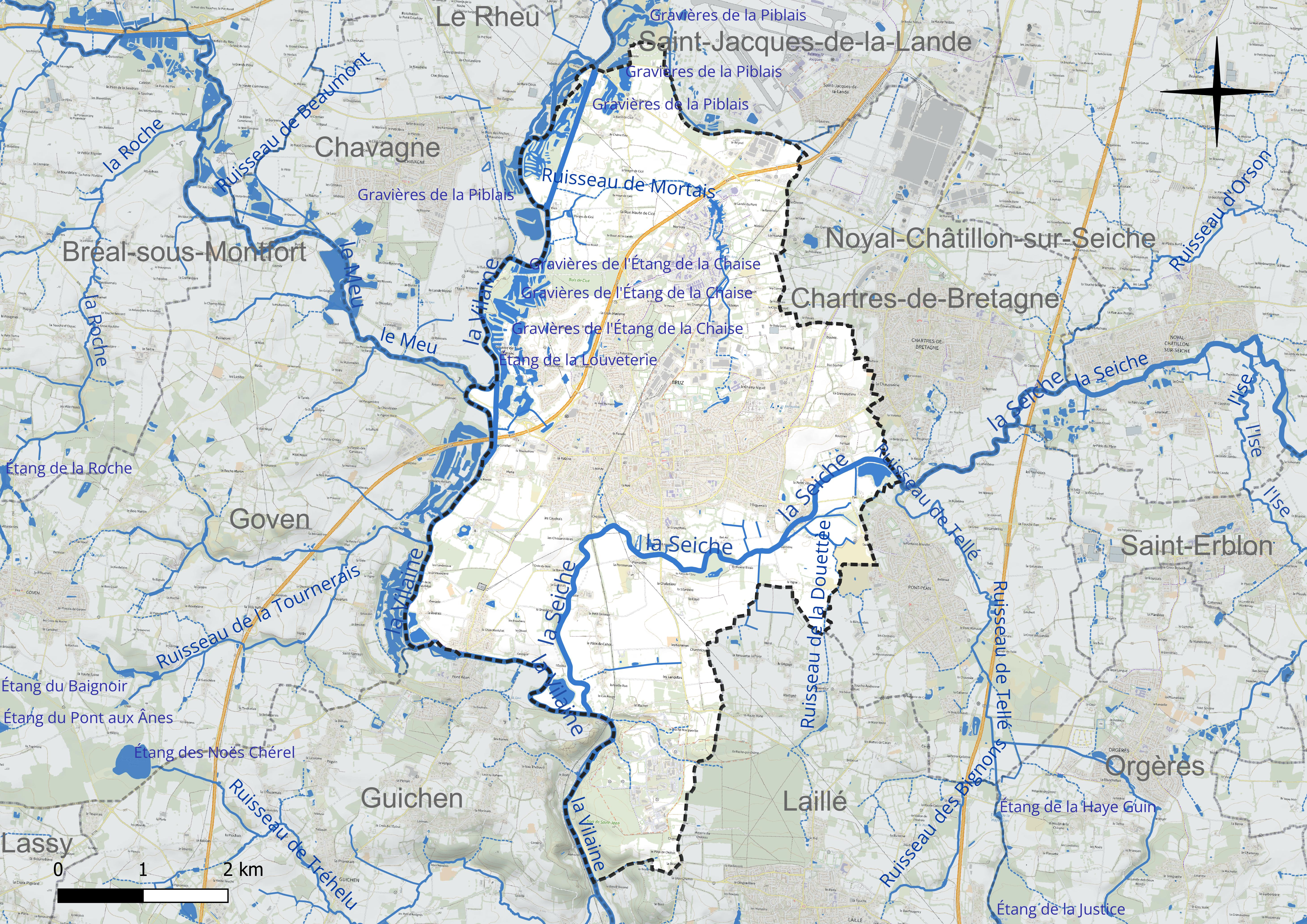
Carte du réseau hydrographique de Bruz.

Bruz se trouve intégralement dans le bassin de la Vilaine ; le sous-bassin de la Seiche occupe la moitié sud du territoire. Bruz fait ainsi partie du syndicat intercommunal du bassin versant de la Seiche (SIBV Seiche)
La Vilaine longe et constitue la frontière ouest du territoire de la commune. De nombreux affluents de la Vilaine traversent la commune (par ordre d’amont vers l’aval) :
- le ruisseau du Reynel forme la frontière nord avec Saint-Jacques-de-la-Lande ;
- le ruisseau de Mortais traverse le campus de Ker Lann avant de se jeter dans le canal de Cicé ;
- le Meu se jette dans la Vilaine au niveau de la limite ouest ;
- la Seiche passe au sud de la ville. Elle se jette dans la Vilaine à la limite sud de la commune. Le ruisseau de la Douettée se jette lui-même dans la Seiche à proximité de château de Carcé.

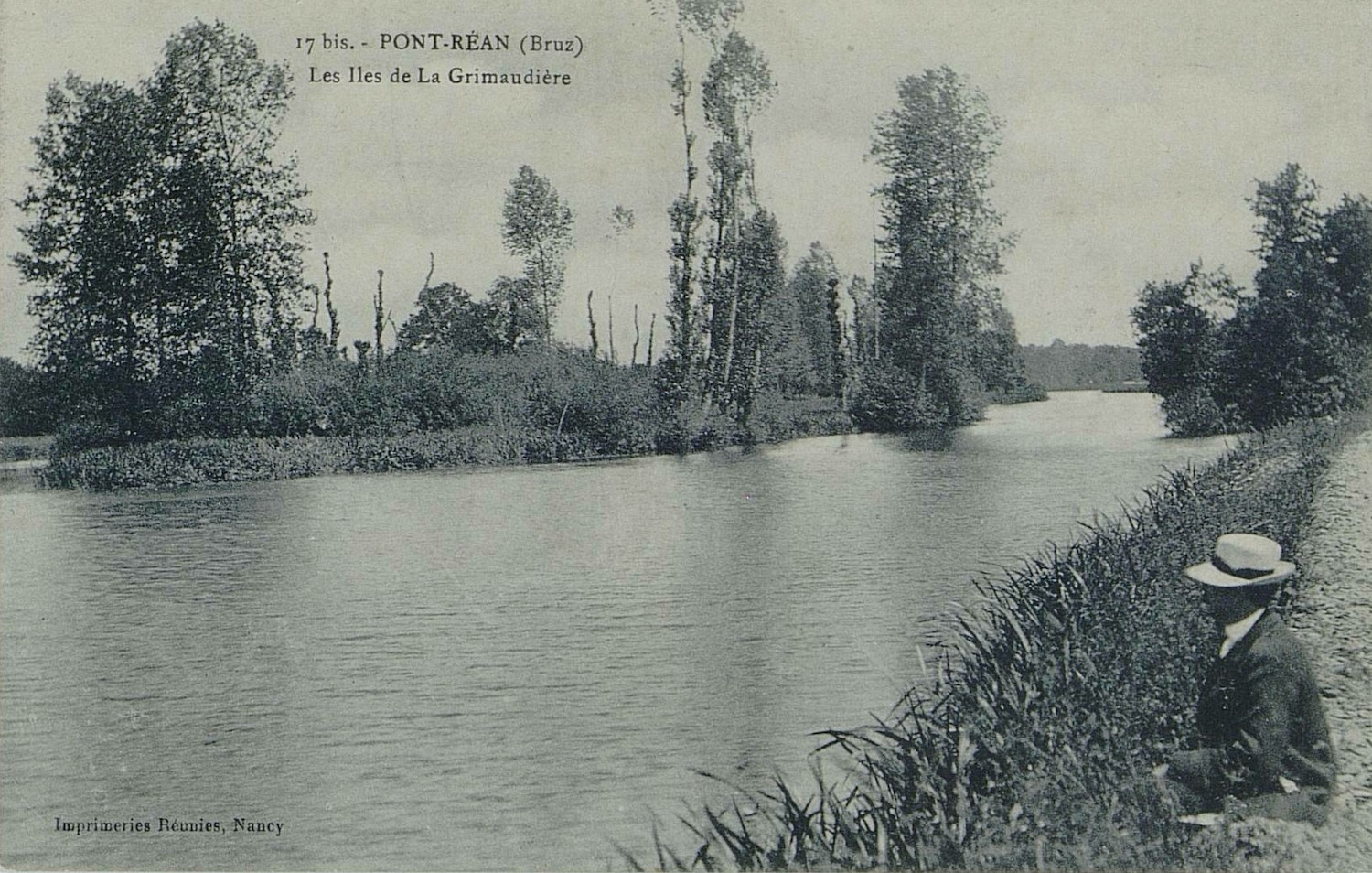
La Vilaine et les îles de la Grimaudière, juste en amont de Pont-Réan (carte postale, vers 1910).

Plusieurs étangs sont situés de part et d'autre de la Vilaine (ancienne sablière de Cicé, étang de la Louveterie, étangs de la Bodraie, étang de l'Etrillet) ainsi que sur le territoire de la commune (étang de Ker Lann, étang du Champ Niguel). Ces gravières, créées pour les besoins de l'industrie du bâtiment et des travaux publics en raison de la proximité de la ville de Rennes, désormais fermées, ont donné naissance aux nombreux étangs qui parsèment le lit majeur de la Vilaine.
Une partie de la commune est classée en zone inondable (la zone située dans le lit majeur de la commune principalement, notamment à Pont-Réan). On note des inondations importantes du 5 au 7 février 2021. L'état de catastrophe naturelle est déclaré en février 2025 à la suite des inondations du 24 janvier au 6 février 2025 qui nécessitèrent l'intervention du 2e RMAT pour l'évacuation de bétail.
Deux châteaux d’eau et deux réservoirs ont été construits à l'ouest de la ville au niveau de l’écart de la Haye de Pan.
On trouve de nombreux aménagements et ouvrages d’arts comme des canaux (canal de Cicé, canal de Mons), des écluses (écluse de Cicé, écluse de Mons, écluse de Pont-Réan, écluse du Boël), des ponts et même un barrage (barrage de Mons).

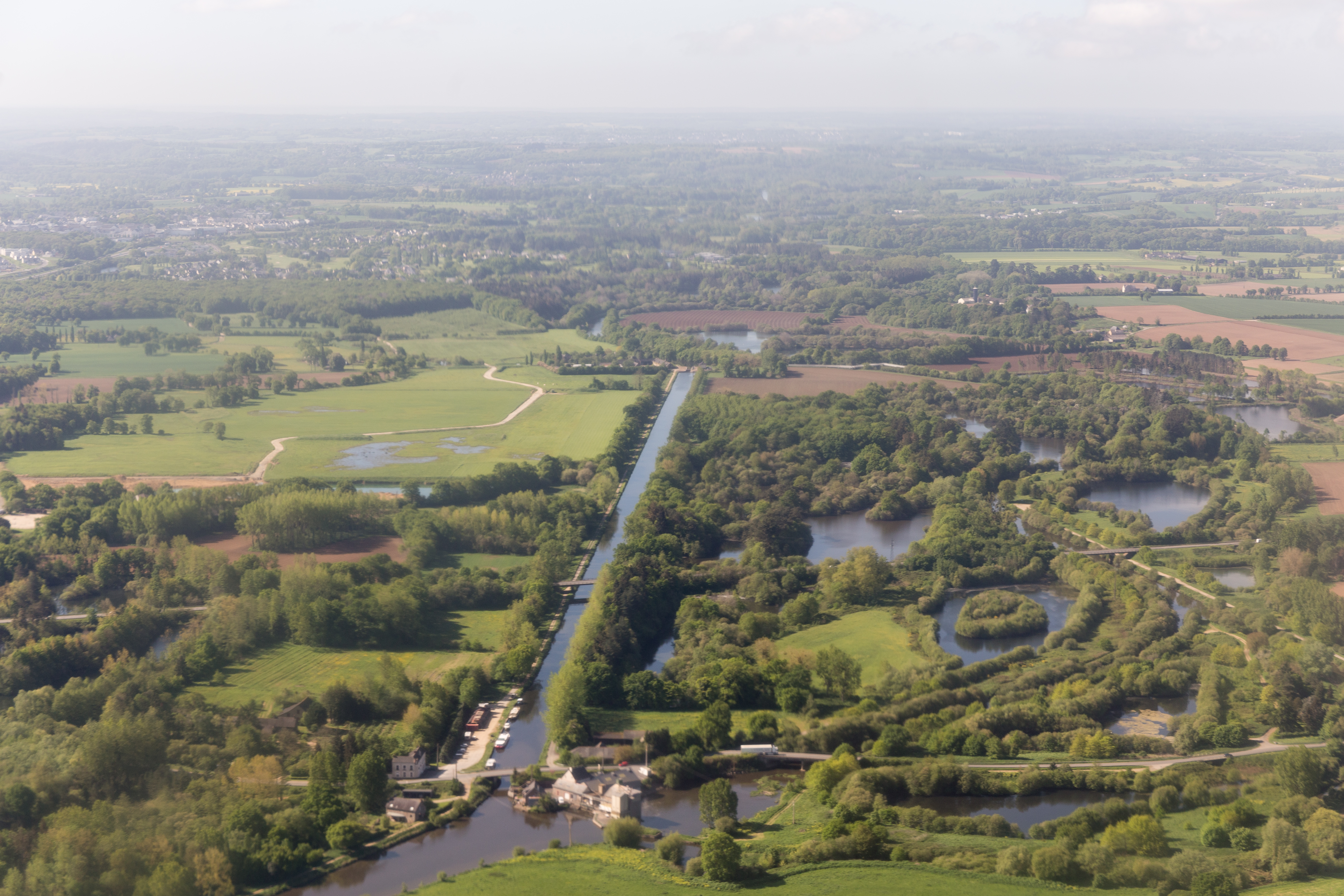
Vue aérienne de la Vilaine et du canal de Cicé.
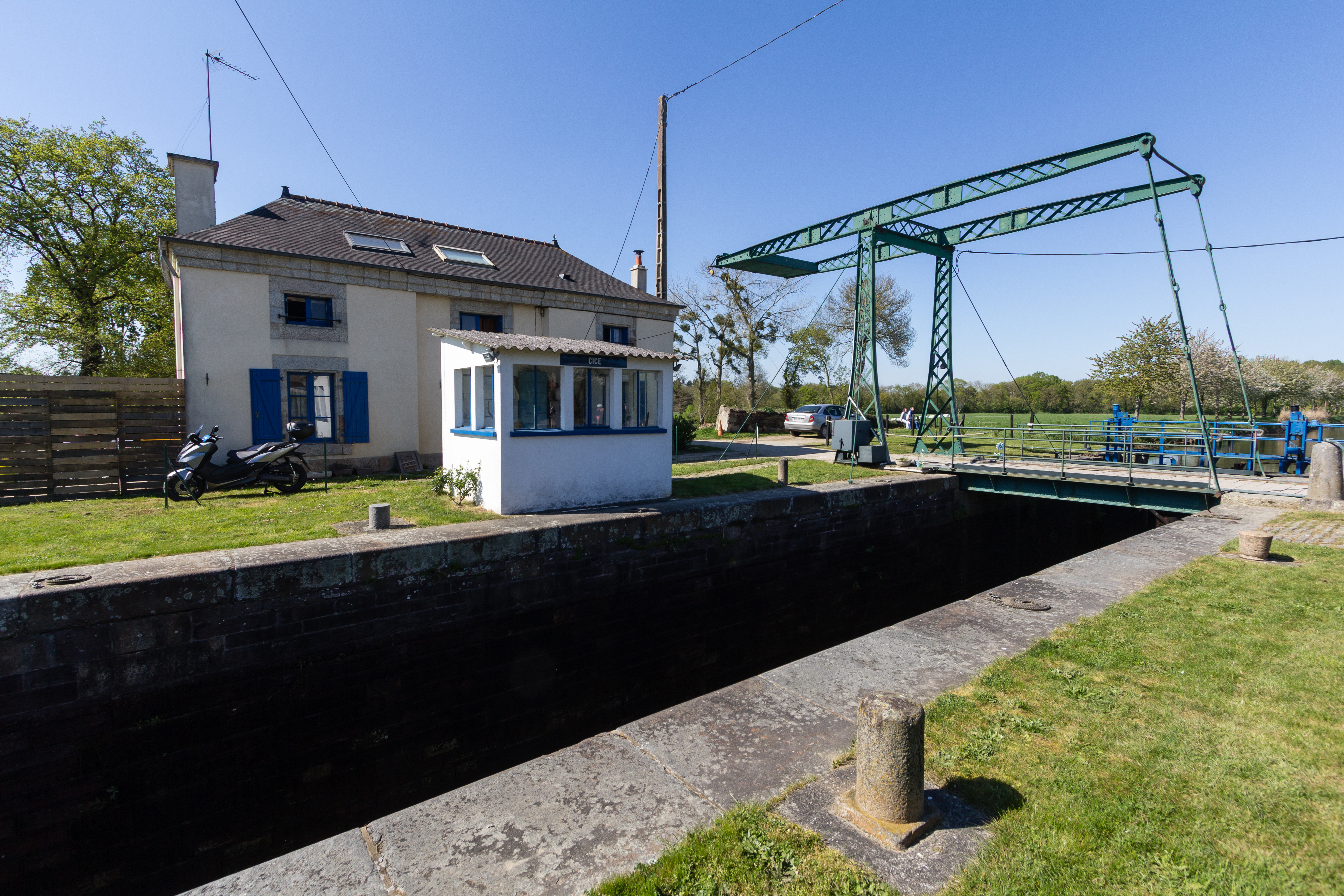
L'écluse de Cicé et le pont levant.
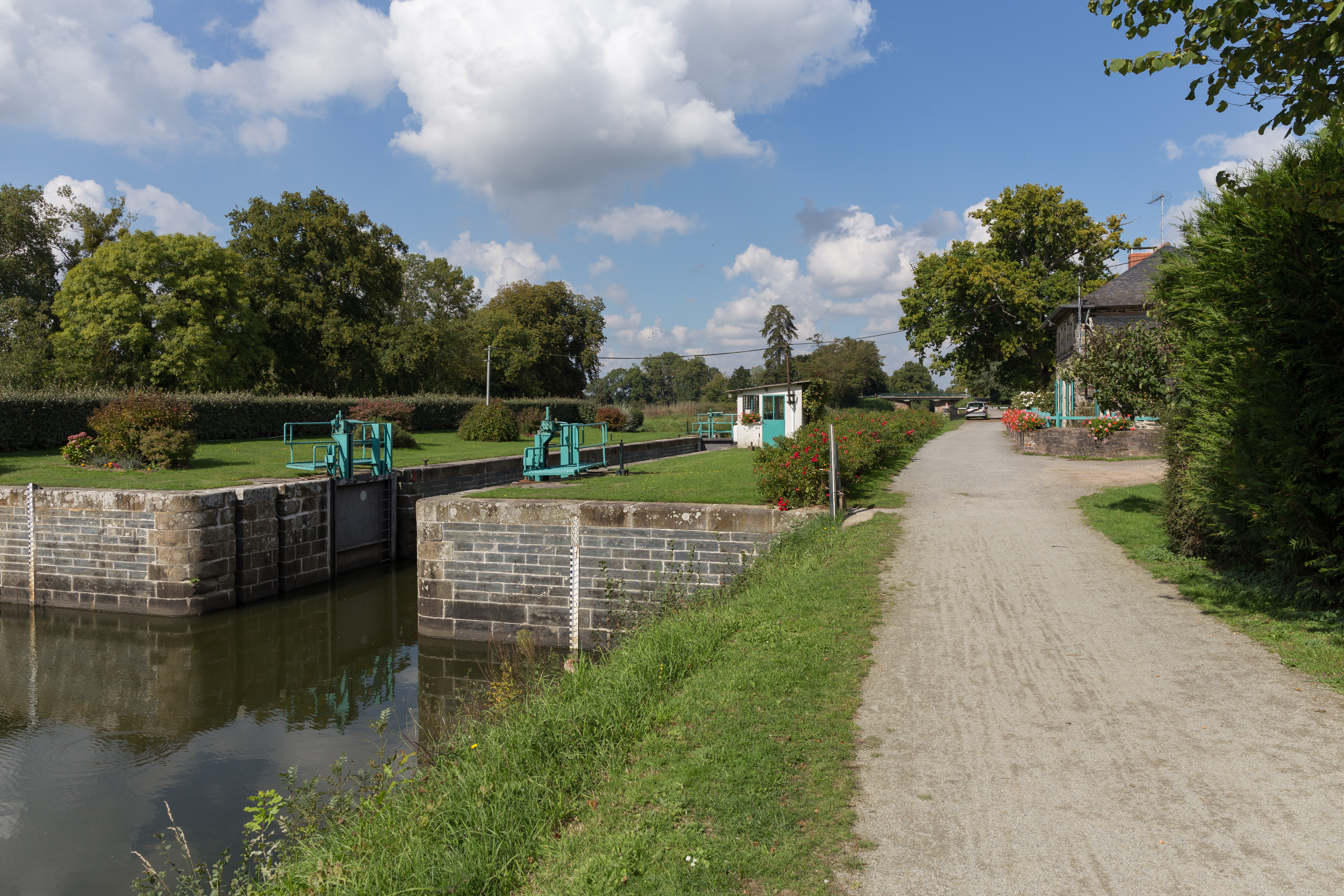
L'écluse de Mons.
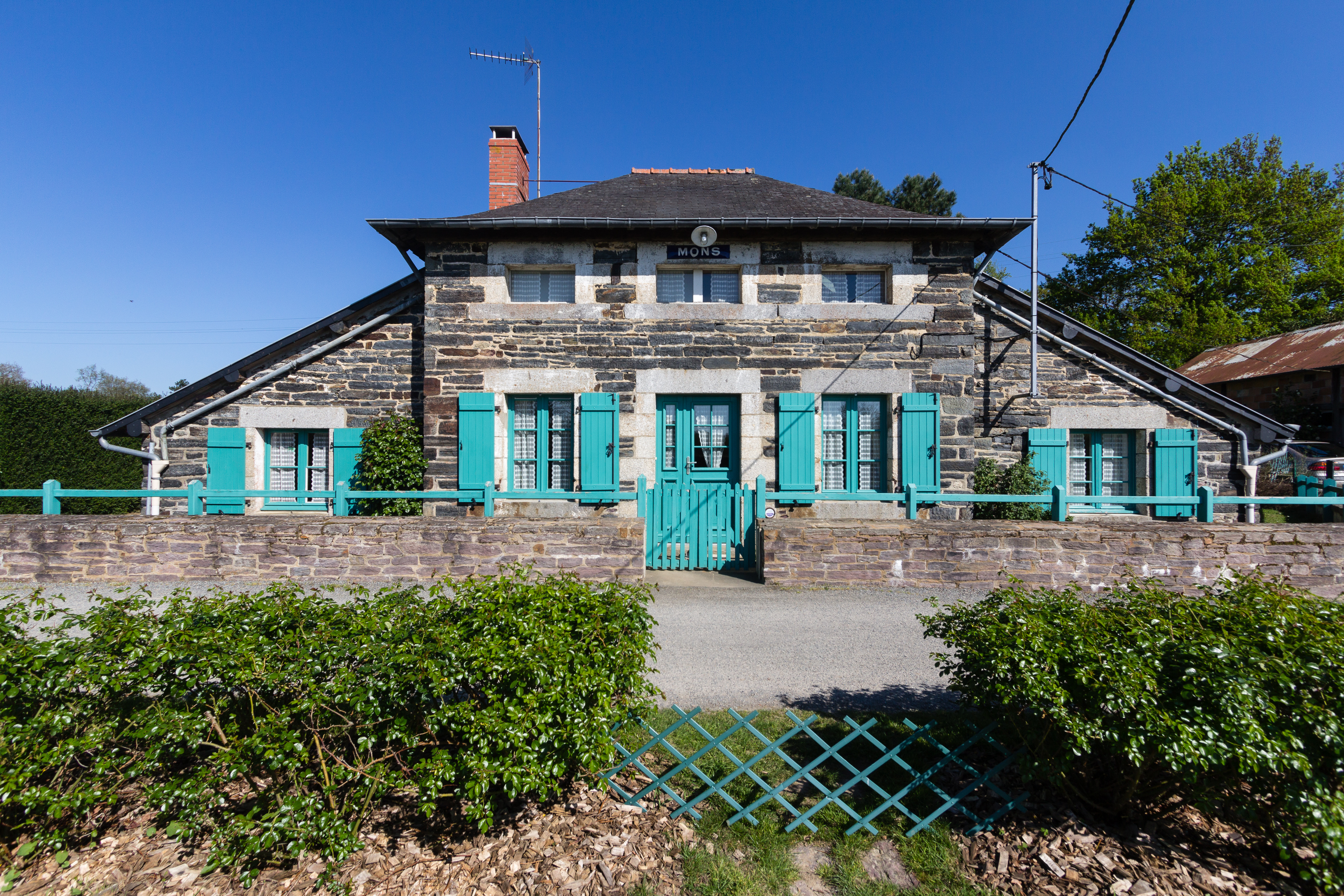
La maison éclusière de Mons.

Un point de suivi de la qualité des eaux de la Seiche est présent sur la commune.

## Climat
Bruz est soumise à un climat océanique. Le tableau ci-dessous indique les températures et les précipitations de l’aéroport de Rennes - Saint-Jacques (48°04′ N, 1°44′ O), situé à quelques kilomètres du centre de la ville, pour l'année 2007 :
| Mois                              | jan. | fév. | mars | avril | mai  | juin | jui. | août | sep. | oct. | nov. | déc. |
| --------------------------------- | ---- | ---- | ---- | ----- | ---- | ---- | ---- | ---- | ---- | ---- | ---- | ---- |
| Température minimale moyenne (°C) | 2,2  | 2,5  | 4    | 5,4   | 8,5  | 11,2 | 13,1 | 13,1 | 11,2 | 8,3  | 4,9  | 3,2  |
| Température moyenne (°C)          | 5,2  | 5,9  | 8,2  | 10,1  | 13,4 | 16,4 | 18,5 | 18,3 | 16,2 | 12,5 | 8,3  | 6,1  |
| Température maximale moyenne (°C) | 8,1  | 9,4  | 12,3 | 14,7  | 18,4 | 21,5 | 23,8 | 23,6 | 21,1 | 16,7 | 11,7 | 9    |
| Précipitations (mm)               | 61,3 | 52,3 | 49,3 | 45,1  | 58,1 | 46,4 | 42,6 | 47,3 | 56,6 | 63,8 | 68,4 | 69,1 |

| Diagramme climatique                                  |            |           |             |             |              |              |              |              |             |             |          |
| J                                                     | F          | M         | A           | M           | J            | J            | A            | S            | O           | N           | D        |
| 8,12,261,3                                            | 9,42,552,3 | 12,3449,3 | 14,75,445,1 | 18,48,558,1 | 21,511,246,4 | 23,813,142,6 | 23,613,147,3 | 21,111,256,6 | 16,78,363,8 | 11,74,968,4 | 93,269,1 |
| Moyennes : • Temp. maxi et mini °C • Précipitation mm |            |           |             |             |              |              |              |              |             |             |          |

Les précipitations annuelles sont environ de 632 mm pour 170 jours de pluie par an.

## Voies de communication et transports

### Voies routières
Le principal axe routier de la ville est la voie rapide nord-sud Rennes - Redon (route départementale RD 177, ancienne route nationale 177). Celle-ci passe à l’ouest du bourg et possède quatre sorties desservant Ker Lann − parc d’exposition (RD 34), Bruz − Cicé (RD 77), Cicé − Vert Buisson (avenue de la Chaise), Bruz Pont-Réan − Vert Buisson (RD 36).
Bruz est relié à Chartres-de-Bretagne par la route départementale RD 44 qui y possède un échangeur avec la route des Estuaires Rennes − Nantes (RN 137 − E3). Enfin, les départementales RD 577 et RD 77 au sud permettent respectivement de rejoindre les communes limitrophes de Guichen et Laillé.

### Pistes cyclables
On trouve plusieurs pistes cyclables à Bruz. La réalisation de plusieurs pistes, « Bruz-Chavagne », « Bruz-Chartres » (le long de la RD 44) et « Chartres-Ker Lann », a été décidée en conseil municipal le 14 décembre 2009,,.

### Voie navigable
La Vilaine est navigable de Rennes à son embouchure ; grâce au croisement à Redon avec le canal de Nantes à Brest, les péniches peuvent naviguer jusqu'à Nantes ou jusqu'à Pontivy et même au-delà ; grâce au canal d'Ille-et-Rance, une liaison navigable Manche-Océan est aussi possible via Rennes. Désormais il s'agit uniquement d'une navigation touristique, de loisir.
Un incident au niveau du barrage du moulin du Boël rend toutefois la navigation impossible temporairement pendant deux ans entre 2024 et 2026
.

### Transport ferroviaire

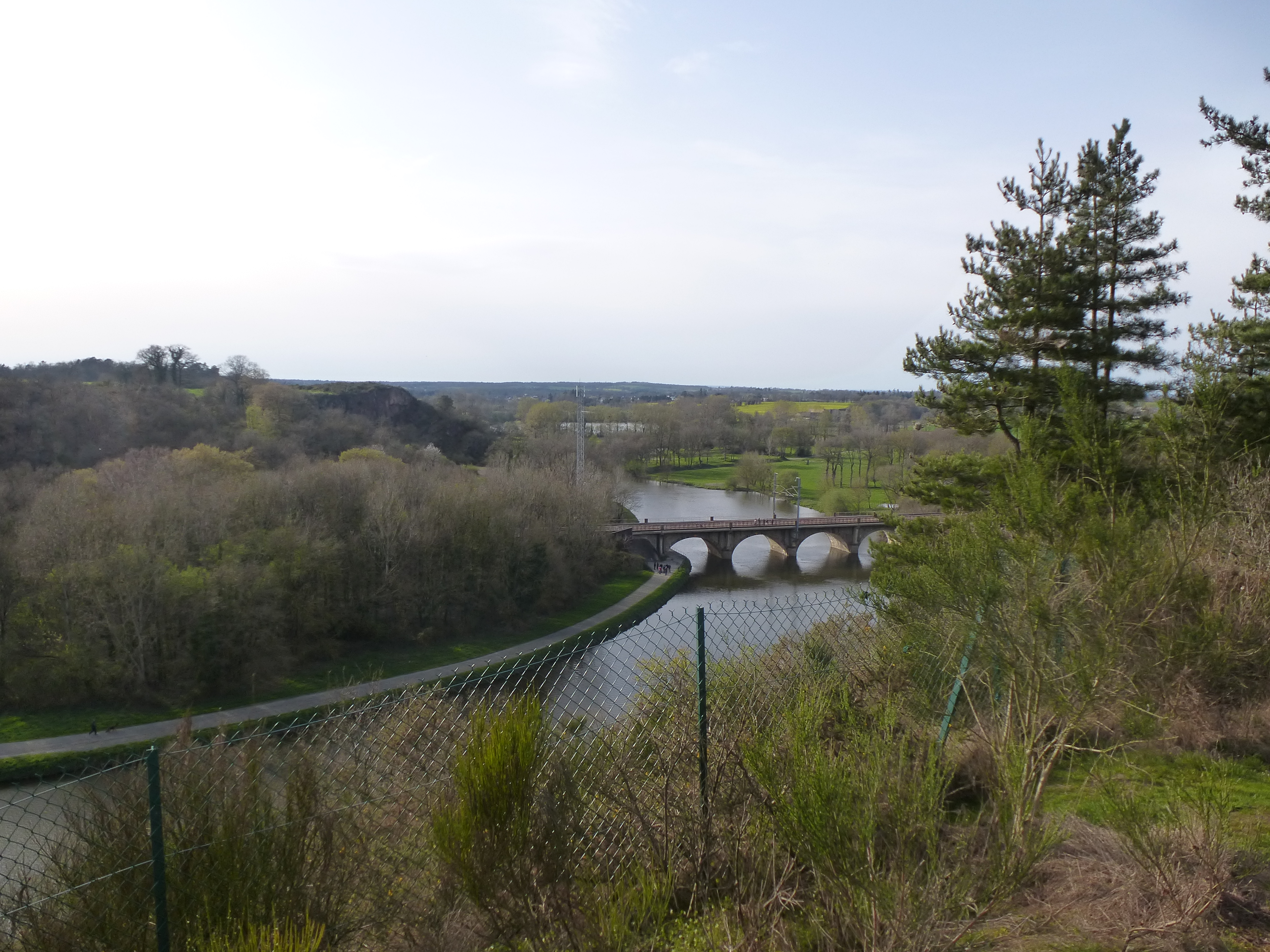
Le pont ferroviaire sur la Vilaine en amont du Boël.

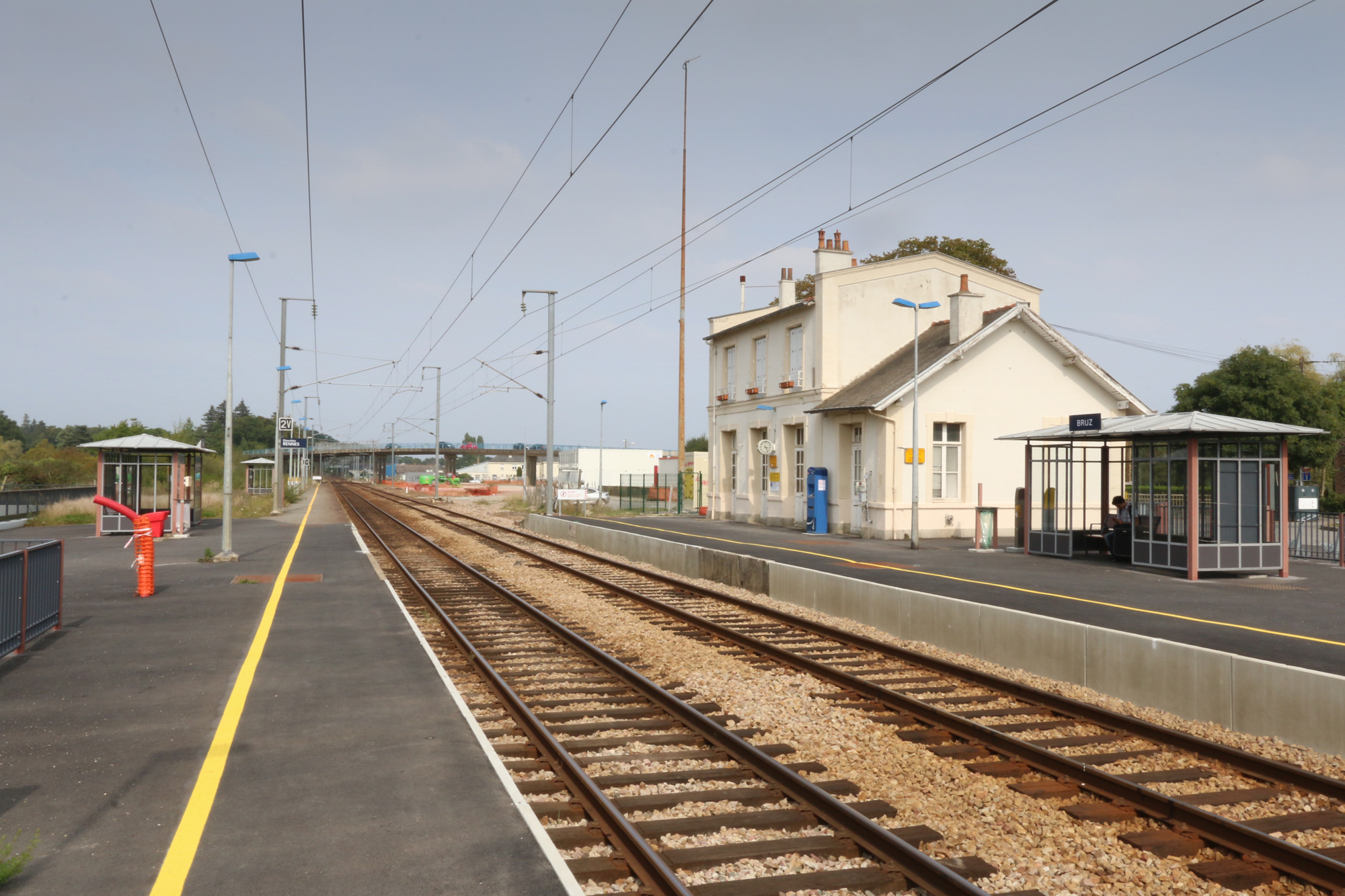
Gare de Bruz.

La ligne de Rennes à Redon traverse la commune du nord au sud en passant par le bourg. Elle a été construite au début des années 1860 et est électrifiée depuis 1991 pour permettre le passage des TGV Atlantique entre Rennes et Quimper.

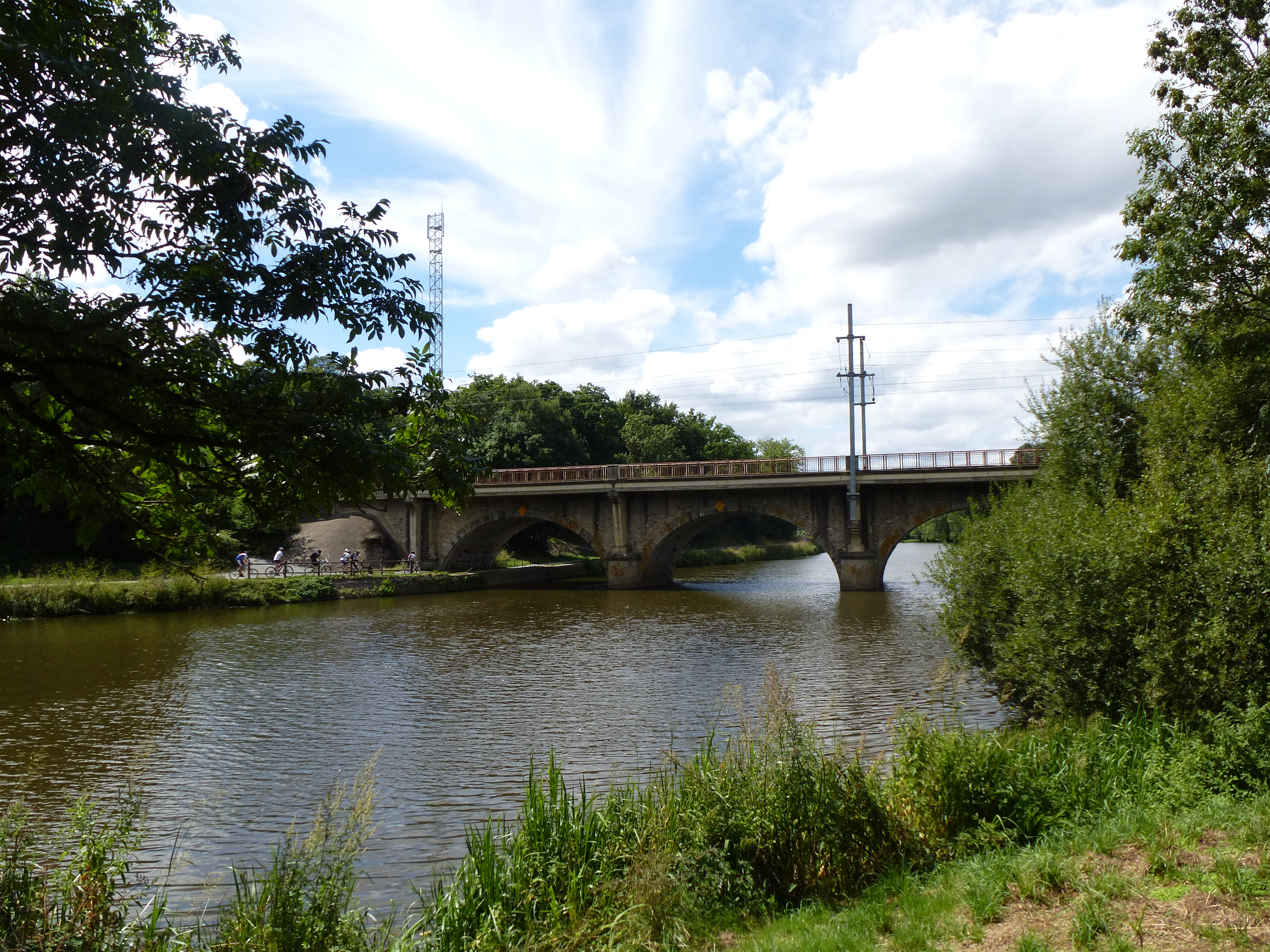
Le pont ferroviaire sur la Vilaine en amont du Boël.

La gare de Bruz se trouve à proximité du centre-ville et on trouve aussi un arrêt à Ker Lann : la gare de Ker Lann. Ces deux gares sont desservies par les lignes 4, 8 et 15 du TER Bretagne,. Sur le territoire de la commune, la ligne compte également quatre ponts et trois maisons de gardes-barrières (à Matival, au Petit Ormeau et au Rocher). Les deux principaux ponts situés pour le viaduc de Pierrefitte (18 m) sur la Seiche au PK 385,671 48° 00′ 58″ N, 1° 45′ 28″ O et pour la passerelle de Cahot (66 m) sur la Vilaine au PK 387,576 47° 59′ 48″ N, 1° 45′ 09″ O.

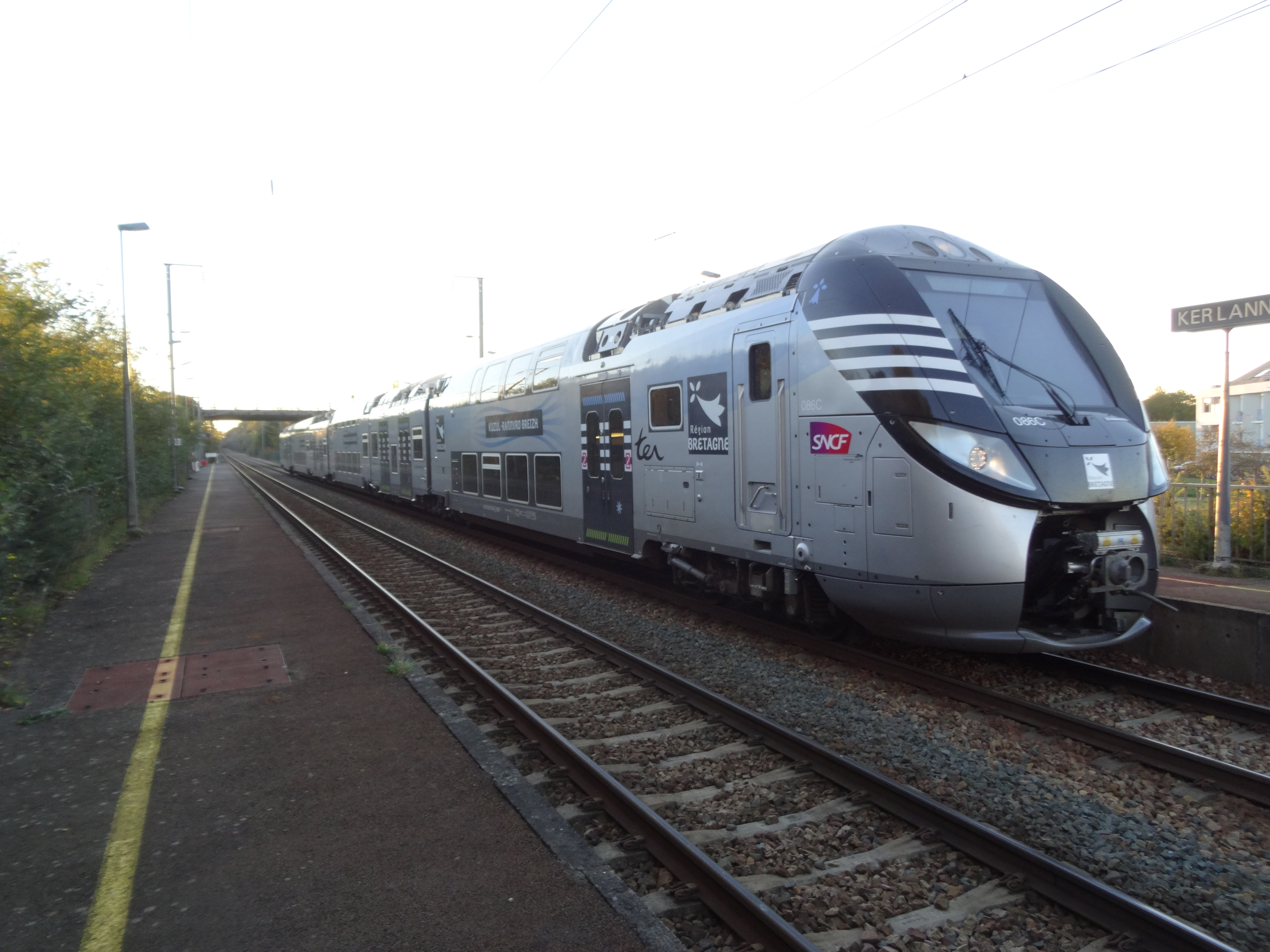
Un train régional en gare de Kerlann.

### Transports en commun
Bruz est desservie par sept lignes de bus du réseau service des transports en commun de l'agglomération rennaise (STAR).
Deux lignes relient l'arrêt « Bruz Centre » aux portes de Rennes : la C7 jusqu'à la station de métro Saint-Jacques - Gaîté et la 59 jusqu'à la station de métro Henri Fréville. Ces deux lignes sont complétées par des services express, les lignes C7ex et 159ex.
La ligne 91 relie Noyal-Châtillon-sur-Seiche à Bruz en passant par Chartres-de-Bretagne.
Les lignes complémentaires 229 à 231 desservent les lycées et collèges bruzois au départ de Chartres, Chavagne et Laillé/Pont Péan et sont également accessibles aux porteurs de titres de transport.
Enfin, la ligne C7ex assure aussi un trajet rapide du campus de Ker Lann à la station de métro Saint-Jacques - Gaîté.
La ligne 510 du réseau régional BreizhGo dessert également la commune.

### Climat
Pour des articles plus généraux, voir Climat de la Bretagne et Climat d'Ille-et-Vilaine.
En 2010, le climat de la commune est de type climat océanique altéré, selon une étude du CNRS s'appuyant sur une série de données couvrant la période 1971-2000. En 2020, Météo-France publie une typologie des climats de la France métropolitaine dans laquelle la commune est exposée à un climat océanique et est dans la région climatique Bretagne orientale et méridionale, Pays nantais, Vendée, caractérisée par une faible pluviométrie en été et une bonne insolation. Parallèlement l'observatoire de l'environnement en Bretagne publie en 2020 un zonage climatique de la région Bretagne, s'appuyant sur des données de Météo-France de 2009. La commune est, selon ce zonage, dans la zone « Sud Est », avec des étés relativement chauds et ensoleillés.
Pour la période 1971-2000, la température annuelle moyenne est de 11,7 °C, avec une amplitude thermique annuelle de 13,3 °C. Le cumul annuel moyen de précipitations est de 724 mm, avec 11,7 jours de précipitations en janvier et 6,3 jours en juillet. Pour la période 1991-2020, la température moyenne annuelle observée sur la station météorologique la plus proche, située sur la commune de Saint-Jacques-de-la-Lande à 5 km à vol d'oiseau, est de 12,4 °C et le cumul annuel moyen de précipitations est de 691,0 mm,. Pour l'avenir, les paramètres climatiques de la commune estimés pour 2050 selon différents scénarios d'émission de gaz à effet de serre sont consultables sur un site dédié publié par Météo-France en novembre 2022.

## Urbanisme

### Typologie
Au 1er janvier 2024, Bruz est catégorisée centre urbain intermédiaire, selon la nouvelle grille communale de densité à sept niveaux définie par l'Insee en 2022.
Elle appartient à l'unité urbaine de Rennes, une agglomération intra-départementale regroupant 16 communes, dont elle est une commune de la banlieue,,. Par ailleurs la commune fait partie de l'aire d'attraction de Rennes, dont elle est une commune de la couronne,. Cette aire, qui regroupe 183 communes, est catégorisée dans les aires de 700 000 habitants ou plus (hors Paris),.

### Occupation des sols
L'occupation des sols de la commune, telle qu'elle ressort de la base de données européenne d’occupation biophysique des sols Corine Land Cover (CLC), est marquée par l'importance des territoires agricoles (56 % en 2018), en diminution par rapport à 1990 (68,4 %). La répartition détaillée en 2018 est la suivante : 
zones agricoles hétérogènes (25,1 %), terres arables (21,4 %), zones urbanisées (15,9 %), zones industrielles ou commerciales et réseaux de communication (13,6 %), prairies (9,5 %), forêts (6,1 %), espaces verts artificialisés, non agricoles (4,4 %), eaux continentales (4 %). L'évolution de l’occupation des sols de la commune et de ses infrastructures peut être observée sur les différentes représentations cartographiques du territoire : la carte de Cassini (XVIIIe siècle), la carte d'état-major (1820-1866) et les cartes ou photos aériennes de l'IGN pour la période actuelle (1950 à aujourd'hui).

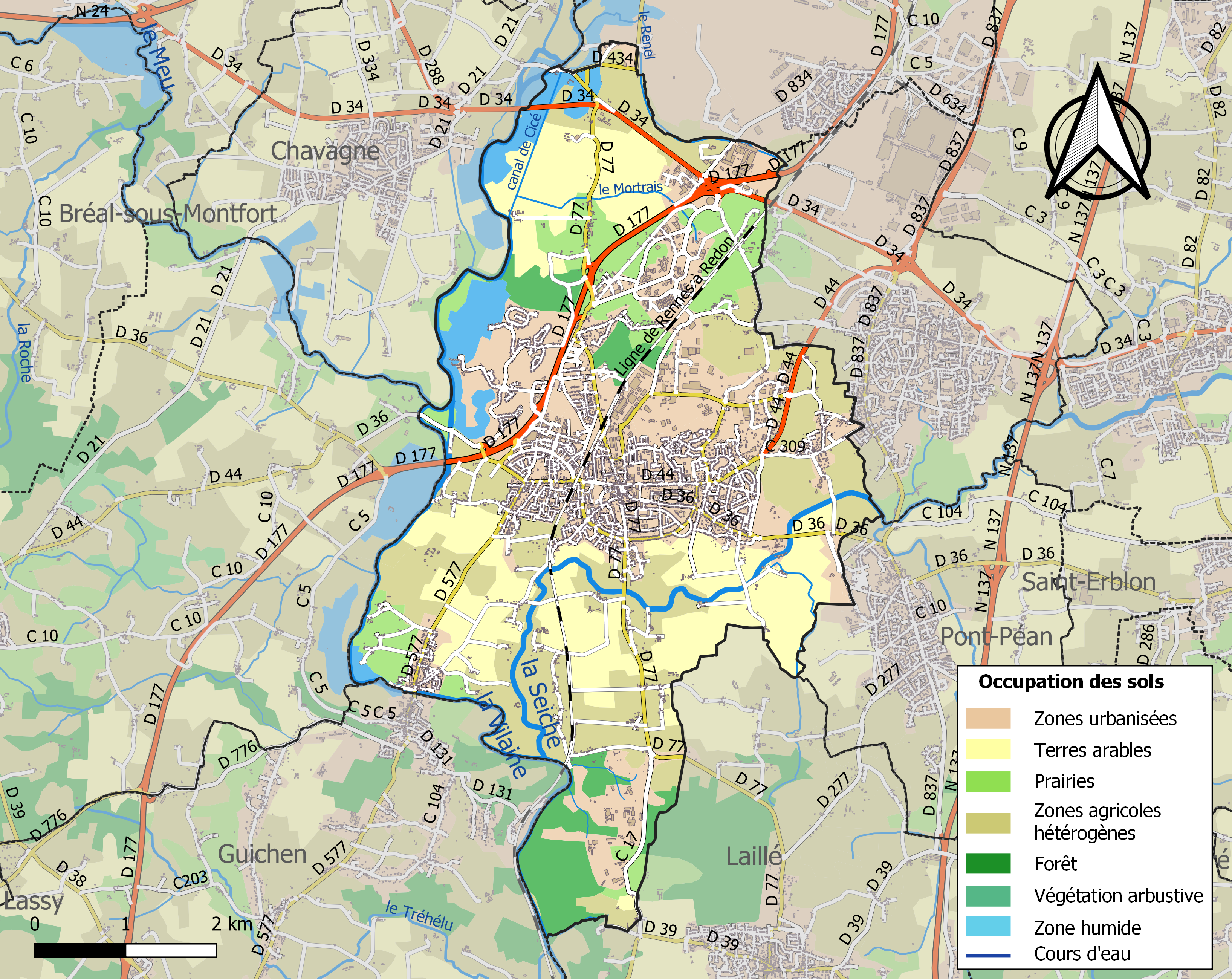
Carte des infrastructures et de l'occupation des sols de la commune en 2018 (CLC).

### Logement
Le tableau ci-dessous présente une comparaison de quelques indicateurs chiffrés du logement pour Bruz et l'ensemble de l'Ille-et-Vilaine en 2017,.
|                                                                  | Bruz  | Ille-et-Vilaine |
| ---------------------------------------------------------------- | ----- | --------------- |
| Parc immobilier total (en nombre d'habitations)                  | 9 132 | 546 440         |
| Part des résidences principales (en %)                           | 91,1  | 86,2            |
| Part des résidences secondaires et logements occasionnels (en %) | 3,8   | 6,9             |
| Part des logements vacants (en %)                                | 5,1   | 6,9             |
| Part des ménages propriétaires de leur logement (en %)           | 53,3  | 59,8            |

### Morphologie urbaine
Bruz se trouve dans la banlieue lointaine de Rennes. Son centre est séparé de l’agglomération rennaise par plusieurs structures au nord de la commune dont l’aéroport de Rennes, l’Usine PSA, ainsi que le parc des expositions et le campus de Ker Lann.
La commune de Bruz se compose d'une agglomération principale au centre, ainsi que de plusieurs villages ou hameaux répartis sur le territoire, le plus important étant le village de Pont-Réan, situé le long de Vilaine au sud de la commune.
Bruz dispose d'un plan local d'urbanisme intercommunal approuvé par délibération du conseil métropolitain du 19 décembre 2019. Il divise l'espace des 43 communes de Rennes Métropole en zones urbaines, agricoles ou naturelles.

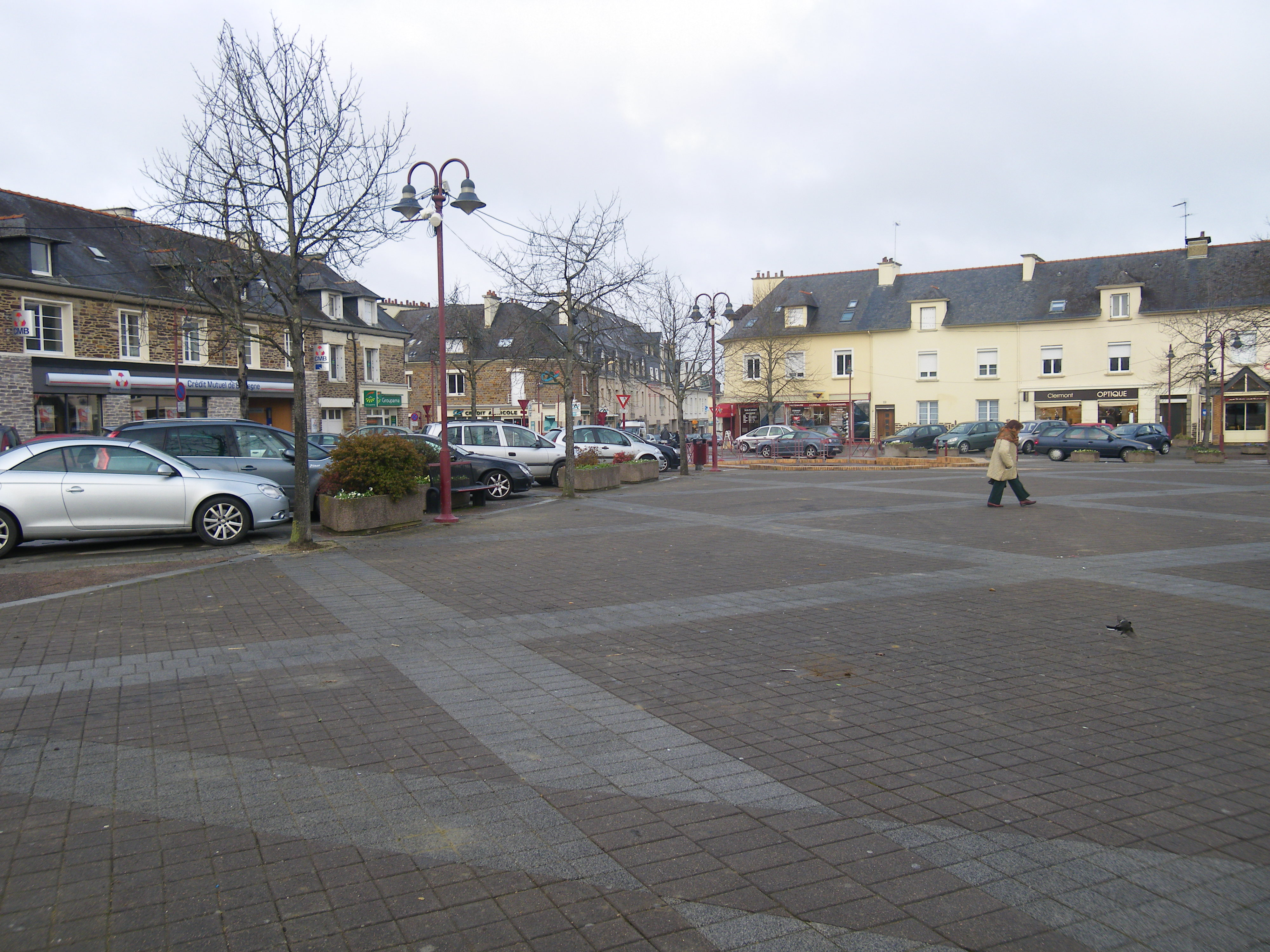
La Place centrale de Bruz.
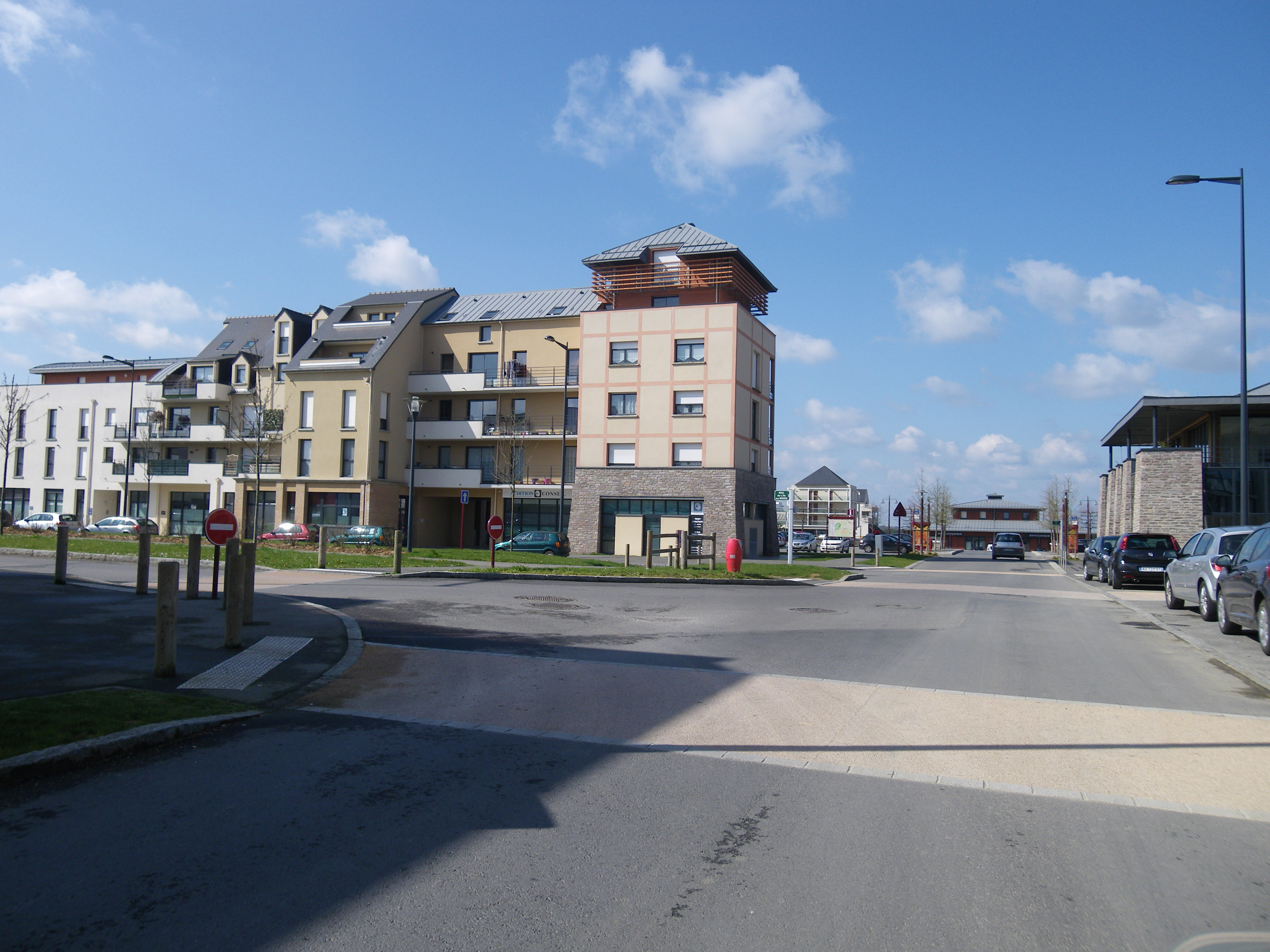
Le quartier du Vert Buisson.
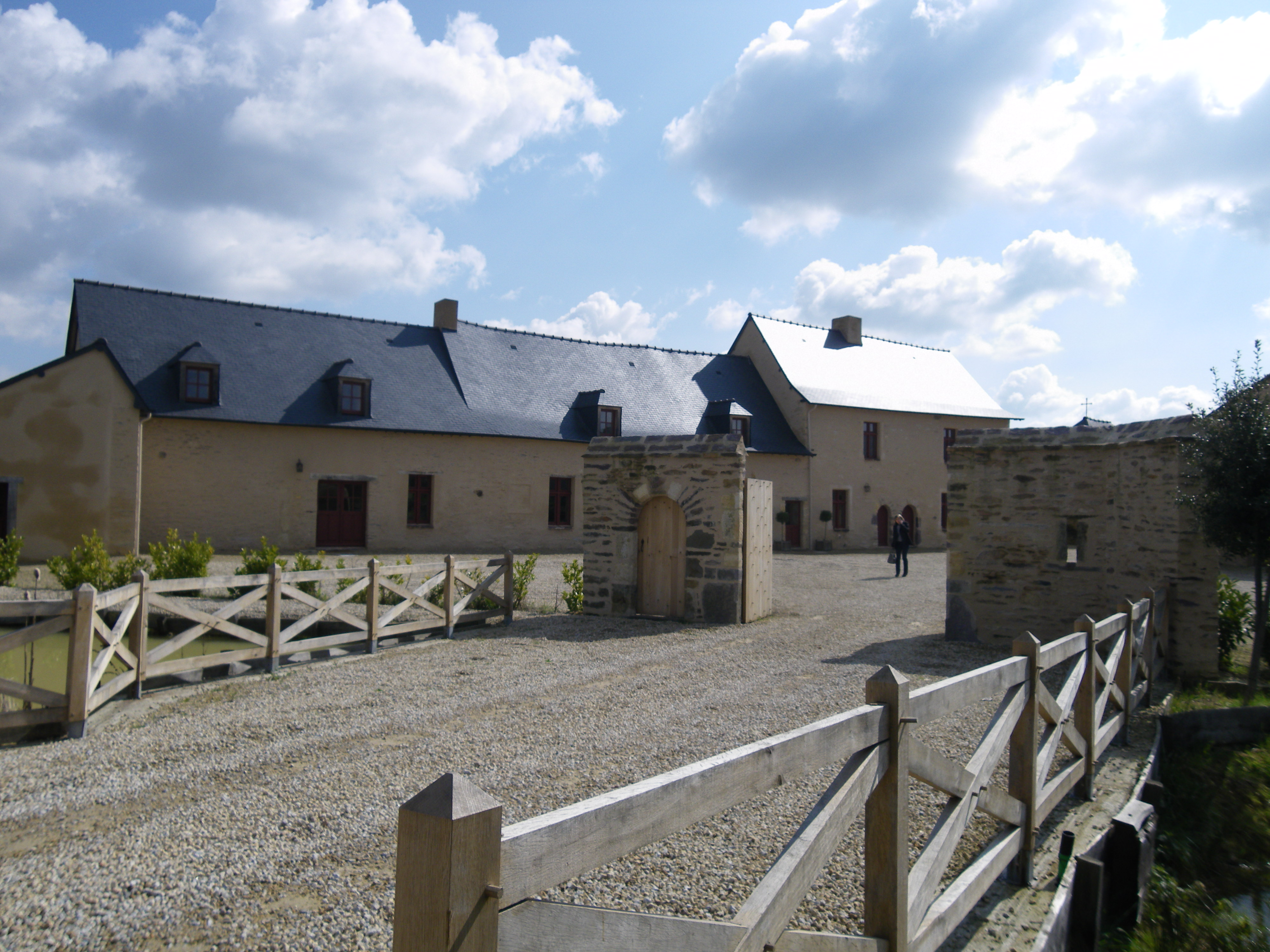
Longère restaurée.
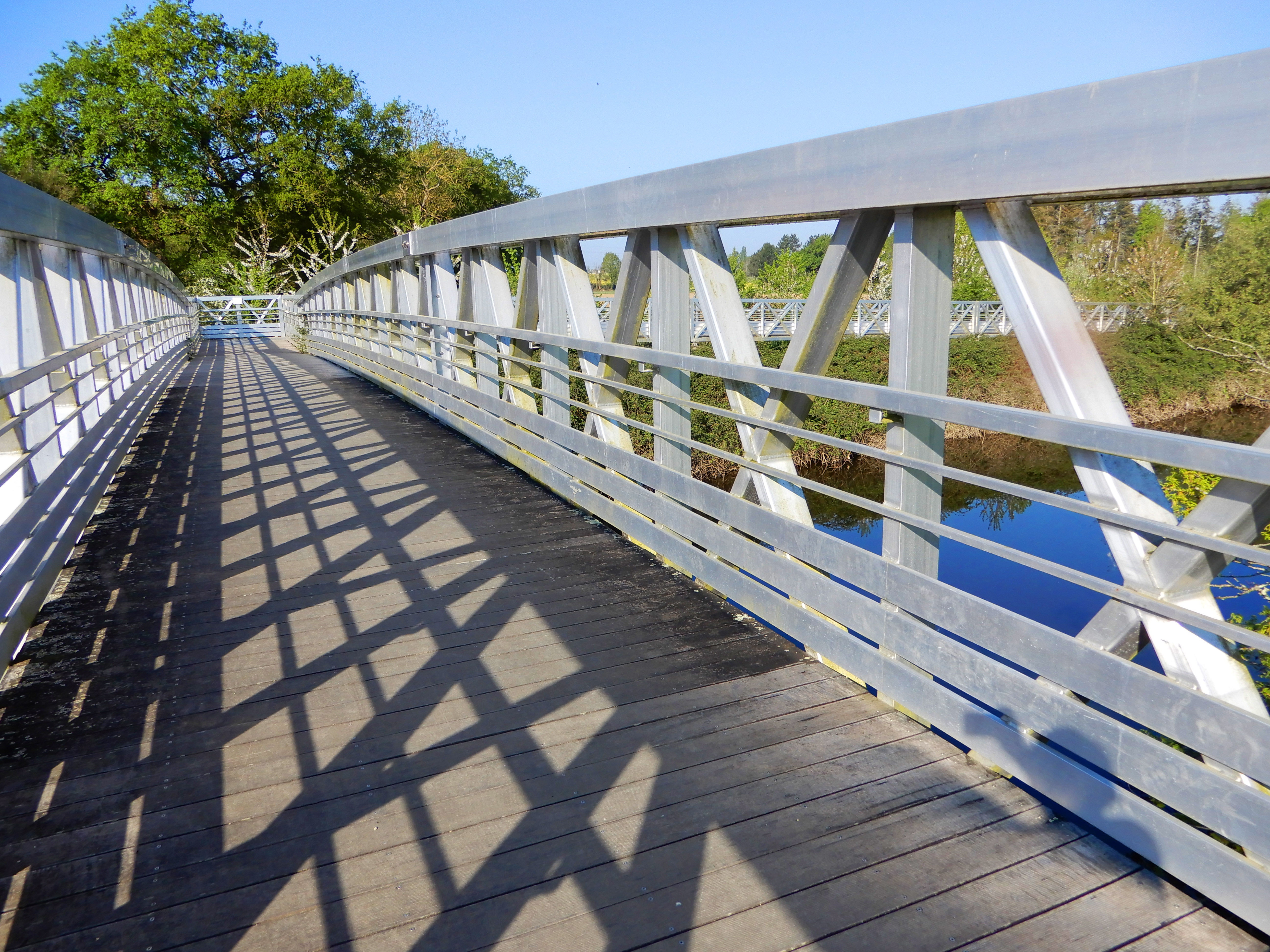
Passerelle au-dessus de la Vilaine (entre Chavagne et Bruz).

## Toponymie

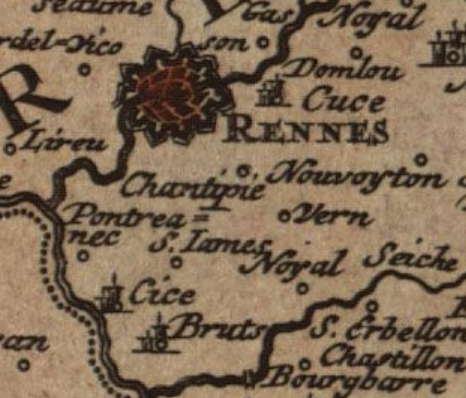
Extrait de la Tabula ducatus britanniae gallis (XVIIe siècle), où l’on peut lire « Bruts ». Le symbole utilisé signifie urbes minores (villes plus petites).

Le nom de la localité est attesté sous les formes Brud en 1066, Breuth en 1084, Bruxa en 1164, Breuz en 1247, Breud au XVe siècle, Brud en 1607, Bruts au XVIIe siècle, Bru en 1758, Bruz en 1768, Brutz en 1779, Bruc en 1790.
L'origine du toponyme est incertaine et n’est peut-être pas brittonique, comme l’indique la nature des formes anciennes qui permettent de le rapprocher d'autres noms de lieux analogues en France. Les linguistes Albert Dauzat et Charles Rostaing proposent un dérivé *Brucius du gaulois brucus « bruyère », attesté, semble-t-il, une seule fois dans une glose du Xe siècle. Le français bruyère est lui-même dérivé du radical bruc-, suivi du suffixe -aria. François de Beaurepaire rapproche Bruz de Brix (Manche) qui présente certaines formes anciennes compatibles phonétiquement : Brutius vers 825, Bruet en 996 - 1008, Bruoto en 1026 - 1027. Il penche pour un prélatin d'origine inconnue. Le nom de personne gallo-romain Bruttius, proposé par Ernest Nègre pour expliquer Brix convient phonétiquement davantage à Bruz. Il faut noter tout de même dans les formes anciennes une lénition du [d] devenu th, puis z qui s'apparente à celle du breton. D'ailleurs deux communes contigües, Goven et Guichen, portent des toponymes de type brittonique.
En gallo, le nom s’écrit Bru, ou Brutz.
Le nom se prononce « Bru », le « z » final étant muet.

### Villages, hameaux, écarts, lieux-dits
La commune compte de nombreux villages, hameaux, écarts, etc. Le Fichier annuaire topographique initialisé réduit (FANTOIR) liste 795 voies et lieux-dits. Le plus important est le village de Pont-Réan situé au sud sur la Vilaine et partagé avec la commune de Guichen. Le Boël est un site naturel situé au sud, à l’est de Pont-Réan.
Les écarts de Carcé, Cicé et de Blossac tirent leur nom des châteaux.
La Haye de Pan était un domaine, puis un village et est désormais un quartier à l’est de Bruz. On le trouve mentionné entre 1068 et 1085 dans un acte du Cartulaire de l’abbaye de Saint-Georges de Rennes.
4,5 % des toponymes sont éventuellement d’origine bretonne, d'après un calcul réalisé par J.-Y. Le Moing ; c'est-à-dire, les noms qui ont une apparence bretonne, contiennent un nom de personne breton, sont intéressants pour un motif historique ou ne peuvent être expliqués par le français ou le gallo. Ce pourcentage doit être supérieur à 4,5 pour être significatif d'après l'auteur, même s'il peut y avoir quelques implantations bretonnes. Pour Bruz, il cite les formes anciennes suivantes : Cahot, le Calouët, Carcé, le Chêne Day (Chesnedé), le Crétel, Fenical/Fenicat, Matival, l'Orguenais, Pan, Pont Péan et Risnel. A titre de comparaison, les communes voisines de Guichen, Goven et Bréal-sous-Montfort, situées sur la rive droite du Meu et de la Vilaine, donc à l'ouest de ce qui est considéré comme la limite de l'extension maximale de la langue bretonne, présentent un taux entre 10 et 12,5%.

## Histoire

### De la Préhistoire à l’Antiquité

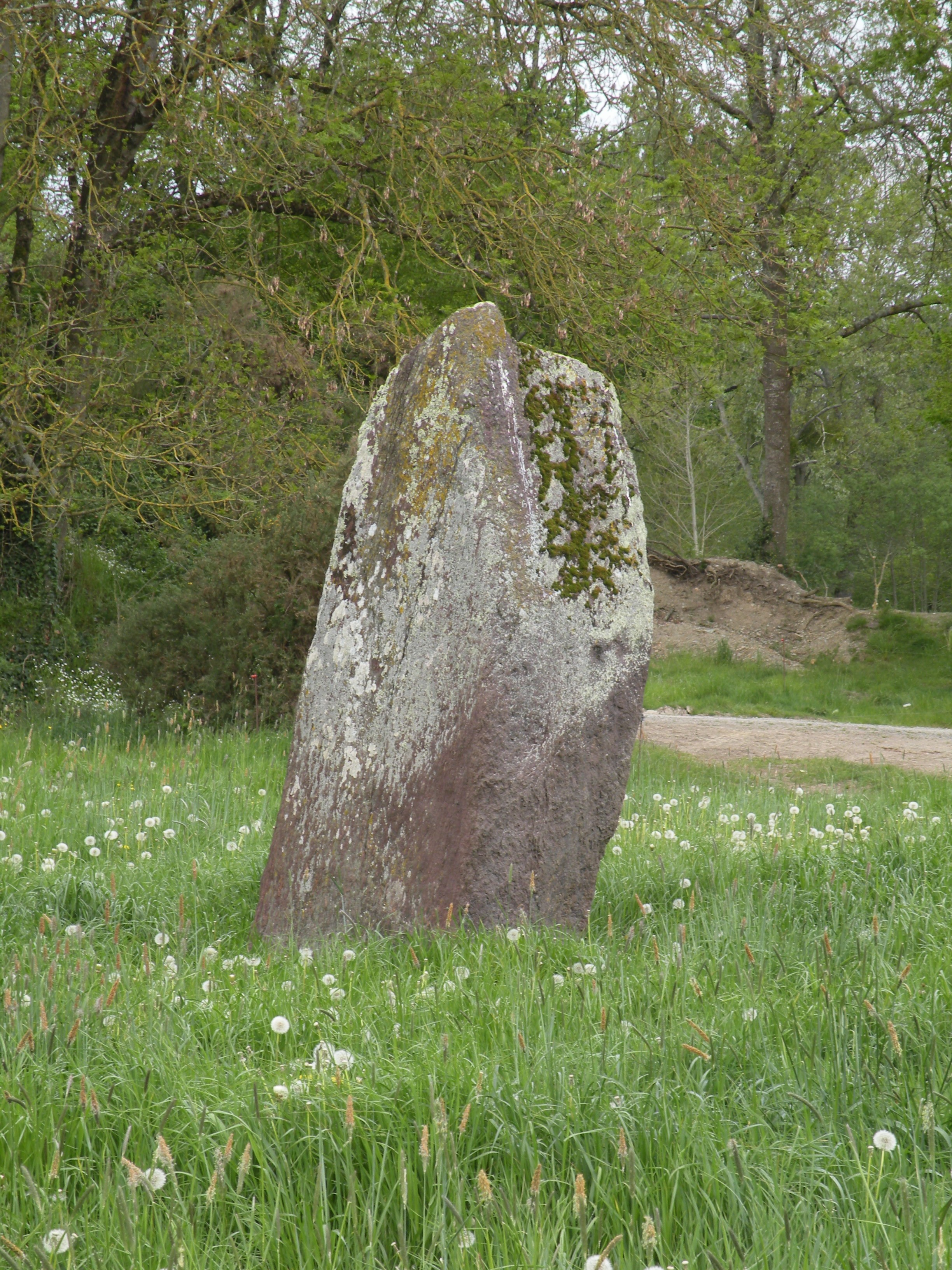
Le menhir du Cas Rouge.

En 3000 av. J.-C., des chasseurs se sédentarisent sur le site du Boël. Ils y érigent deux menhirs du Néolithique : celui du Cas Rouge, dit aussi du Pré de la Pierre, haut de 3 mètres et constitué de schiste rouge et celui de la Pierre-qui-Chôme.
Bruz fait partie du territoire des Riedones avant d’intégrer comme eux l’Empire romain après la guerre des Gaules au Ier siècle av. J.-C. ; Bruz fait alors partie de la Gaule lyonnaise et plus précisément de la cité des Riedones (Civitas Riedonum) et sans doute de la subdivision du pays carnutes (pagus carnutenus) dont Chartres-de-Bretagne ou bien Corps-Nuds devait être le chef-lieu. Le territoire de Bruz était traversé par la voie romaine allant de Condate Riedonum (Rennes) à Rieux qui passait la Vilaine au niveau du pont de Pont-Réan (le pont romain a subsisté jusqu'au XIXe siècle) tandis que la voie romaine allant de Condate à Portus Namnetum (Nantes) passait non loin à l’est, et franchissait probablement la Seiche au niveau du pont de Pont-Péan. L’historien et toponyme, Guy Souillet a pu retrouver les restes du cadastre romain dans le tracé des chemins et des champs autour de Martigné (lieu-dit entre Bruz et Laillé) ainsi que quatre fundi, grands domaines dont les propriétaires étaient Lalius, Martinus, Carcius, et Sabinus (sur lesquels sont basés avec adjonction du suffixe -acum, les toponymes de Laillé, de Martigné et Carcé ; le dernier *Savigné ne semblant pas avoir laisse de traces).
Éloignée des frontières de l’Empire, Bruz connaît une relative période de paix jusqu’aux émigrations des Bretons et aux invasions vikings.

### Moyen-Âge
La paroisse de Bruz est attestée pour la première fois en 1070, quand Hodierne, abbesse de Saint Georges, achète à Quimarhoc une terre située au village de Pan.
En 1084, le comte de Rennes Geoffroy Grenonat donne la seigneurie de Bruz à l'évêque de Rennes, à l'époque Sylvestre de La Guerche ; elle restera une seigneurie ecclésiastique jusqu'à la Révolution française.
Le siège de la seigneurie fut d'abord le manoir ecclésiastique, dit le manère ou le mené ; plusieurs fois remanié, cet édifice se trouvait au milieu du terroir cultivé de Saint-Jacques [Saint-Jacques-de-la-Lande] et ses douves étaient alimentées en eau par le ruisseau de Risnel [Reynel] ; il était entouré de marais et de bois ; il fut par la suite transféré au manoir de Bruz.
Le manoir de Saint-Armel a été la résidence d’été des évêques de Rennes depuis le XIe siècle, il a été complètement reconstruit au XVe par l’évêque Anselme de Chantemerle puis de nouveau au XVIIe siècle. Yves Mahyeuc y mourut en 1541 « en odeur de Sainteté ». Il reste des vestiges de la chapelle du XIVe.
Le fief de Bruz donnait à l’évêque « droit de pêche en la rivière de Seiche, propriété et disposition des espaves, galois et communs, droits de garenne et refuge à pigeons, et droit de jouir pendant le mois d’août, chaque année, du revenu du colombier de la seigneurie de Lestrillet(...). Les vassaux du fief devaient en outre la chevauchée, le lundi suivant la fête de Saint Armel. Et ce devoir consistait, tant à Rennes qu'à Bruz et Saint-Jacques [Saint-Jacques-de-la-Lande], dans l'obligation de comparaître à cheval devant les officiers de la juridiction épiscopale».
Pendant longtemps, Bruz est resté un bourg rural dont la population est constituée en grande majorité de paysans. On compte toutefois plusieurs familles nobles et quelques membres du haut clergé.
À côté d’une maigre agriculture céréalière, on trouve des élevages de vaches laitières ainsi que quelques vignobles réputés. Le « cru de la Biardais est le meilleur de la paroisse de Bruz ». Au XVIIe siècle, il y a environ 60 hectares soit 75 vignes mais on ne trouve plus que 4 hectares sur 5-6 parcelles en 1827.

### Temps modernes

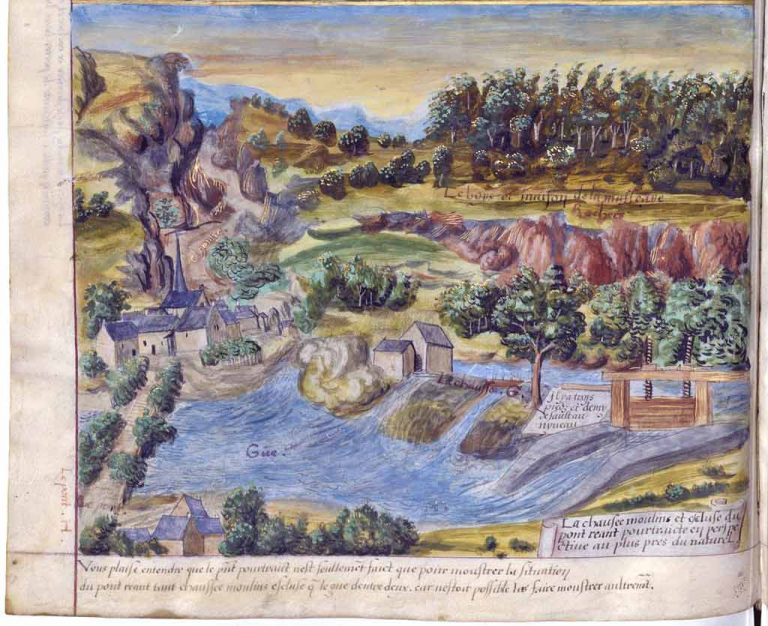
Enluminure d'Olivier Aulion représentant la Vilaine au niveau de Pont-Réan et de son moulin (La Vilaine de Rennes à Redon, 1543).

Selon Jean-Baptiste Ogée « en 1529, deux officiers d'un corps de troupes anglaises qui était à Brutz furent tués à la promenade par quelques paysans de l'endroit. Dès le lendemain, les troupes se saisirent des assassins, en firent pendre trois, et brûlèrent le bourg ». Le bourg se trouvait alors probablement à Saint-Armel, et c'est sans doute ensuite qu'il fut reconstruit à son emplacement actuel.
Le recueil « Cours de La Vilaine de Redon à Rennes », daté de 1543, aurait été réalisé par le peintre enlumineur Olivier Aulion.
En 1682, les Filles de la Charité s'installèrent à Bruz.

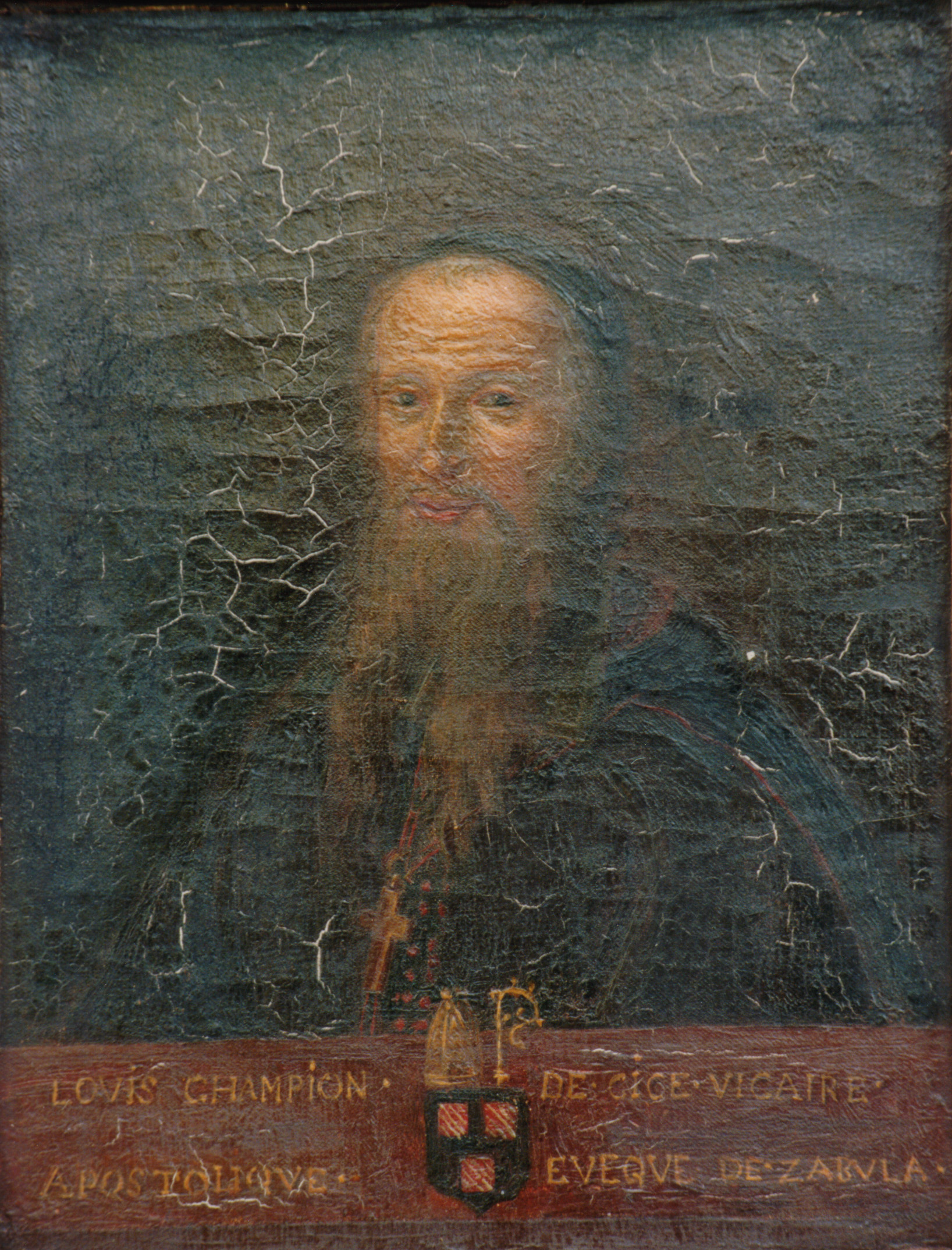
Portrait de Louis de Champion, missionnaire, évêque de Sabula.

La famille Champion habite à partir de 1566 le château de Cicé, sui est érigé en baronnie en 1598. Louis Champion, né en 1648, fut missionnaire en Chine, évêque de Sabula (il décéda en 1727) et vicaire apostolique du Siam. Adélaide Champion de Cicé, religieuse de la Visitation, fonda la Société des Filles du Cœur de Marie qui voit le jour le 2 février 1791 à Paris et à Saint-Malo ; deux de ses frères ont été évêques (Jean-Baptiste-Marie Champion de Cicé et Jérôme Champion de Cicé). Par le mariage le 7 septembre 1744 de Julienne Champion de Cicé avec Jacques-Louis Berthou, le château de Cicé passa aux mains de cette famille : par exemple Jacques-Jean-Marie de Berthou, comte de la Violaye (en Fay-de-Bretagne), y naquit le 11 mai 1754 ; il servit dans le régiment de Lorraine

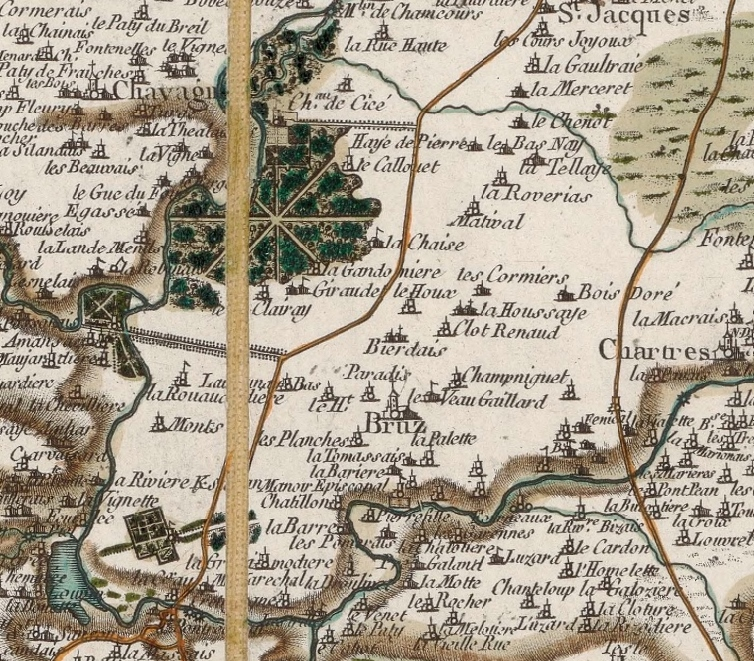
Carte de Cassini de la paroisse de Bruz et de ses environs (1785).

Jean-Baptiste Ogée décrit ainsi Bruz en 1778 :

« Brutz; à 2 lieues un sixième au Sud-Sud-Ouest de Rennes , son évêché , sa subdélégation et son ressort : cette paroisse se nommait autrefois Saint- Armel : on y compte 1 800 communiants. (...) Le territoire de Brutz est fertile en grains de toute efficacité : on y voit de bonnes prairies, des pâturages abondants , des fruits en quantité dont on fait du cidre, quelques vignes qui produisent un petit vin blanc qu'on débite à Rennes sous le nom de "vin de Brutz". On y remarque le pont Réan [Pont-Réan] qui est percé de neuf arches : celle du milieu sépare les paroisses de Brutz et de Gui Chen [Guichen]. Ce pont , qui fut refait à neuf en 1767 , était bâti en pilotis de pierres avec des travées de bois. On trouva sur la tête des pieux qui soutenaient les pierres, un grand nombre de pièces de cuivre doré frappées au coin de Jules César. »

Jean-Baptiste Ogée décrit aussi l'ouverture en 1730 de la mine de plomb du Pont-Péan, l'existence de carrières de marbre [faux, il s'agit de calcaires coquillers d'ère tertiaire], de marnes et d'autres pierres qui auraient servi notamment à la construction de l'ancienne cathédrale de Rennes, démolie en 1755.
A. Marteville et P. Varin, continuateurs d'Ogée, précisent aussi qu'il existait à Bruz sous l'Ancien Régime sept chapelles : à la Bihardais, au château de Cicé (ainsi que deux chapellenies), à la Houssaye, à Carcé, au Bout-du-Pont, à Etriette et aux Loges ; une autre chapellenie existait au bourg, sous l'invocation de saint Armel.

### Révolution française
D’une manière générale, la Révolution a commencé assez tôt en Bretagne et particulièrement à Bruz. Les tensions de 1787-1788 dégénèrent en émeute à Rennes lors de la journée des bricoles, les 26 et 27 janvier 1789. Le parlement de Bretagne cristallise des tensions, notamment entre les Bretons et le pouvoir royal d’une part et entre la noblesse et le tiers-état d’autre part.
À Bruz, on retrouve les trois ordres : plusieurs nobles et messieurs du Parlement dont les familles Champion de Cicé ou de La Bourdonnaye, quelques bourgeois dont les dirigeants de la mine et une importante présence du haut et bas clergé. Le tiers-état formant la majorité de la population.
Le cahier de doléances de Bruz rédigé les 29 et 30 mars 1789 contient cinquante articles, dont vingt sont des revendications courantes à l’époque et sont inspirés des Charges d’un bon citoyen de campagne. Les articles 4 à 12, 25 à 41, et 47 à 50 sont plus spécifiques à Bruz et concernent les droits féodaux, les justices seigneuriales ainsi que les privilèges fiscaux.
Comme ailleurs, Bruz subit l’émigration et le rachat des biens nationaux puis de nombreux désordres : plusieurs révoltes, la chouannerie, la chasse aux réfractaires regroupés à Bruz, et la grande Terreur de l’an II. Le calme ne reviendra pas avant l’année 1800.
Le 27 février 1791, 27 biens nationaux sont mis en vente ; 23 seront adjugés pour un total de 89 400 livres. Le manoir de Saint-Armel appartenant à l’évêché est vendu à lui seul pour 28 200 livres à Charles Bonaventure Marie Toullier (1752-1835), jurisconsulte rennais. C’est le bien national le plus cher de tout le sud-rennais. La métairie de la Rivière-Brizais et celle de la Haie de Pan appartenant au petit séminaire de Rennes sont vendus pour 15 500 et 13 050 livres.
En 1792 et 1793 Bruz se souleva, participant à la Chouannerie : la localité était un point de passage entre les royalistes de Bretagne et ceux de Vendée. Des enfants étaient chargés de porter des dépêches d'une commune à l'autre.
Bruz intègre le département d’Ille-et-Vilaine et le district de Bain (1790-1795). Charles Olivier Marie Sévère de La Bourdonnaye, originaire de Bruz, est chef de la division de Bain de 1794 à 1796.
La mine de Pont-Péan, exploitée à Pont-Péan de 1730 à 1797 et de 1844 à 1904, a employé jusqu'à 1 000 personnes, dont de nombreux Bruzois et a, de ce fait, influencé le développement de la ville. Elle constituait alors avec les mines de la région de Carhaix et de Saint-Brieuc, l'une des plus grosses entreprises de province.

### LeXIXesiècle
La réunion en 1822 de l'enclave de Cicé à Bruz, laquelle cessait de droit d'appartenir à Chartres, eut lieu à la grande satisfaction et, d'ailleurs, sur la réclamation unanime des habitants de cette enclave. Cependant la commune de Bruz se refusa longtemps à recevoir et à administrer l'enclave de Cicé, qui n'apportait que des charges à la communauté (l'enclave de Cicé apportait à Bruz soixante-douze habitants, dont cinquante-six indigents); en 1832, au spirituel (paroisse), cette section fut réunie de fait à Bruz, quand les deux petites enclaves de cette dernière commune étaient depuis longtemps incorporées à Chartres. Bruz refusa en 1853 de céder à Chartres la section de la Chaussairie que cette commune convoitait et finit par obtenir.
A. Marteville et P. Varin, continuateurs d'Ogée, décrivent ainsi Bruz en 1843 :

« Brutz (sous l'invocation de saint Martin) : commune formée de l'ancienne paroisse de ce nom ; aujourd'hui succursale. (...). Principaux villages : Chancor, la Grange, la Haye, Matival, le Callouet, le Bois-Doré, la Bihardais, Champ-Niguel, la Chaussairie, la Guersaudière, la Marionnais, le Pont-Péant, Pan, le Haut et le Bas Carcé, l'Orguenaie, Chantelou, le Rocher, Cahot, la Bezirais, l'Etriette, la Pommeraye, le Pont-Réan, Mons, le Manoir. Superficie totale : 2 953 hectares 41 ares 95 centiares, dont (...) terres labourables 1 776 ha, prés et pâturages 729 ha, bois 197 ha, vergers et jardins 39 ha, landes et incultes 457 ha (...)Moulins : 3 (de Chancor, du Boëlle [Boël], de Carcé). (...) Il y a foire le 25 février et le 15 septembre, le lendemain si ces jours sont fériés. (...) Géologie : une partie du terrain est tertiaire moyen ; il y a du calcaire tendre et du calcaire coquillier dans des terrains tertiaires inférieurs ; au sud et au sud-est se montre le schiste argileux, puis le schiste rouge et le quartzite. On doit citer comme phénomène physique la fontaine de Bouttoir : cette source, située sur la métairie de Fénicat, à M. le comte de Janzé, jaillit continuellement en soulevant le sable fin qui en forme le fond et semble, quoique froide, en perpétuelle ébullition. (...) On parle le français [en fait le gallo]. »

Ces mêmes auteurs indiquent aussi qu'en 1843 les vignes n'existent pratiquement plus (deux hectares à peine subsistent), que la mine de plomb de Pont-Péant, abandonnée sous la Révolution, est envahie par les eaux (mais qu'on s'occupe de la rouvrir) et qu'une minière se trouve à 500 mètres au Nord-Est du château de Carcé et qu'elle a alimenté longtemps le haut-fourneau de Sévigné et qu'une minoterie a été installée récemment sur la Seiche.
Un éboulement dans la carrière du Boël, qui appartenait à M. de la Bourdonnaye, maire de Laillé, fit 8 morts en juin 1884.

### LeXXesiècle

#### La Belle Époque

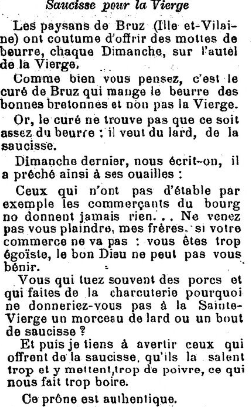
Article de journal relatant une demande du curé de Bruz à ses ouailles en 1903.

La mine de plomb argentifère de Pont-Péan ferme en 1904 (elle est réouverte brièvement entre 1928 et 1932).

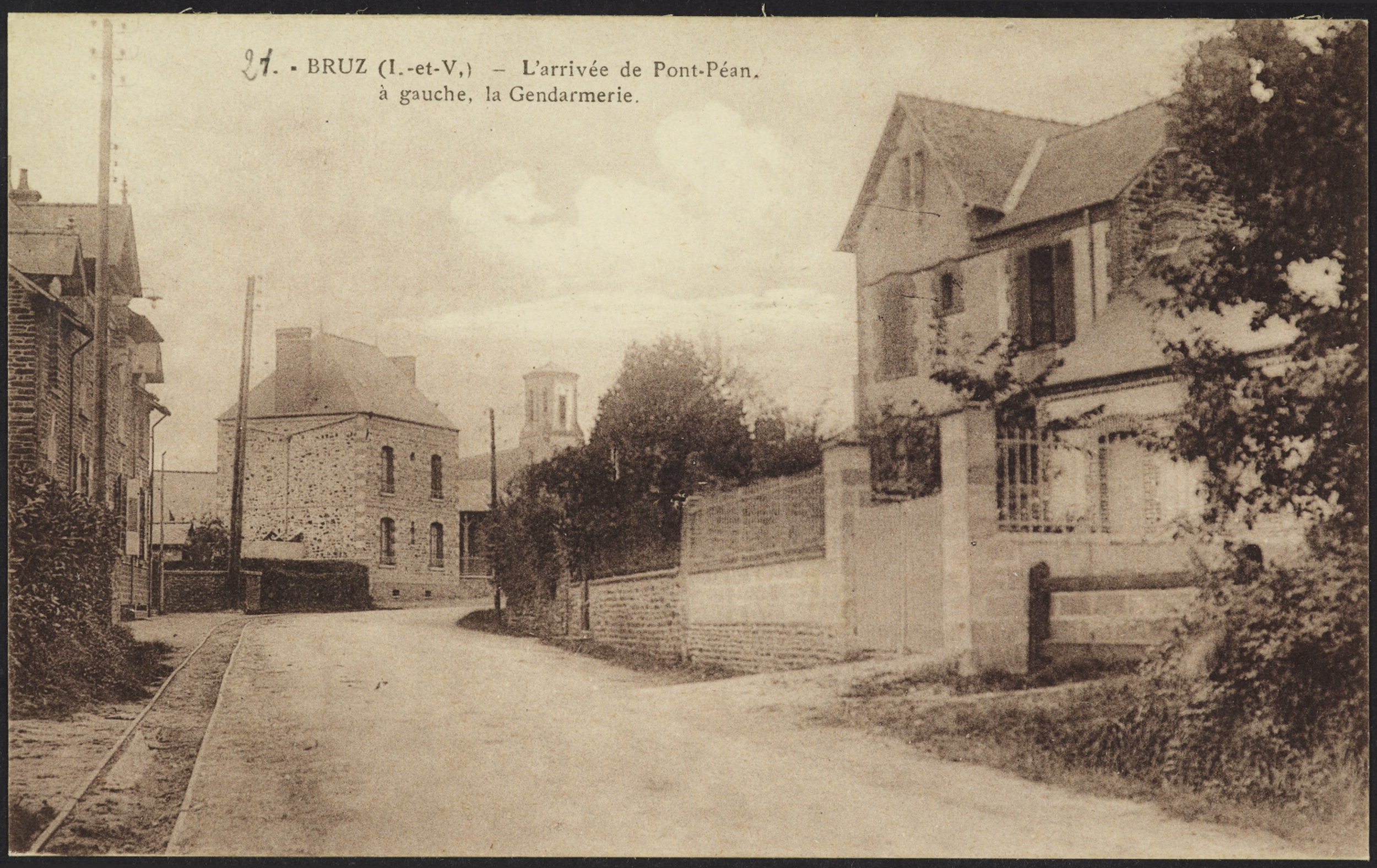
L'arrivée à Bruz par la route de Pont-Péan vers 1910 : à gauche la gendarmerie et, au fond, l'église.
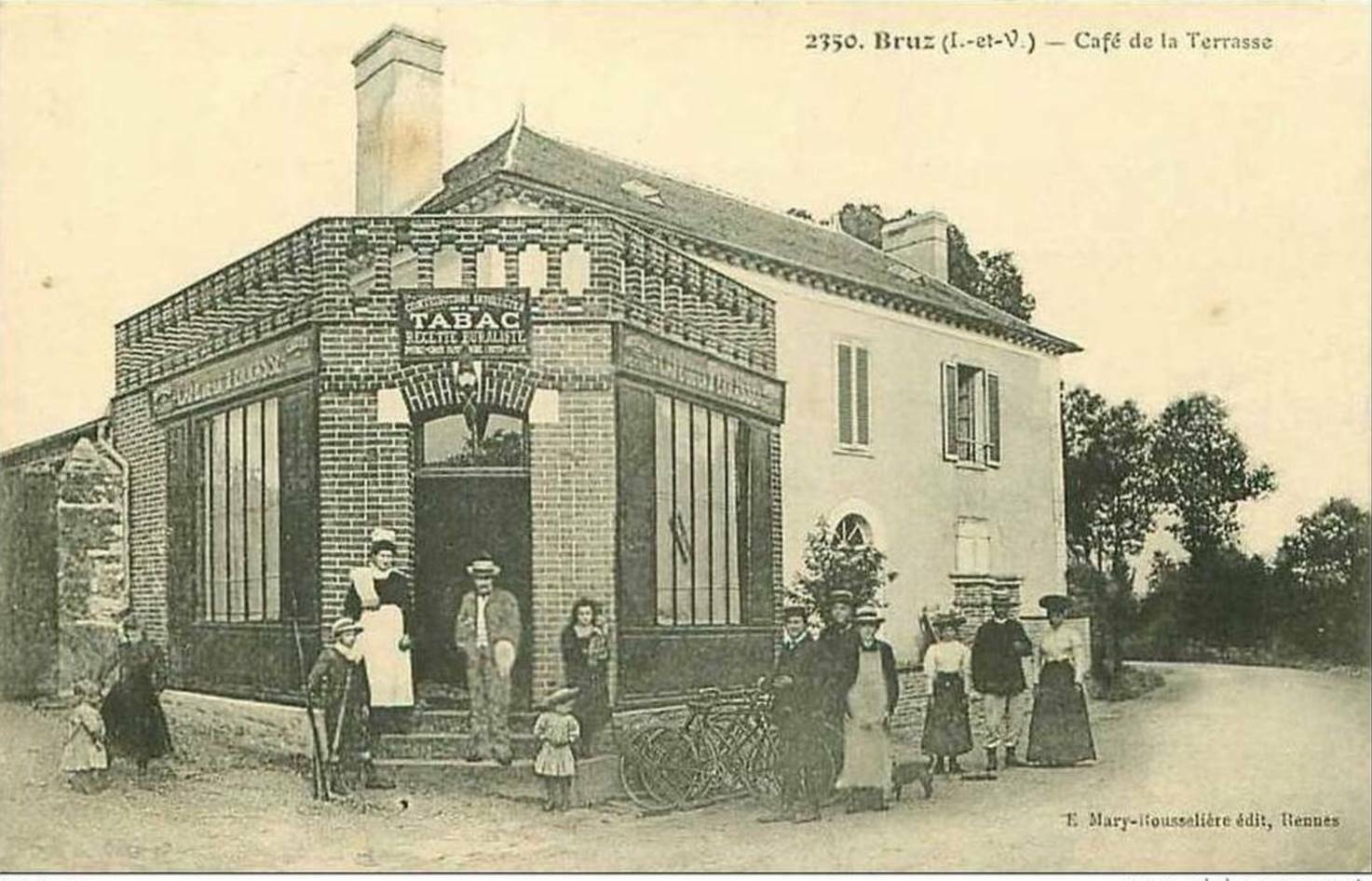
Le café de la Terrasse vers 1912 (carte postale E. Mary-Rousselière).
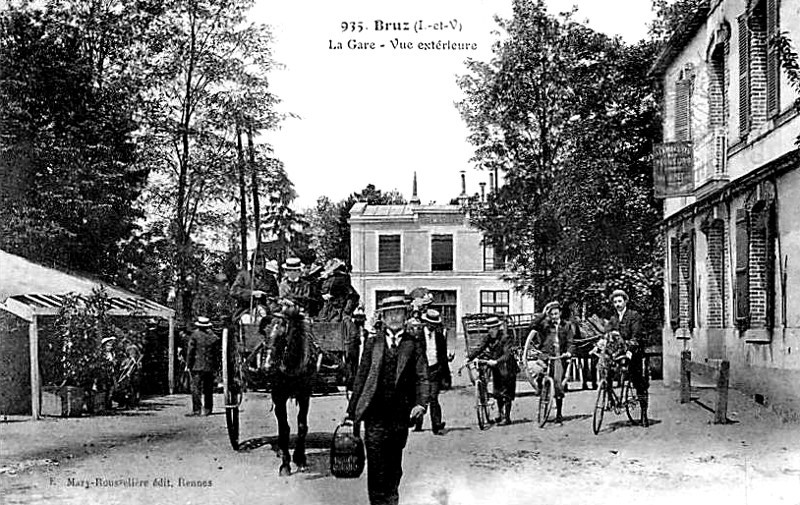
La gare de Bruz au début du XXe siècle (carte postale E. Mary-Rousselière).
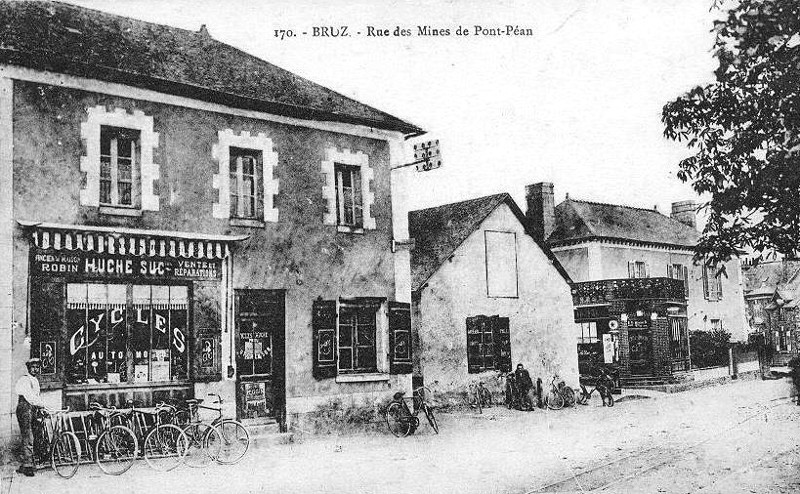
Bruz : la Rue des Mines de Pont-Péan au début du XXe siècle (carte postale).

#### La Première Guerre mondiale
Le monument aux morts de Bruz porte les noms de 110 soldats morts pour la France pendant la Première Guerre mondiale ; parmi eux 9 sont morts en Belgique (dont un, Célestin Chevrel, dès le 21 août 1914 à Auvelais et quatre dès le 22 août 1914 : trois, Prosper Jan, Jean Joubaire et Jules Lebreton, à Rossignol et un, Pierre Forgeais, à Châtelet ; Louis Boudier est mort dans un lazaret alors qu'il était prisonnier de guerre en Allemagne ; Marie Joseph Mouizel est mort de maladie en 1916 au Maroc ; Pierre Lemoine est mort de maladie le 30 juin 1917 à Salonique (Grèce) ; Maurice Dauvergne est mort de maladie en Bulgarie le 22 novembre 1918, donc onze jours après l'armistice ; les autres sont décédés sur le sol français : parmi eux quatre (Jean Deshoux, Charles Frémin, Jules Janvier et Florent Jeusset) ont été décorés de la Médaille militaire et de la Croix de guerre ; Jean Catesson, capitaine au 70e régiment d'infanterie, mort des suites de ses blessures le 30 avril 1917 à Sept-Saulx (Marne), a été décoré de la Médaille militaire et a reçu la Légion d'honneur à titre posthume.

#### L'Entre-deux-guerres
Bruz abritait alors plusieurs usines importantes, notamment une usine de réparation de wagons et une tréfilerie. Le journal L'Humanité du mardi 20 mai 1929 écrit que les ouvriers des ateliers de réparations de wagons de Bruz sont victorieux par leur action de grève qui a montré à la direction qu'il y avait des hommes à Bruz, capables de résister à l'arbitraire patronal, capables de se dresser pour obtenir des conditions de travail meilleures. Mais cette grève suscite des tiraillements entre socialistes et communistes comme le montre l'article alors publié par le journal Le Peuple, dirigé par la Confédération générale du travail, syndicat alors dirigé par des socialistes.

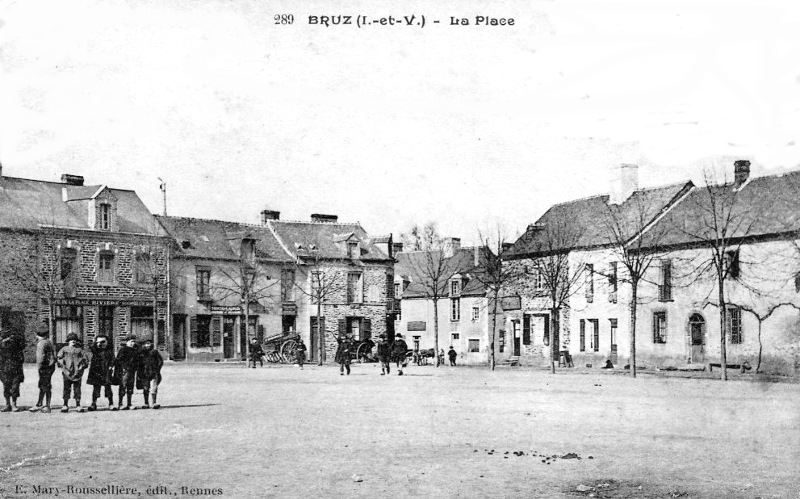
La place centrale de Bruz vers 1925 (carte postale E. Mary-Rousselière).
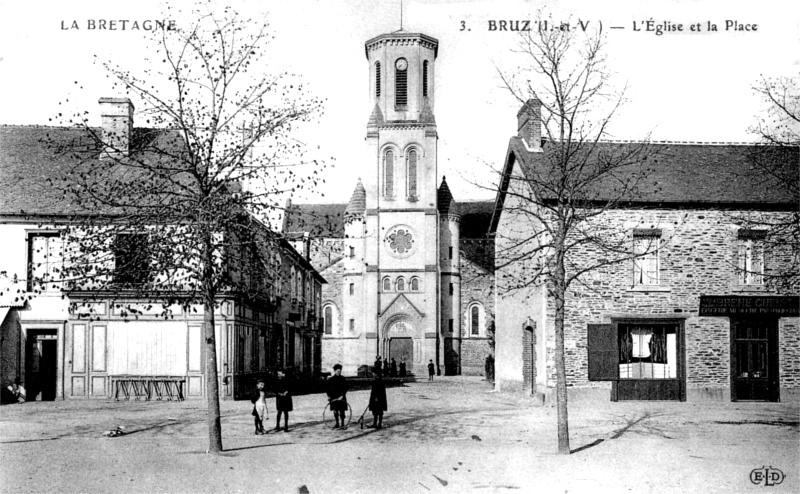
Bruz : l'église paroissiale Saint-Martin vers 1925 (carte postale).

Le 1er mars 1933 le pont de Saint-Armel, sur la Seiche, s'effondra subitement
Des inondations importantes frappèrent Bruz et l'ensemble de la vallée de la Vilaine les 3 et 4 janvier 1936

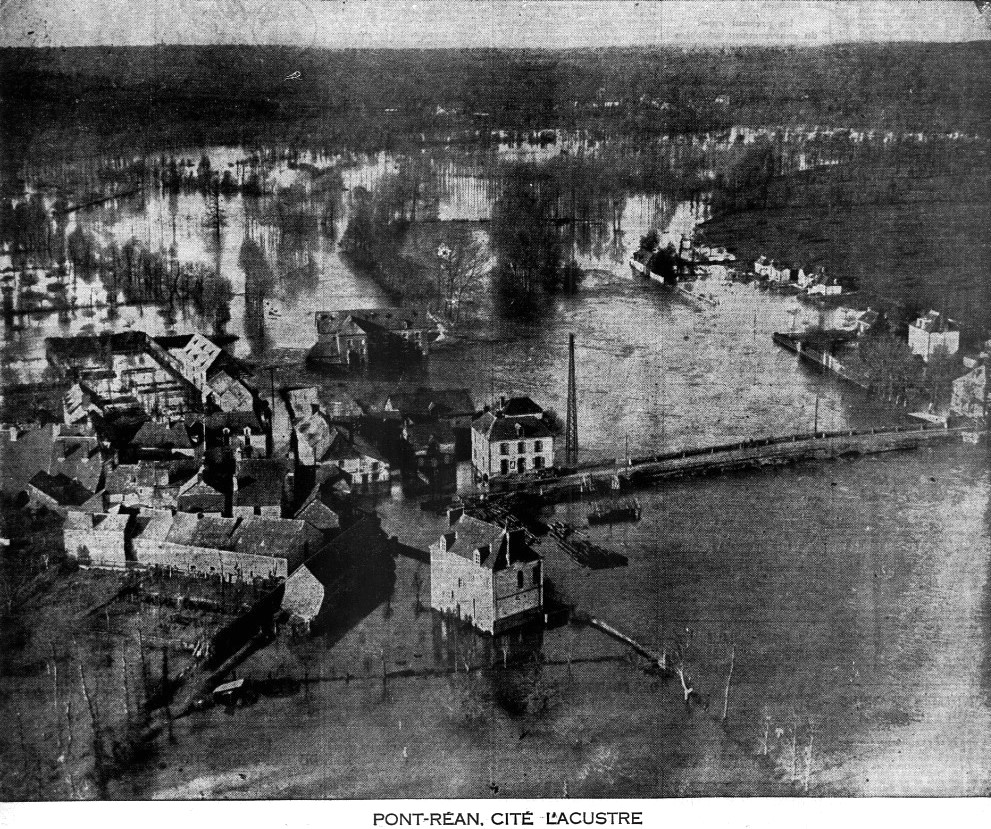
Pont-Réan cité lacustre (inondations des 3 et 4 janvier 1936, journal L'Ouest-Éclair du 5 janvier 1936).

#### La Seconde Guerre mondiale
Le monument aux morts de Bruz porte les noms de 13 personnes mortes pour la France pendant la Seconde Guerre mondiale ; parmi elles Jacques Le Clerc de la Herverie, commandant dans l'Armée de l'Air, mort accidentellement en service (son avion s'est écrasé au décollage) le 13 novembre 1939 à Caen, chevalier de la Légion d'honneur.
Une stèle commémorative honore les 7 aviateurs américains membres de l'équipage d'un bombardier B24 américain abattu par la flak allemande le 7 juin 1944 (3 aviateurs survécurent au crash).
Guy Malhon, participa à la Résistance, en qualité d’adjoint au chef des FFI d’Ille-et-Vilaine, et contribua à la libération de la poche de Lorient en 1945.

##### Le bombardement de Bruz du7 mai 1944

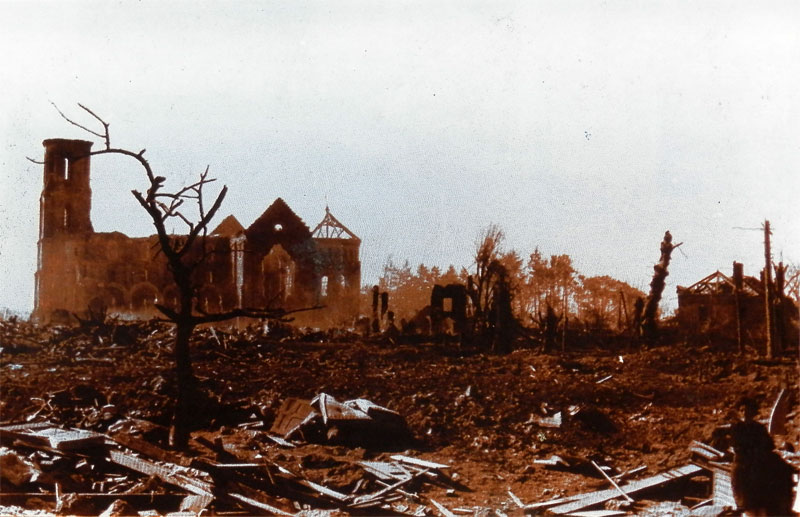
L'église paroissiale Saint-Martin après le bombardement du 8 mai 1944.

Au soir du dimanche 7 mai 1944, jour de communion solennelle, la ville de Bruz subit un bombardement aérien par la Royal Air Force d’une redoutable efficacité ; la ville est rasée, le bilan est de 183 morts, 300 blessés et 600 sinistrés. C’est donc 38 % des habitants du centre du village qui furent tués en 20 minutes.

###### Massacre nocturne
Aux alentours de 23 heures 45, les sirènes signalent l'approche d'avions britanniques. Ces derniers larguent des bombes explosives et des bombes au phosphore en plein sur le bourg. L'église est touchée et incendiée ainsi que la plupart des maisons. Le bombardement dure plus de vingt minutes. À peine les premiers sauveteurs commencent-ils à dégager des survivants des maisons en feu qu'une deuxième vague lâche d'autres bombes et fait de nouvelles victimes. On dénombra 860 points de chute de bombes dans une circonférence de un kilomètre de diamètre avec le clocher comme centre ; seules quelques maisons particulières dans les quartiers de la gare et de la gendarmerie ne furent pas touchées.
On entend, de Rennes, deux violents bombardements successifs qui laissent tout d'abord penser à un bombardement sur l'aérodrome. Le Secours national, la Croix-Rouge et les pompiers de Rennes interviennent dans les heures suivantes. Il faut remarquer que les témoins ne font pas état de brume sur les lieux, contrairement aux mentions des rapports de la RAF.
Le 10 mai, les obsèques de victimes de Bruz ont lieu dans l'église de Chartres-de-Bretagne, en présence des autorités rennaises. L'office religieux est présidé par Clément Roques, archevêque de Rennes, et la messe des morts chantée par la maîtrise de la cathédrale. Les corps sont inhumés dans des tranchées creusées dans une prairie derrière l'église. Le 12 mai, la même cérémonie est répétée pour vingt autres victimes.

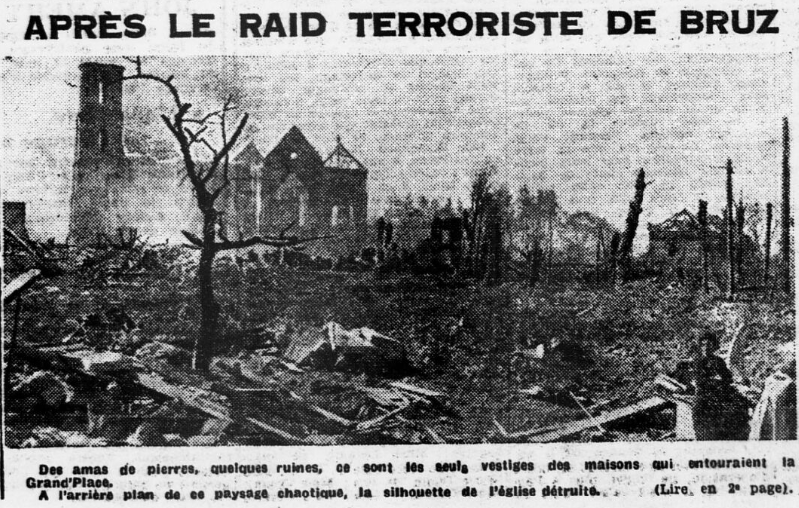
Article du journal L'Ouest-Éclair titrant "Après le raid terroriste de Bruz" à propos du bombardement de Bruz par la RAF à la suite d'une erreur de navigation.

Le Secours national sollicite des mandats pour « Bruz martyre ».
L’événement est relayé dans la presse locale (le journal L'Ouest-Éclair, alors journal collaborationniste, parle du "raid terroriste de Bruz" dans son édition du 10 mai 1944) et à Rennes apparaît une affiche de propagande pro-Allemande s'adressant aux Rennais.
Rennais !
Allez voir à BRUZ la manière
barbare dont les Anglo-Américains
doivent vous libérer.
L’EGLISE EST EN RUINES !
LE VILLAGE EST RASÉ !
200 MORTS sur 600 HABITANTS
Combien de familles françaises seront massacrées
avant que ces messieurs débarquent ?
Si oui,
vous êtes aussi responsables de ce malheur.
Si non,
SOYEZ PARTISANS DE L’EUROPE ET ASSISTEZ
L’ALLEMAGNE QUI EST SEULE CAPABLE DE
FAIRE CESSER CETTE TUERIE POUR TOUJOURS.

Affiche de propagande allemande, archives départementales

###### Rapports sur un bombardement raté

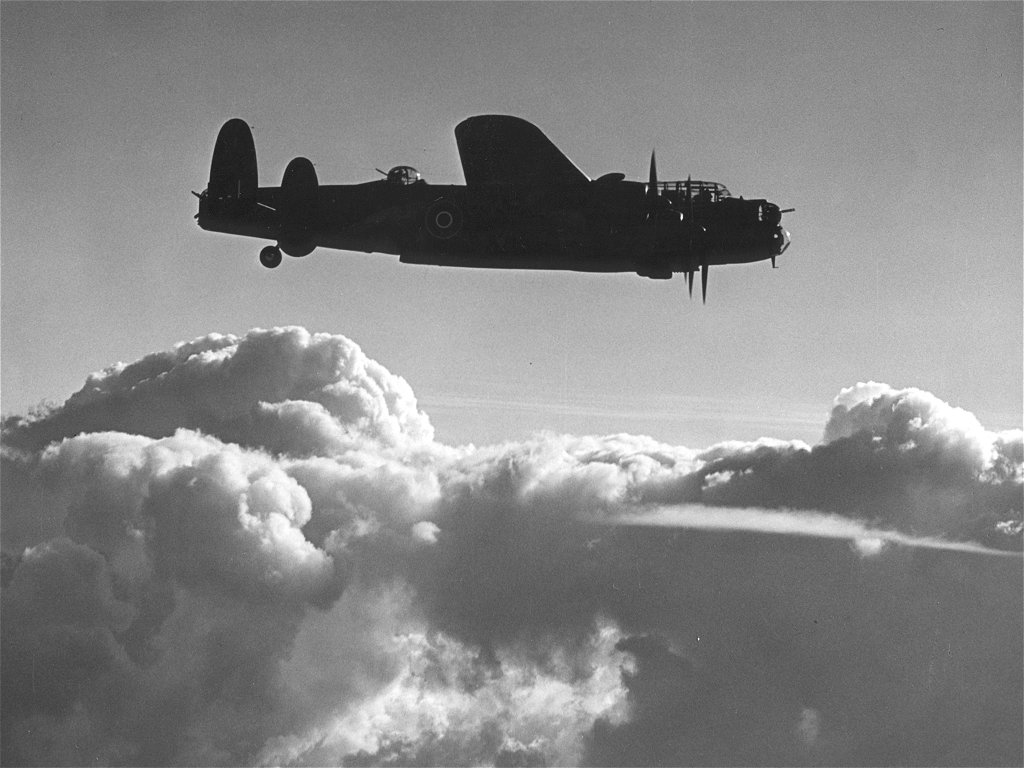
Un Avro Lancaster B Mk II.

Deux objectifs ont été assignés aux Avro Lancaster B II : l’aérodrome de Rennes - Saint-Jacques ainsi qu’un dépôt de munitions, situé dans le bois des Ormeaux (qui existe toujours, à 1,4 km au nord de l’église de Bruz).
Le rapport de la RAF est laconique :

« 7/8 mai: 55 Lancasters du groupe n°1 bombardèrent le terrain d’aviation et un dépôt de munitions à Rennes. La force ne fut pas en mesure de localiser et marquer la cible correctement et la plupart des bombes tombèrent sur un village voisin. Pas de perte d’appareil. »

— Bomber Command. RAF Campaign Diary May 1944
Le ministère de la défense britannique apporte des précisions sur cette opération à double but :

« Bombardement des dépôts de munitions les 7 et 8 mai 1944
Rapport des opérations de nuit n°599 du Bomber Command.
Résumé.
1. Des forces de 50-100 avions ont attaqué des dépôts de munitions à Salbris et Rennes, des terrains d’aviation à Tours, Rennes et Nantes et une batterie artillerie à Saint-Valéry. Tous les tirs furent précis et concentrés par temps clair et pleine lune. Chaque objectif fut gravement endommagé sauf le dépôt de munitions de Rennes. Les forces bombardant Salbris et Tours rencontrèrent une forte résistance des chasseurs et 9 des 391 appareils engagés furent abattus […]
11. Le terrain d’aviation et le dépôt de munitions de Rennes devaient être attaqués séparément par les appareils d'un même groupe.
Au terrain d'aviation, le centre des hangars devait être marqué à l’heure H par des feux rouges. Une force aérienne principale devait attaquer des objectifs sur identification visuelle. D'autres avions devaient bombarder les feux de marquage. Dans le dépôt, les objectifs à l’ouest et à l’est devaient être repérés au moyen d'un marqueur jaune renforcé avec des feux rouges. Au cas où ces derniers ne seraient pas visibles, des marqueurs jaunes devraient être utilisés. La force principale devait viser au centre des marqueurs de chaque objectif à moins d'un ordre différent du leader. »
En 12 et 13, le rapport précise que la sortie a eu lieu à 0 h 15 et que 49 Lancasters sur 50 arrivent sur zone par une nuit de pleine lune, sans nuages avec une légère brume au sol. Puis il décrit l'opération :
« 14. Terrain d'aviation - Le premier marqueur tomba près de l’objectif central et des incendies se déclarèrent dans les hangars dont un spectaculaire dans la zone de stockage des carburants. Sur l'objectif nord, deux grosses explosions furent, pense-t-on, le résultat de coups au but sur des îlots de munitions. Les retardataires trouvèrent les marqueurs obscurcis par la fumée et les incendies pouvaient se voir depuis la côte française.
15. Dépôt de munitions - Les avions marqueurs localisèrent difficilement l’objectif à cause de la brume et l'attaque commença tard. Les premières bombes tombèrent légèrement à l’ouest de l’objectif mais le leader" corrigea le tir et plus tard les marqueurs (au sol) et les bombes furent mieux placées. Des nuages de fumées entravèrent les bombardements des objectifs situés à l'est et on enregistra quelques incendies et explosions, les résultats ne furent pas spectaculaires. »
Reconnaissance de jour (« jour de reconnaissance » dans le texte)
« 16. Le village situé au sud du dépôt de munitions a supporté le poids de cette attaque et seulement des dégâts de toiture furent causés aux installations de l'objectif. Une usine industrielle non identifiée au sud de l’objectif fut gravement touchée. En outre, l'aérodrome subit de très lourds dégâts. La concentration principale des tirs tombe au sud-ouest sur la zone de dispersion, abîmant sévèrement 11 abris d'appareils. Six des 18 hangars furent détruits et 6 autres endommagés. Dix casernements, 6 autres bâtiments et 2 ateliers furent endommagés ou détruits. 43 cratères de bombes furent faits sur les pistes d'envol et 2 appareils furent endommagés au sol. »

Les équipages des Lancasters, après avoir bombardé le terrain d’aviation et son secteur sud-ouest (le terrain s’étend à l’époque sur 600 hectares), ont continué à voler plein sud sur trois kilomètres vers le dépôt de munitions mais ont été mal renseignés par les marqueurs du leader qui a probablement corrigé son tir à tort, les premières bombes étant tombées à proximité du dépôt (toits endommagés). Les modifications apportées au marquage ont retardé les largages et quelques secondes plus tard représentent, au-delà du bois des Ormeaux, 1 400 mètres de vol plus au sud : le bourg même de Bruz.

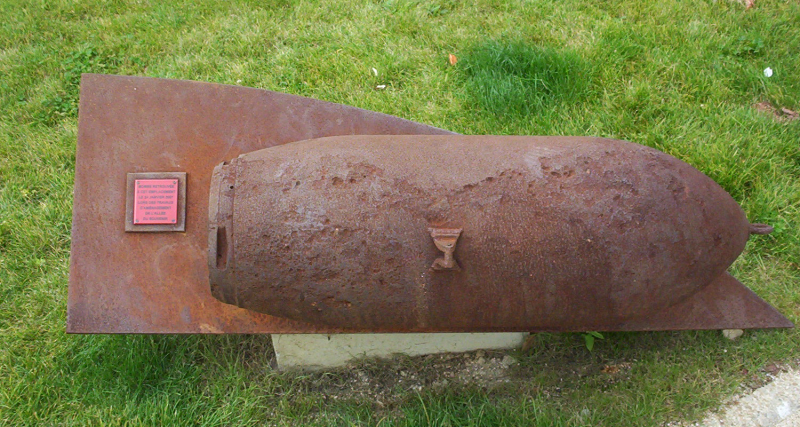
Bombe incendiaire découverte à Bruz en janvier 2007.

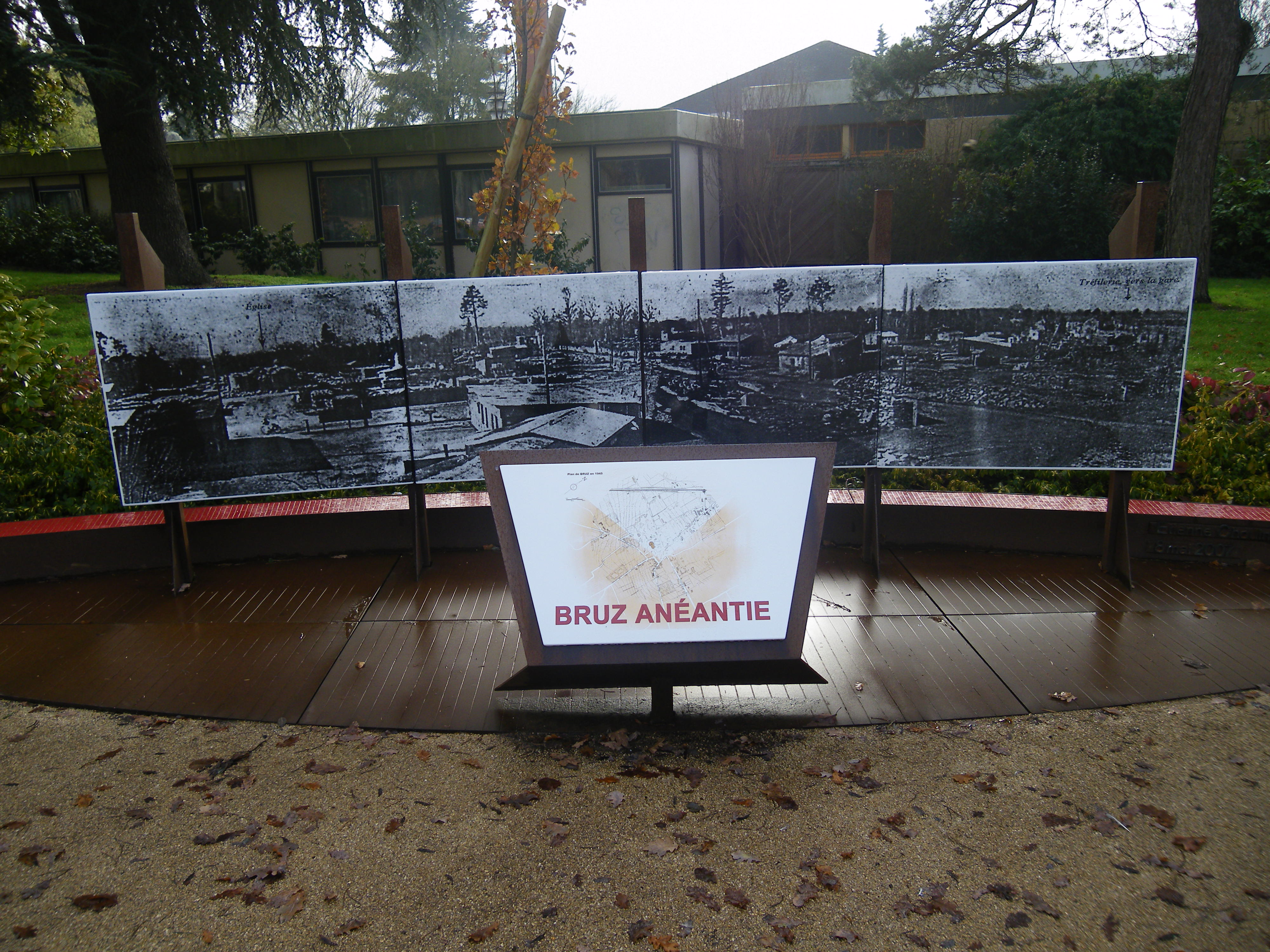
Mémorial du bombardement du 8 mai 1944.

La commune a été décorée de la croix de guerre 1939-1945 avec étoile de vermeil par décret le 11 novembre 1948. Elle a reçu la citation suivante :

« En dépit de quatorze bombardements, tuant ou blessant la moitié de la population, détruisant la quasi-totalité de ses immeubles, Bruz a poursuivi sans faiblir la résistance à l’ennemi, donnant ainsi un magnifique exemple de foi dans les destinées de la France. »

— Citation décernée avec la croix de guerre
Lors des travaux d’aménagement de l’allée du souvenir en janvier 2007, une bombe a été découverte dans le parc de la Herverie. Cette bombe est maintenant exposée sur le site et ouvre l’allée du 8 mai 1944.
Dans le parc de la Herverie, est implanté un monument où figurent le nom des 183 victimes. En 1994, un timbre commémoratif de 2,30 Francs « en hommage aux martyrs de Bruz - 8 mai 1944 » présente trois bombardiers lâchant, de jour, des bombes, en approche de l'église de Bruz en ruines.

###### L'autre bombardement du19 juillet 1944
Des avions anglais firent un autre bombardement le 19 juillet 1944 visant le dépôt pétrolier de Bruz, apparemment sans faire de victimes, civiles du moins. On n'en trouve aucune trace dans la presse locale.

### Après la Seconde Guerre mondiale

#### La reconstruction

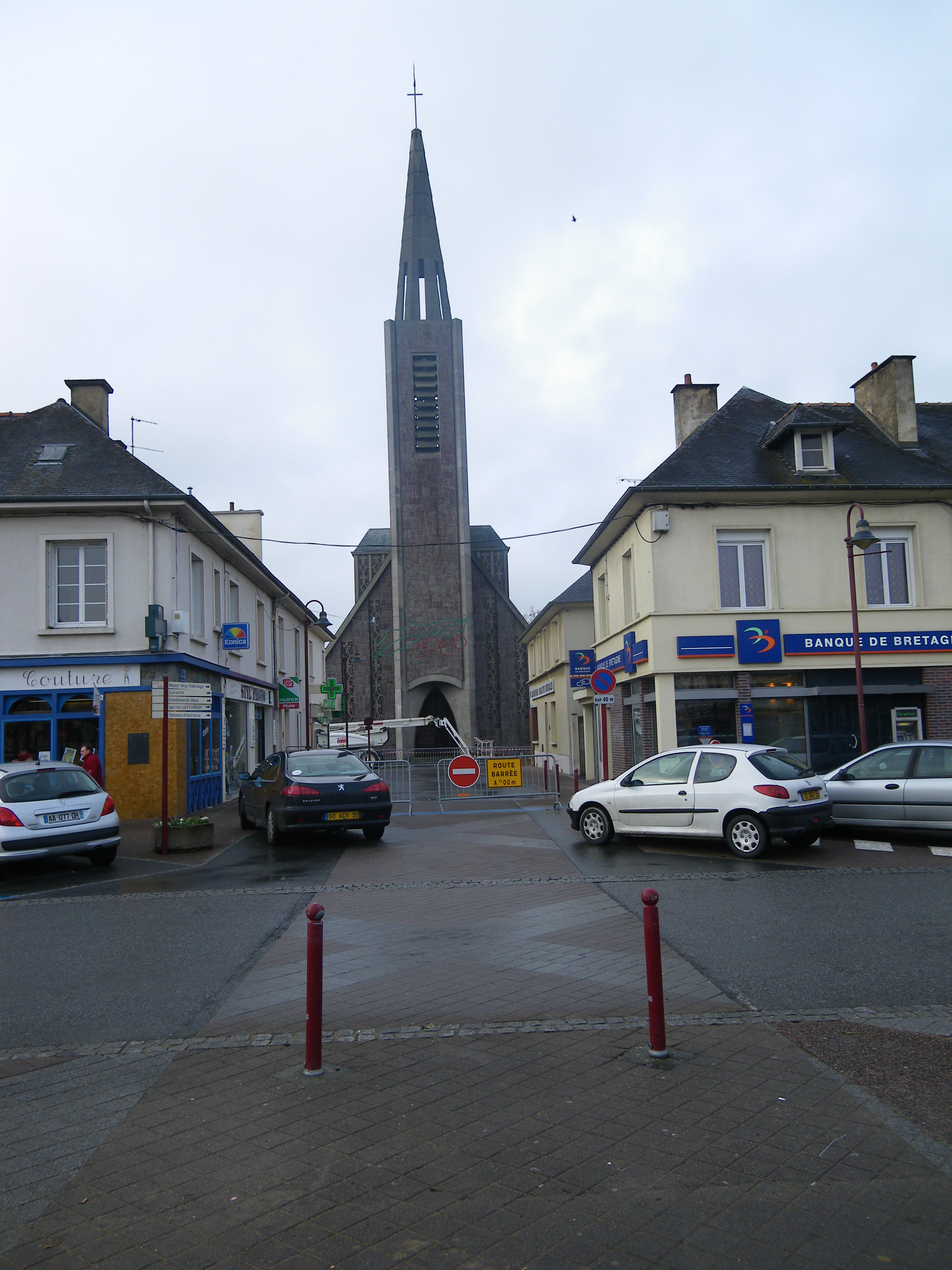
La nouvelle église de Bruz.

Bruz connaît une période de reconstruction et une forte croissance démographique depuis la fin du XXe siècle.
L’église est reconstruite rapidement par Louis Chouinard (1907-1995). La première pierre d'une nouvelle mairie est posée par Pierre-Henri Teitgen en avril 1949 ; celui-ci remet aussi à la ville lors de cette visite la Croix de guerre.
L’actuelle mairie n’est construite qu’en 1988 par Louis Chouinard et André Le Page et le campus de Ker Lann ouvre en 1992.

#### Les guerres d'Indochine et d'Algérie
Six soldats originaires de Bruz (G. Boue, Jean Cocheril, François Dreudin, René Letournel, M. Mayeux et Guy Malhon sont morts pour la France pendant la Guerre d'Indochine et un (Yves Hamard) pendant la Guerre d'Algérie.

#### L'essor de la ville
En 15 ans, de 1989 à 2005, la population a doublé. La commune compte aujourd'hui 19 667 habitants (population municipale 2022). En 2010, c’est la 5e ville du département d’Ille-et-Vilaine (après Rennes, Saint-Malo, Fougères et Vitré), et la 17e de Bretagne. Elle est membre de la communauté d'agglomération Rennes Métropole depuis sa création en 1970.

#### L'incendie de 1993
Le 25 juin 1993, un incendie dans la clinique psychiatrique Saint-François-d’Assise provoque la mort de 18 personnes (17 patients et une aide-soignante). Les conditions de sécurité du bâtiment n’étaient pas respectées, le bâtiment ne possédait ni détecteurs de fumées ni portes coupe-feu. Un procès a eu lieu à la suite de cet incendie,.

## Politique et administration

### Rattachements administratifs et électoraux

#### Circonscriptions de rattachement
Bruz appartient à l'arrondissement de Rennes et au canton de Bruz (anciennement canton de Rennes VIII-1), dont elle est le chef-lieu depuis le redécoupage cantonal de 2014. De 1982 à 2015, celui-ci était situé à Rennes. Avant cette date, elle a appartenu aux cantons suivants : Rennes-Sud-Ouest (1833-1973) et Rennes-VIII (1973-1982)
Pour l'élection des députés, la commune fait partie de la première circonscription d'Ille-et-Vilaine, représentée depuis juillet 2024 par Marie Mesmeur (LFI-NUPES). Sous la IIIe République, elle appartenait à la deuxième circonscription de Rennes, de 1958 à 1986 à la 2e circonscription (Rennes-Sud) et de 1986 à 2010 à la 4e circonscription (Redon).

#### Intercommunalité
La commune appartient à Rennes Métropole depuis sa création le 9 juillet 1970. Bruz faisait alors partie des 27 communes fondatrices du District urbain de l'agglomération rennaise qui a pris sa dénomination actuelle le 1er janvier 2000.
Bruz fait aussi partie du Pays de Rennes.

#### Institutions judiciaires
Sur le plan des institutions judiciaires, la commune relève du tribunal judiciaire (qui a remplacé le tribunal d'instance et le tribunal de grande instance le 1er janvier 2020), du tribunal pour enfants, du conseil de prud’hommes, du tribunal de commerce, de la cour d’appel et du tribunal administratif de Rennes et de la cour administrative d'appel de Nantes.

### Administration municipale
En mars 2020, la liste Bruz humaine, audacieuse et écologique est arrivée en tête des scrutins. Philippe Salmon en était la tête de liste.
De 2014 à 2020, le maire était Auguste Louapre qui succèda à Philippe Caffin.
Comme toutes les communes de 10 000 à 19 999 habitants, le conseil municipal de Bruz compte 33 membres. À la suite du premier tour du 15 mars 2020, le partage des sièges au sein du conseil municipal pour la mandature 2020-2026 sera le suivant :

Hôtel de ville de Bruz.

La commune a disposé d’un comité consultatif du développement durable (CCDD) de 2008 à 2014.
L’adhésion à la charte Ya d'ar brezhoneg a été votée par le Conseil municipal le 4 juillet 2011 et signé le 1er octobre. Cette adhésion lui a valu d’être nommé en 2012 pour les prix de l’avenir de la langue bretonne (prizioù) dans la catégorie « institution publique ».
2012 : Label Ville étoilée, décerné au titre des actions en faveur d’une meilleure qualité de la nuit et d’une réduction de la pollution lumineuse.
2013 : Ruban du développement durable, décerné le 2 juillet 2013 au Sénat.
2013 : label Territoire de commerce équitable.

### Tendances politiques et résultats
Les consultations électorales récentes à Bruz donnent l'avantage au Parti socialiste et aux Verts.
Au deuxième tour de l'élection présidentielle de 2007, 53,37 % pour Ségolène Royal (PS) et 46,63 % des électeurs de Bruz ont voté pour Nicolas Sarkozy (UMP), avec un taux de participation de 88,21 %.
Au deuxième tour des élections législatives de 2007, 53,21 % des électeurs de Bruz ont voté pour Jean-René Marsac (PS) (52,92 % dans la quatrième circonscription d'Ille-et-Vilaine), et 46,79 % pour Loic Aubin (UMP) (47,08 % dans la circonscription), avec un taux de participation de 64,09 % à Bruz et de 61,69 % dans la circonscription.
Aux élections européennes de 2009, les deux meilleurs scores à Bruz étaient ceux de la liste de la majorité présidentielle conduite par Christophe Béchu, qui a obtenu 1 194 suffrages soit 26,10 % des suffrages exprimés (département d'Ille-et-Vilaine 26,26 %), et d'Europe Écologie Les Verts conduite par Yannick Jadot, qui a obtenu 1 078 suffrages soit 23,56 % des suffrages exprimés (département d'Ille-et-Vilaine 20,59 %), pour un taux de participation de 44,18 %.
Au deuxième tour des élections régionales de 2010, 47,23 % des suffrages exprimés sont allés à la liste conduite par Jean-Yves Le Drian (PS), 31,24 % à celle de Bernadette Malgorn (UMP), et 21,53 % à la liste Europe Écologie Les Verts de Guy Hascoët, pour un taux de participation de 53,44 %.
Au deuxième tour de l'élection présidentielle de 2012, 56,22 % pour François Hollande (PS) et 43,78 % des électeurs de Bruz ont voté pour Nicolas Sarkozy (UMP), avec un taux de participation de 85,81 %.

### Politique de développement durable
La ville a engagé une politique de développement durable en lançant une démarche d'Agenda 21 en 2008.
La région Bretagne ainsi que Rennes Métropole ont adopté un Agenda 21 respectivement en 2008 et 2006.

### Jumelages
Au 1er juin 2012, Bruz n'est jumelée avec aucune commune.
Toutefois, Bruz a signé un partenariat de projet culturel avec Września, voïvodie de Grande-Pologne, en Pologne.

## Population et société

### Démographie

#### Évolution démographique
L'évolution du nombre d'habitants est connue à travers les recensements de la population effectués dans la commune depuis 1793. Pour les communes de plus de 10 000 habitants les recensements ont lieu chaque année à la suite d'une enquête par sondage auprès d'un échantillon d'adresses représentant 8 % de leurs logements, contrairement aux autres communes qui ont un recensement réel tous les cinq ans,.
En 2022, la commune comptait 19 667 habitants, en évolution de +8,69 % par rapport à 2016 (Ille-et-Vilaine : +5,46 %, France hors Mayotte : +2,11 %).
| 1793  | 1800  | 1806  | 1821  | 1831  | 1836  | 1841  | 1846  | 1851  |
| ----- | ----- | ----- | ----- | ----- | ----- | ----- | ----- | ----- |
| 2 307 | 2 173 | 2 048 | 2 198 | 2 280 | 2 233 | 2 409 | 2 460 | 2 458 |

| 1856  | 1861  | 1866  | 1872  | 1876  | 1881  | 1886  | 1891  | 1896  |
| ----- | ----- | ----- | ----- | ----- | ----- | ----- | ----- | ----- |
| 2 530 | 2 677 | 3 006 | 2 836 | 2 828 | 3 003 | 3 126 | 3 432 | 3 503 |

| 1901  | 1906  | 1911  | 1921  | 1926  | 1931  | 1936  | 1946  | 1954  |
| ----- | ----- | ----- | ----- | ----- | ----- | ----- | ----- | ----- |
| 3 455 | 2 864 | 2 809 | 2 751 | 2 664 | 2 900 | 2 799 | 2 820 | 3 814 |

| 1962  | 1968  | 1975  | 1982  | 1990  | 1999   | 2006   | 2011   | 2016   |
| ----- | ----- | ----- | ----- | ----- | ------ | ------ | ------ | ------ |
| 4 213 | 5 969 | 7 281 | 7 856 | 8 114 | 13 207 | 14 231 | 16 612 | 18 094 |

| 2021   | 2022   | - | - | - | - | - | - | - |
| ------ | ------ | - | - | - | - | - | - | - |
| 19 651 | 19 667 | - | - | - | - | - | - | - |

#### Pyramide des âges
La population de la commune est relativement jeune.
En 2018, le taux de personnes d'un âge inférieur à 30 ans s'élève à 41,2 %, soit au-dessus de la moyenne départementale (38,2 %). À l'inverse, le taux de personnes d'âge supérieur à 60 ans est de 19,5 % la même année, alors qu'il est de 23,3 % au niveau départemental.
En 2018, la commune comptait 9 078 hommes pour 9 438 femmes, soit un taux de 50,97 % de femmes, légèrement inférieur au taux départemental (51,18 %).
Les pyramides des âges de la commune et du département s'établissent comme suit.
| Hommes | Classe d’âge | Femmes |
| ------ | ------------ | ------ |
| 0,3    | 90 ou +      | 0,9    |
| 5,8    | 75-89 ans    | 6,9    |
| 12,3   | 60-74 ans    | 12,8   |
| 21,7   | 45-59 ans    | 23,4   |
| 17,0   | 30-44 ans    | 16,5   |
| 24,8   | 15-29 ans    | 22,4   |
| 18,1   | 0-14 ans     | 17,1   |

| Hommes | Classe d’âge | Femmes |
| ------ | ------------ | ------ |
| 0,7    | 90 ou +      | 1,8    |
| 6,3    | 75-89 ans    | 8,7    |
| 14,5   | 60-74 ans    | 15,6   |
| 19,6   | 45-59 ans    | 18,8   |
| 19,5   | 30-44 ans    | 18,7   |
| 20,2   | 15-29 ans    | 19     |
| 19,1   | 0-14 ans     | 17,4   |

### Enseignement

#### Établissements scolaires

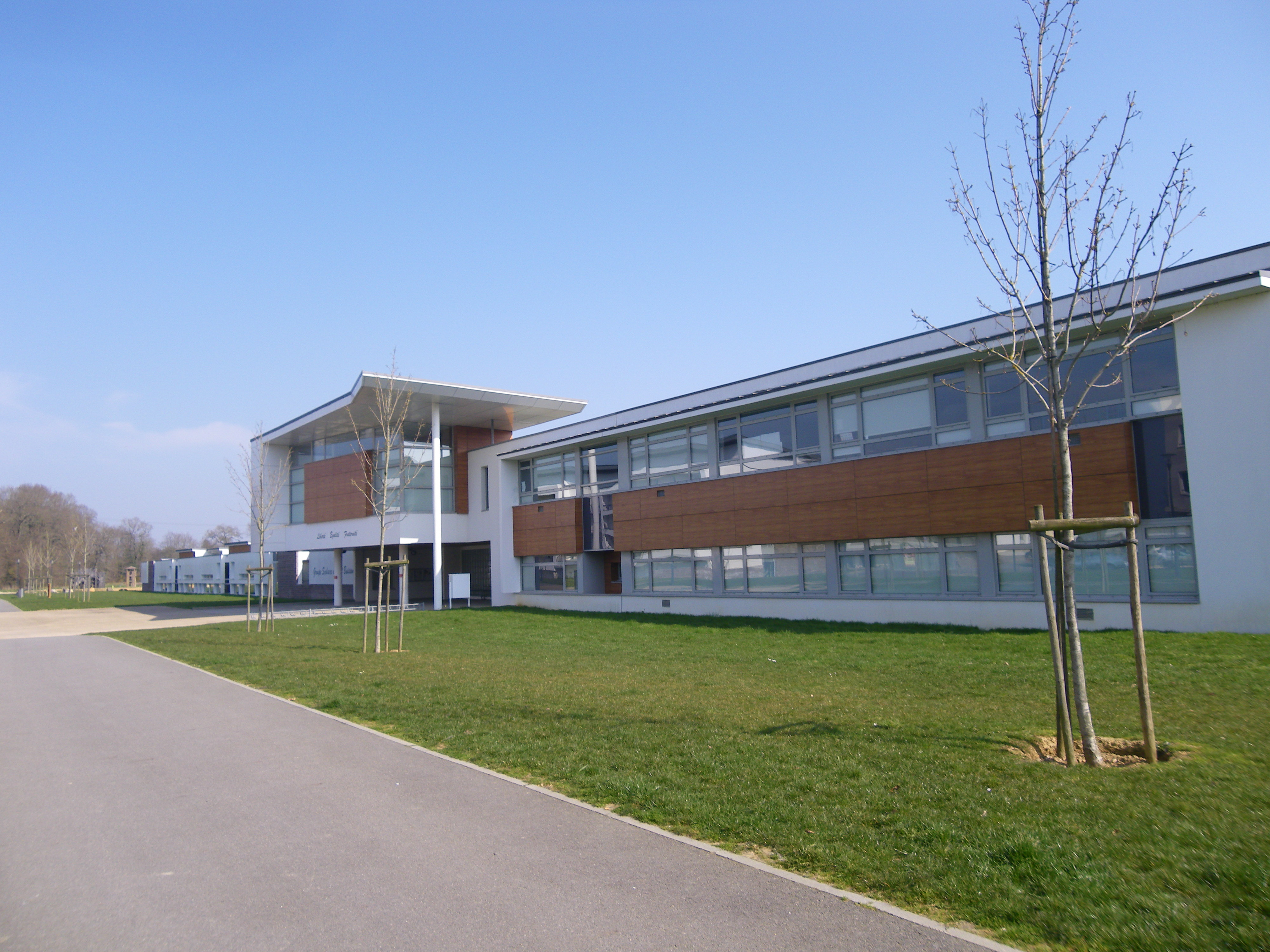
L'école du Vert Buisson.

On trouve cinq écoles élémentaires :
- École maternelle et primaire publique « Le Champ-L’Évêque » ;
- École maternelle et primaire publique « Jacques-Prévert » avec une filière bilingue français-breton depuis 2003[104] ;
- École maternelle et primaire publique « Le Vert-Buisson » ;
- École maternelle et primaire privée « La Providence » (Centre et Vert-Buisson).

La commune dispose aussi de deux collèges et deux lycées : le collège public Pierre-Brossolette, collège d'enseignement général et professionnel adapté (SEGPA), le collège-lycée privé Saint-Joseph, lycée d'enseignement général avec une section européenne, et le lycée public Anita-Conti, lycée d'enseignement général et technologique (sections ES, L, S, STMG).

#### Enseignement supérieur

Plan du campus de Ker Lann.

La commune de Bruz abrite le campus de Ker Lann où sont installées plusieurs établissements d'enseignement supérieur dont l’École nationale de la statistique et de l'analyse de l'information, l’École normale supérieure de Rennes, l’ECAM Rennes - Louis de Broglie, l’Institut catholique de Rennes, l’Institut polytechnique UniLaSalle (anciennement: École des métiers de l'environnement), l’école des avocats du Grand-Ouest, des écoles de la Chambre de commerce et d'industrie de Rennes…
La Faculté des Métiers a été créée au Campus de Ker Lann en 1999; ses 300 enseignants forment par alternance plus de 3600 jeunes dans 12 secteurs d'activité différents ; elle accueille également 5700 adultes en formation continue ; elle propose en tout une palette de 64 métiers à travers 108 diplômes et certifications professionnelles.

#### Enseignement en langues de Bretagne
À la rentrée 2012, 102 enfants sont inscrits en filière bilingue français-breton à l’école primaire « Jacques Prévert » 5 % des élèves du premier degré de la commune en 2010 et 9,9 % des élèves en filière bilingue du premier degré du département.
À la rentrée 2016, 111 élèves étaient scolarisés dans la filière bilingue publique (soit 6,4 % des enfants de la commune inscrits dans le primaire).
Le gallo n’est pas enseigné à Bruz. Une enquête sur des élèves du collège révèlent cependant l’existence de pratiques et de compétences linguistiques régionales.

### Manifestations culturelles et festivités
Depuis 2010, Bruz accueille le Festival national du film d'animation, festival de cinéma d'animation créé et organisé par l'association française du cinéma d'animation (AFCA) en 1983.

### Santé
La commune compte une trentaine de praticiens de la santé et une dizaine de pharmacies.
Il existe deux maisons de retraites : un établissement d'hébergement pour personnes âgées dépendantes (EHPAD) et une résidence privée. Un nouvel EHPAD d'une capacité d’accueil de 83 personnes a été livré en janvier 2013.
Un institut médico-éducatif traitant les jeunes atteints de déficience mentale est présent sur le campus de Ker Lann.
En mars 2020, la ville est un cluster de l'épidémie de coronavirus

### Sports

#### Activités sportives
- L'amicale laïque de Bruz est une association créée en 1922 et qui regroupe différentes activités, notamment des clubs de badminton, rugby, basket-ball, qi gong et tennis de table. L'Amicale laïque de Bruz tennis de table a notamment été connue pour son équipe féminine. Les joueuses bruzoises furent notamment championnes de France de Nationale 1 en 1980, 1981, 1983 et 1984.
- Avec plus de 600 licenciés, le Football Club Bruz est l'un des plus importants clubs de la Ligue de Bretagne de football[112]. La footballeuse Camille Abily a notamment découvert le football au sein du club.

#### Équipements
- Le centre équestre Fénicat à la limite avec Chartres-de-Bretagne ;
- Le stade Siméon-Belliard qui comprend le complexe sportif évolutif couvert (COSEC Éric-Tabarly), la salle Yannick-Noah, la salle Charles-Joly et la salle Chantal-Mauduit ;
- La salle Pierre-Brossolette ;
- La salle Colette-Besson.

### Cultes
Bruz est le siège de la « paroisse Saint-Armel des Rives de la Seiche » dont fait aussi partie les communes de Chartres-de-Bretagne, Pont-Péan, et Laillé. La paroisse fait elle-même partie du « doyenné des Rives de la Seiche » dans l’archidiocèse de Rennes, Dol et Saint-Malo.

## Économie

### Revenus de la population et fiscalité
En 2009, la part des ménages imposés était de 67,2 % et le revenu fiscal médian par ménage était de 21 193 €, ce qui plaçait Bruz au 4 195e rang parmi les 31 604 communes de plus de 50 ménages en métropole.
En 2008, la commune de Bruz comptait 10 721 actifs dont 7 598 salariés. Le nombre de demandeurs d’emploi (catégories ABC) au 31 décembre 2010 était de 785 et le taux de chômage de 6,5 %.
|                   | Agriculteurs | Artisans, commerçants, chefs d’entreprise | Cadres, professions intellectuelles | Professions intermédiaires | Employés | Ouvriers |
| Bruz              | 0,2 %        | 11,6 %                                    | 9,3 %                               | 28,0 %                     | 35,7 %   | 15,2 %   |
| Moyenne Nationale | 2,1 %        | 6,0 %                                     | 15,7 %                              | 24,7 %                     | 28,6 %   | 22,9 %   |

### Entreprises et commerces
En 2010, les entreprises de la commune de Bruz totalisaient 7 100 emplois salariés.
Depuis 1968, le centre DGA Maîtrise de l'information de la Direction générale de l'Armement, précédemment appelé centre d’électronique de l’armement, CELAR jusqu'en 2009, est situé sur un terrain de 100 hectares, sur le territoire de la commune de Bruz. En 2022, le site emploie 1600 personnes.
L’hôtel du domaine de Cicé Blossac possède 72 chambres et est classé quatre étoiles. Il se situe à côté du golf du même nom.
Le Parc des expositions de Rennes Aéroport est situé à Bruz. S'y tient notamment chaque année le salon du SPACE.

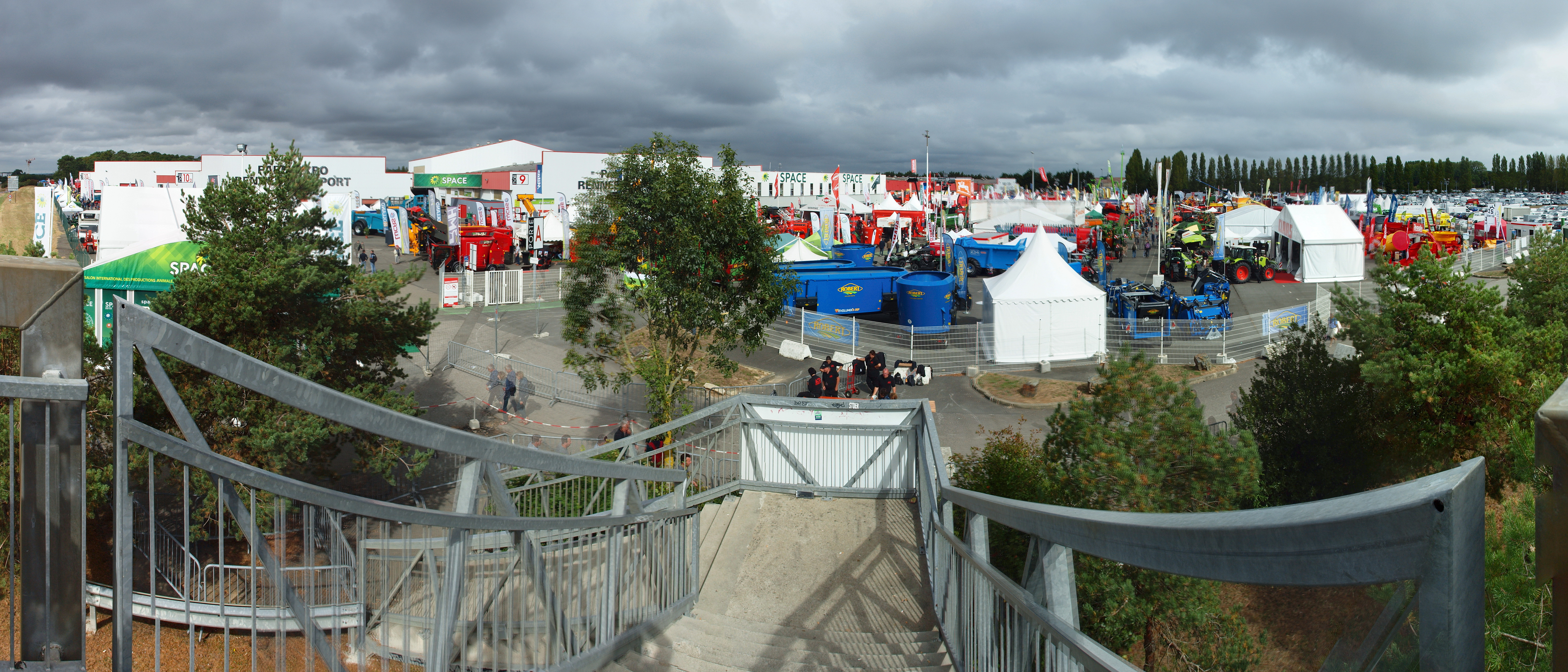
Le salon du SPACE 2019 : vue panoramique depuis la passerelle routière.

On trouve également à Bruz la société AES Laboratoire, le siège de la Mutualité sociale agricole (MSA) d’Ille-et-Vilaine, etc.
Bruz compte deux supermarchés : Intermarché (quartier Vert Buisson) et Super U (place de Bretagne).
Les commerces sont principalement situés près de la place de Bretagne, de la place du docteur Joly et dans le centre du Vert Buisson (dans et autour du centre commercial Cap Vert).
Le marché a lieu le vendredi matin, place du docteur Joly et dans le haut de l'avenue du Général-De-Gaulle. Un marché bio a lieu le mardi soir.

## Culture locale et patrimoine

### Lieux et monuments

#### Monuments historiques

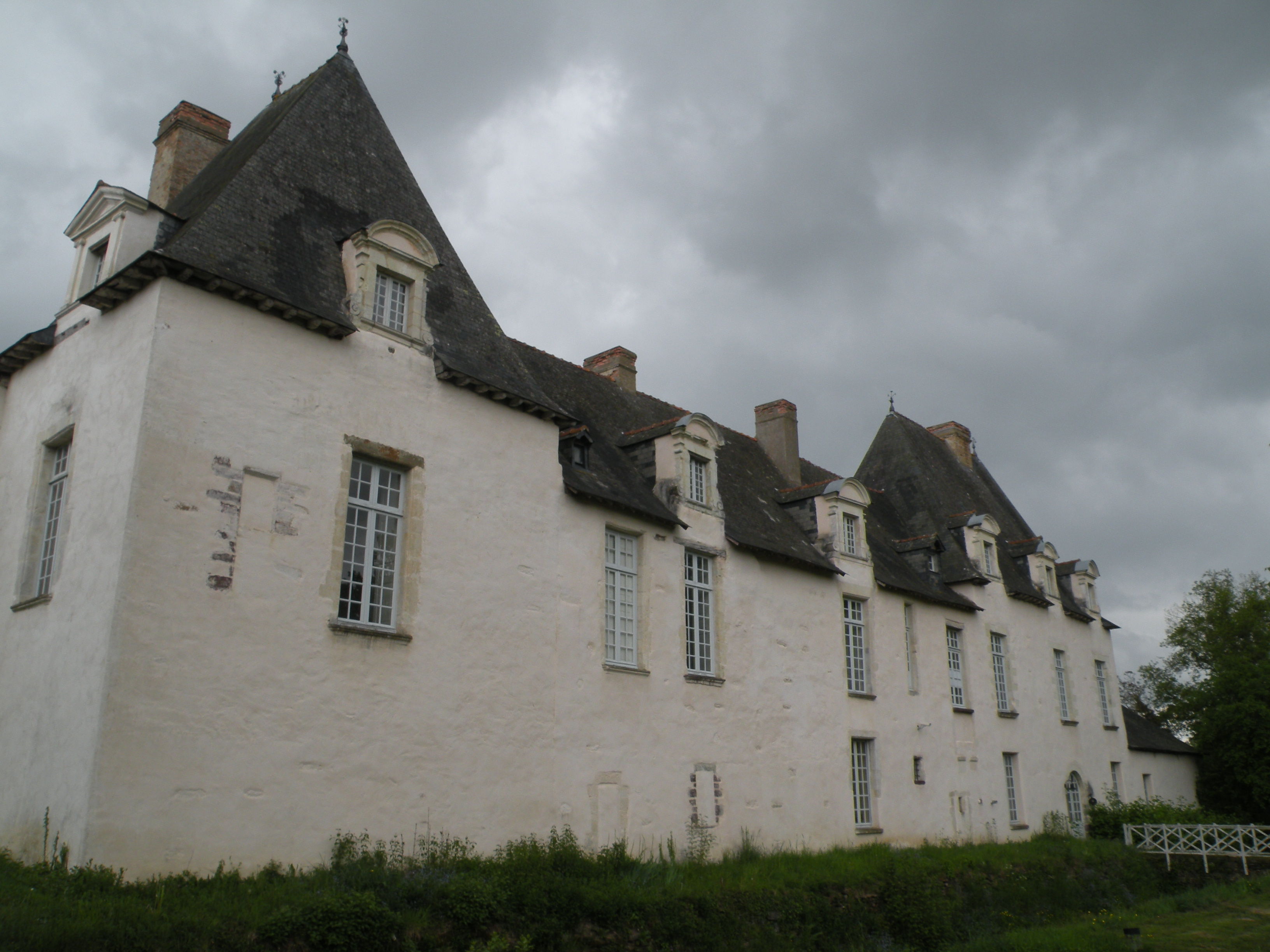
Le manoir Saint-Armel.

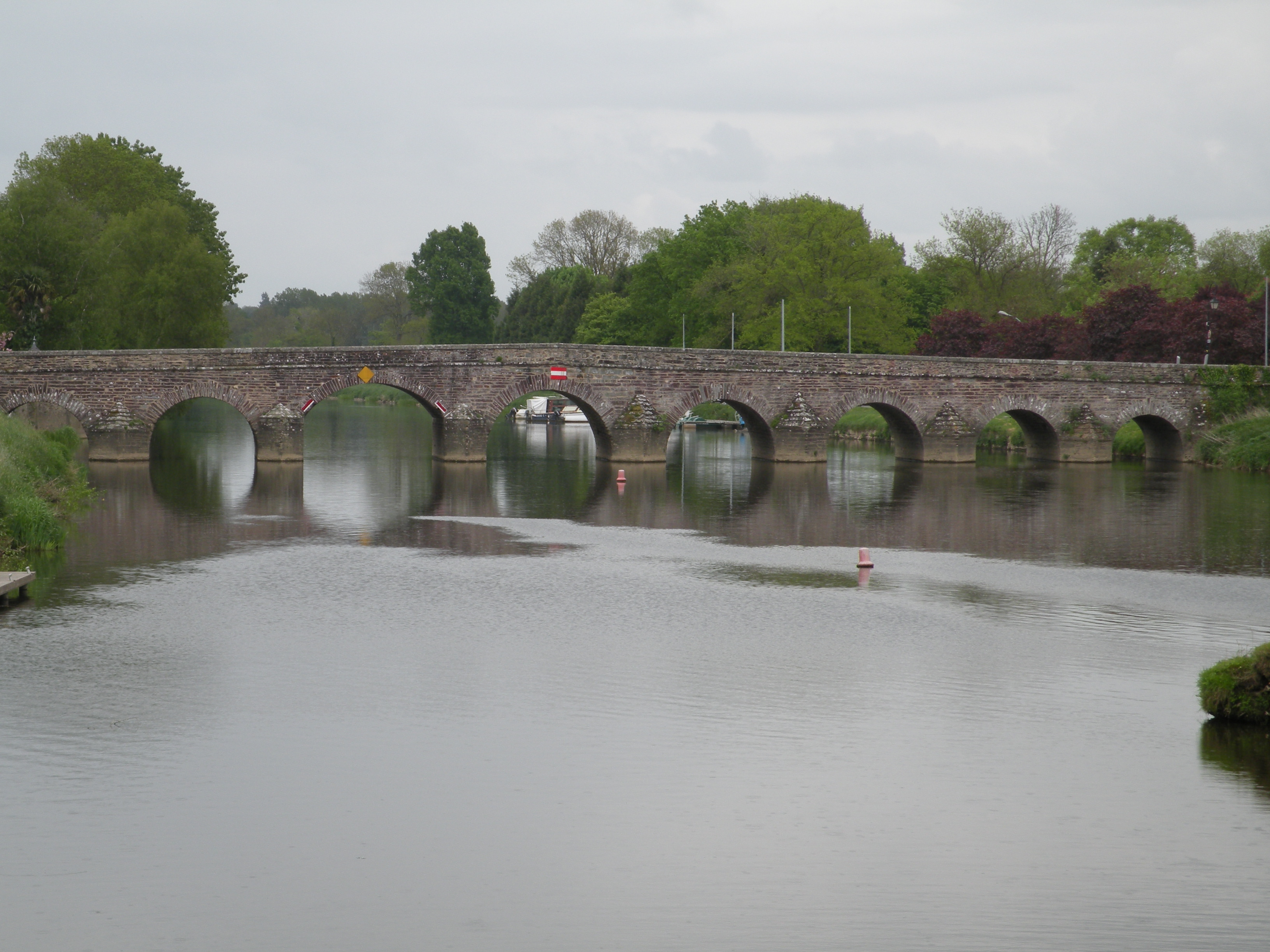
Le pont de Pont-Réan.

Le manoir de Saint-Armel, manoir épiscopal du XIe siècle, puis reconstruit au XVIIe siècle, est inscrit aux monuments historiques depuis 1975,,.
Par ailleurs, Bruz partage, avec les communes de Guichen et Goven, le pont sur la Vilaine de Pont-Réan, inscrit depuis 1942. Ce pont en dos d’âne composé de sept arches en plein cintre a été bâti en 1767 sur la base d’un pont médiéval, situé à l’emplacement d’un ancien pont romain.
Selon la base nationale Mérimée, 489 autres édifices sont inventoriés et la base régionale donne 520 résultats concernant des objets immobiliers comme mobiliers.

#### Patrimoine religieux
L’église Saint-Martin-de-Tours a été construite de 1950 à 1954 par Louis Chouinard. Elle remplace l’église du XVIe siècle détruite par le bombardement de 1944. Elle possède des vitraux remarquables et allie une structure en béton armé et en pierre violette marbrée de vert, dite jaspée. L’édifice possède le Label XXe siècle,,. Louis Chouinard construisit aussi le presbytère à côté.
On trouve plusieurs chapelles et croix de chemin réparties sur le territoire : la chapelle du château de Cicé, dédiée à saint Charles Borromée, date du XVIIe siècle ; celle du château de Carcé date de la même époque ; la chapelle de la Pommeraie date de la fin du XIXe siècle ou du début du XXe siècle ; celle de la Haye de Pan date de 1756. Des croix monumentales se trouvent à la Pommeraie, à la Couperie ; etc..
Trois chapelles, qui étaient mentionnées par l'abbé Guillotin de Corson dans le "Pouillé historique de Rennes", ont disparu : la chapelle Saint-Armel (ancien oratoire privé des évêques de Rennes) ; Notre-Dame du Bout-du-Pont, qui datait du XVe siècle, totalement ruinée dès 1756 ; et Notre-Dame de la Biardaye disparue en même temps que l'ancien manoir remplacé par le château des Ormeaux.

#### Châteaux et manoirs
La commune a compté de nombreux châteaux, manoirs et autres demeures. La distinction entre les différentes dénominations est fluctuante, seulement trois bâtiments sont toujours dénommés château.
Le manoir Saint-Armel, situé au bord de la Seiche, est un haut lieu de l'histoire de Bruz ; l'ancien manoir fut la résidence des évêques de Rennes dès le XIe siècle ; il fut reconstruit au XVe siècle par l'évêque Anselme de Chantemerle ; le manoir actuel date de la fin du XVIe siècle, mais a été remanié au XVIIe siècle ; il fut vendu comme bien national lors de la Révolution française et est inscrit depuis 1975 à l'Inventaire supplémentaire des monuments historiques.

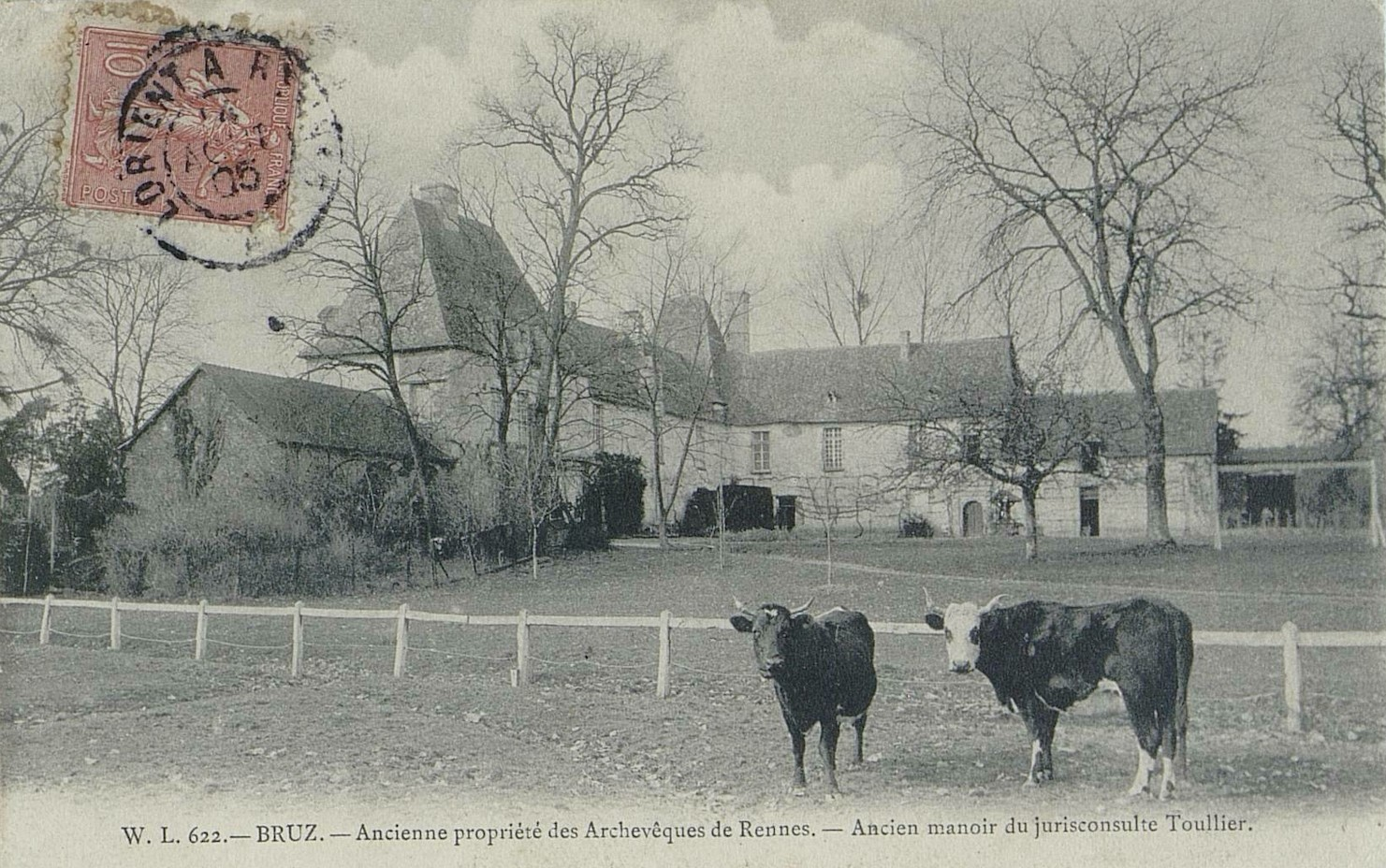
Le manoir Saint-Armel au début du XXe siècle.

Le manoir de Cicé (Cycé) se situe au lieu-dit du même nom le long de la Vilaine. Il a donné son nom aux seigneurs de Cicé. Bâti à la fin du XVe siècle par les Champion, officiers de l'atelier monétaire ducal de Rennes et est aujourd’hui en ruine, sa chapelle Saint-Charles-Borromé et ses deux fermes,.

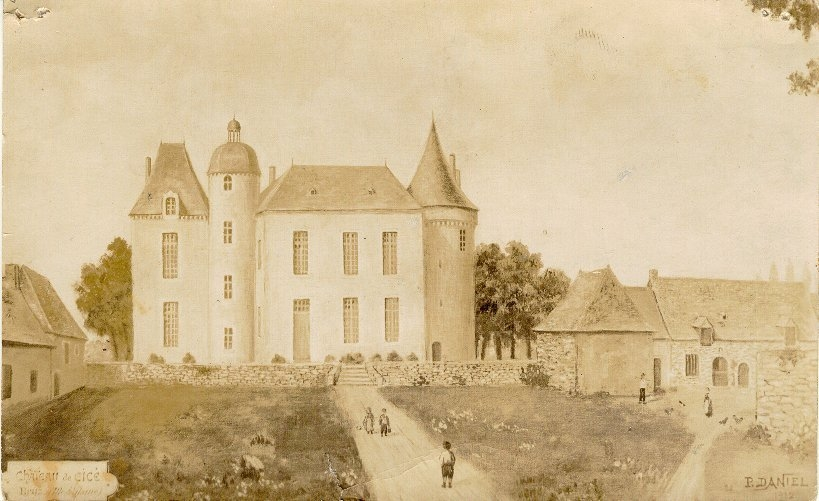
Le château de Cicé en 1912 avant qu'il ne soit réduit à l'état de ruines.
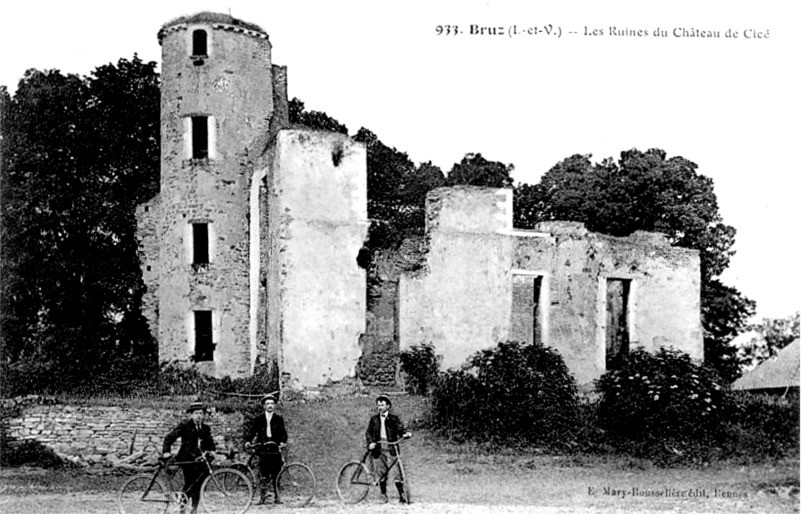
Les ruines du château de Cicé vers 1920 (carte postale E. Mary-Rousselière).
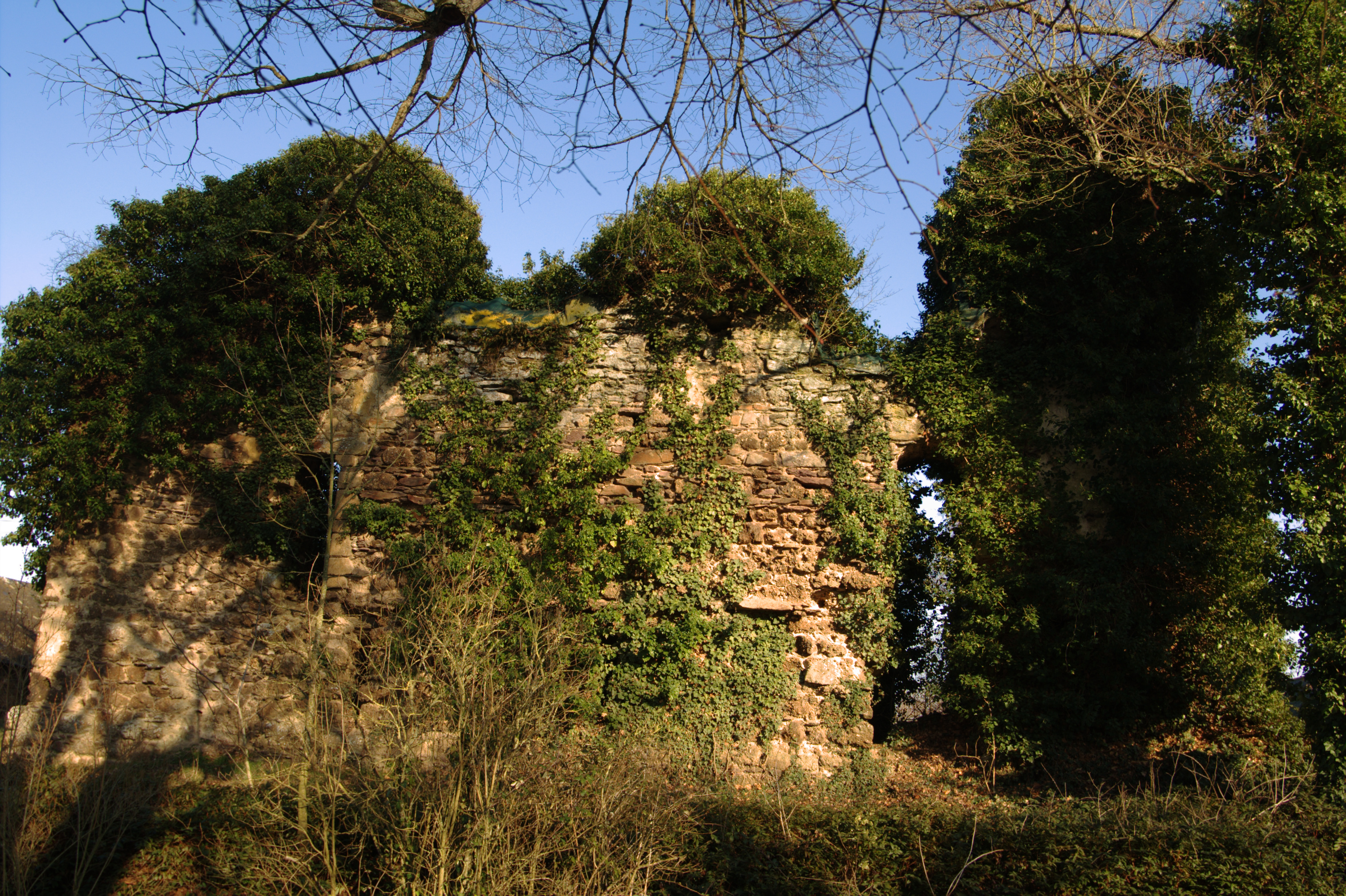
Les ruines du château de Cicé.
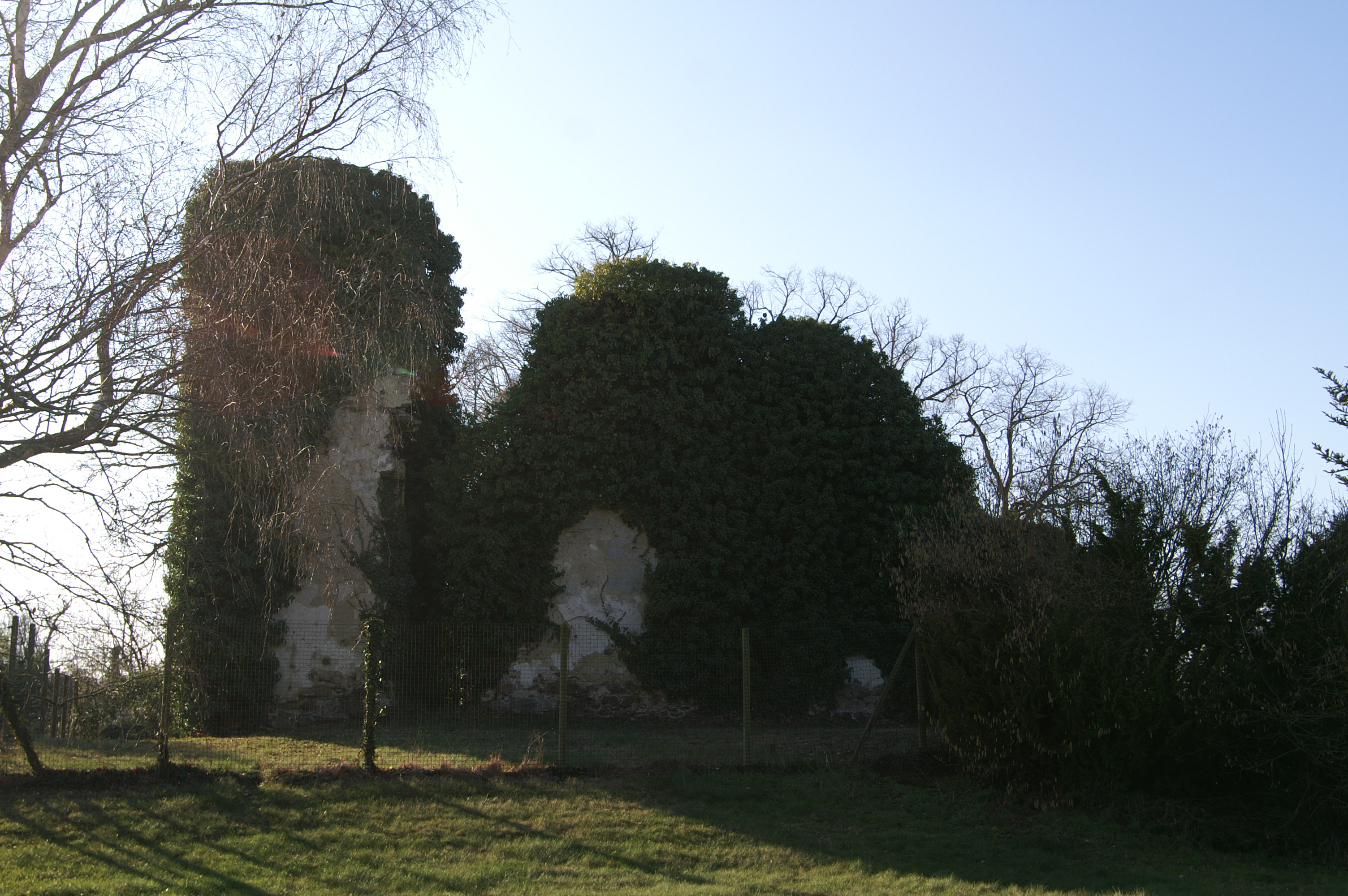
Les ruines du château de Cicé.

Le château des Loges, remontant à 1680, sa chapelle du XVIIe siècle et sa ferme. Joseph Drouet de Montgermont, maire de Bruz, y vécut.

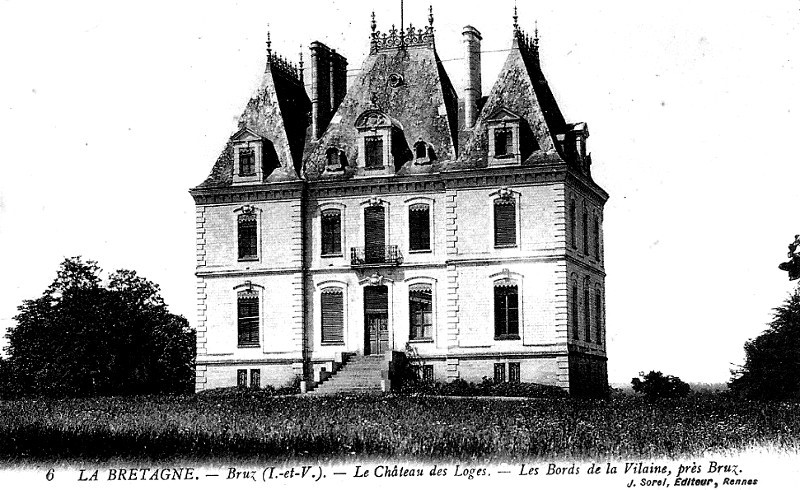
Bruz : le château des Loges au début du XXe siècle (carte postale J. Sorel).

Le château des Ormeaux est situé bois des Ormeaux au nord du bourg. Il est construit vers 1860 par la famille Léon des Ormeaux dans un style Viollet-le-Duc. Le château servit de dépôt de munitions pour les Allemands et était un des deux objectifs manqués du bombardement du 7 mai 1944. Détruit à la fin de la Seconde Guerre mondiale par les Allemands avant qu'ils ne le quittent, il a été remplacé par un nouveau château construit vers 1950 et désormais propriété de la DGA-MI.

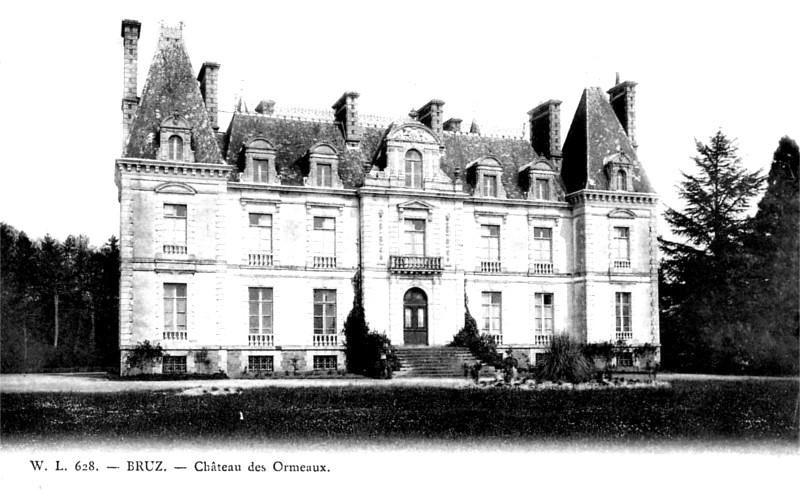
Bruz : le château des Ormeaux vers 1925 (carte postale).

Le château ou manoir de Carcé, sa chapelle de 1668, son moulin sur la Seiche, et sa ferme. Un manoir de Carcé existait déjà au XIe siècle ; François de Gain, secrétaire du roi, était seigneur de Carcé en 1668 et fit construire la chapelle ; le château de Carcé devint en 1730 la propriété de la Société d'exploitation des mines de Pont-Péan. Depuis 1945, il abrite une maison d’enfants, d’abord pour les orphelins de guerre puis pour les enfants en difficulté depuis 1975.

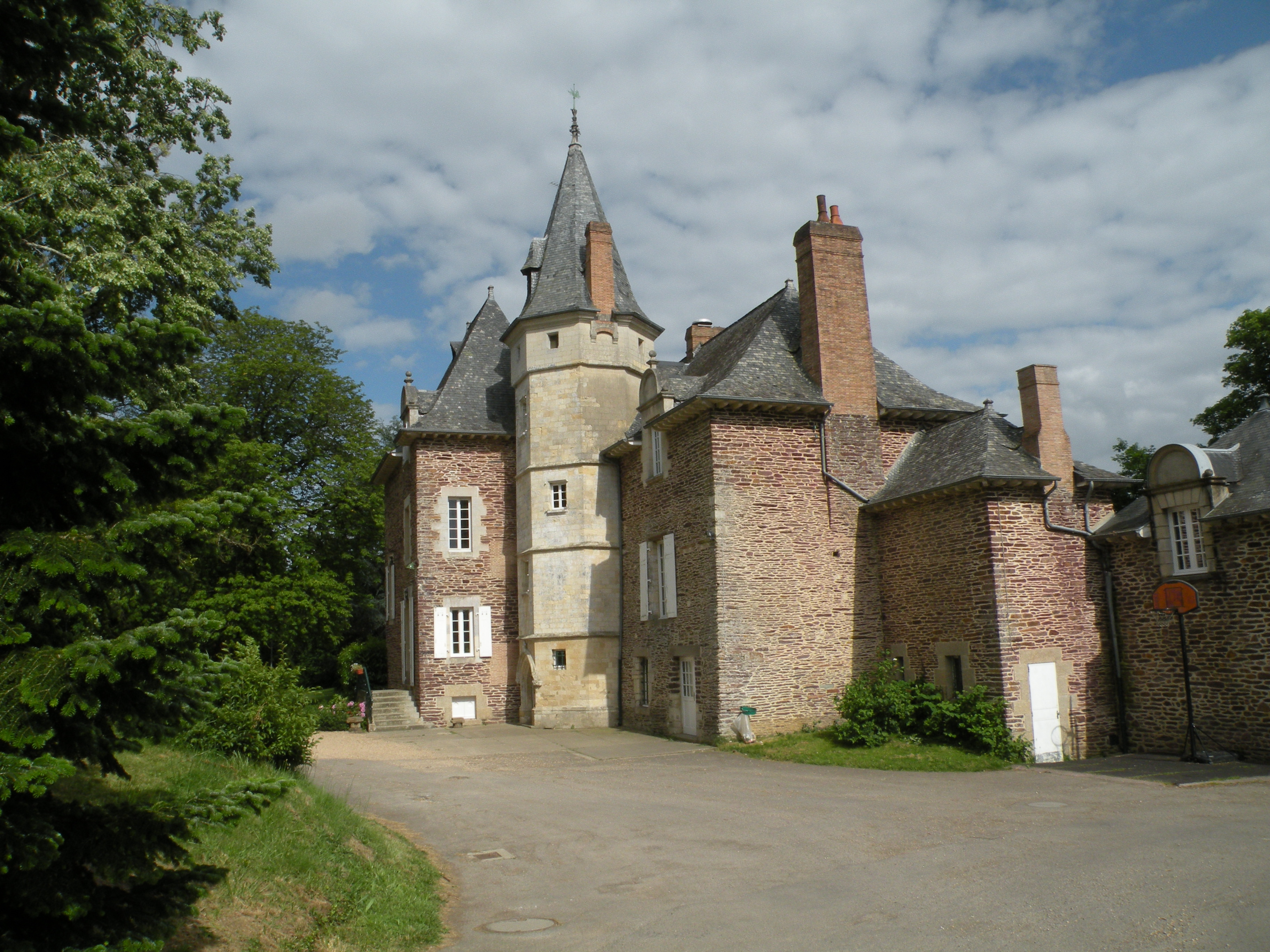
Le château de Carcé : vue extérieure d'ensemble.
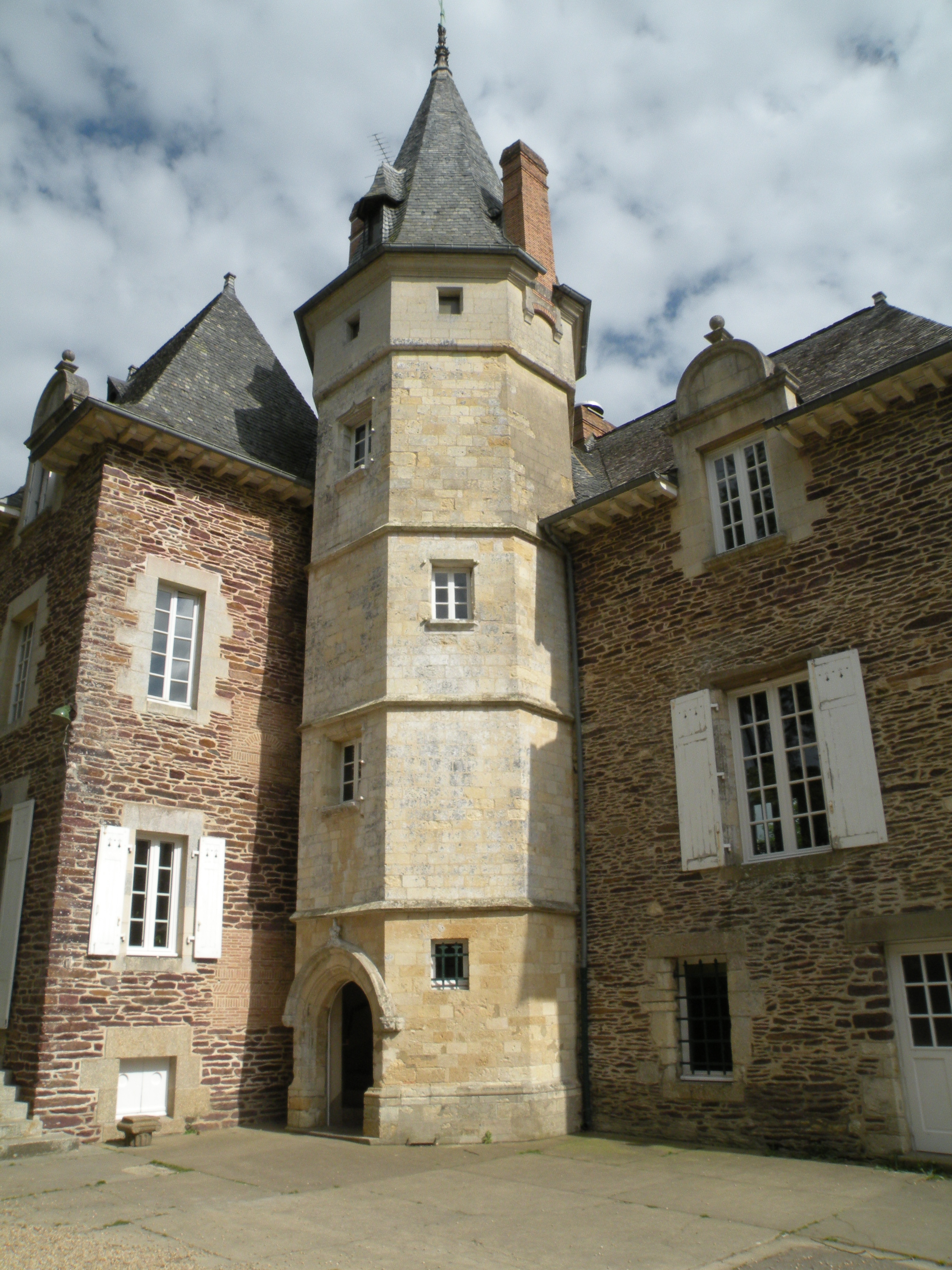
Le château de Carcé : vue partielle de la façade.
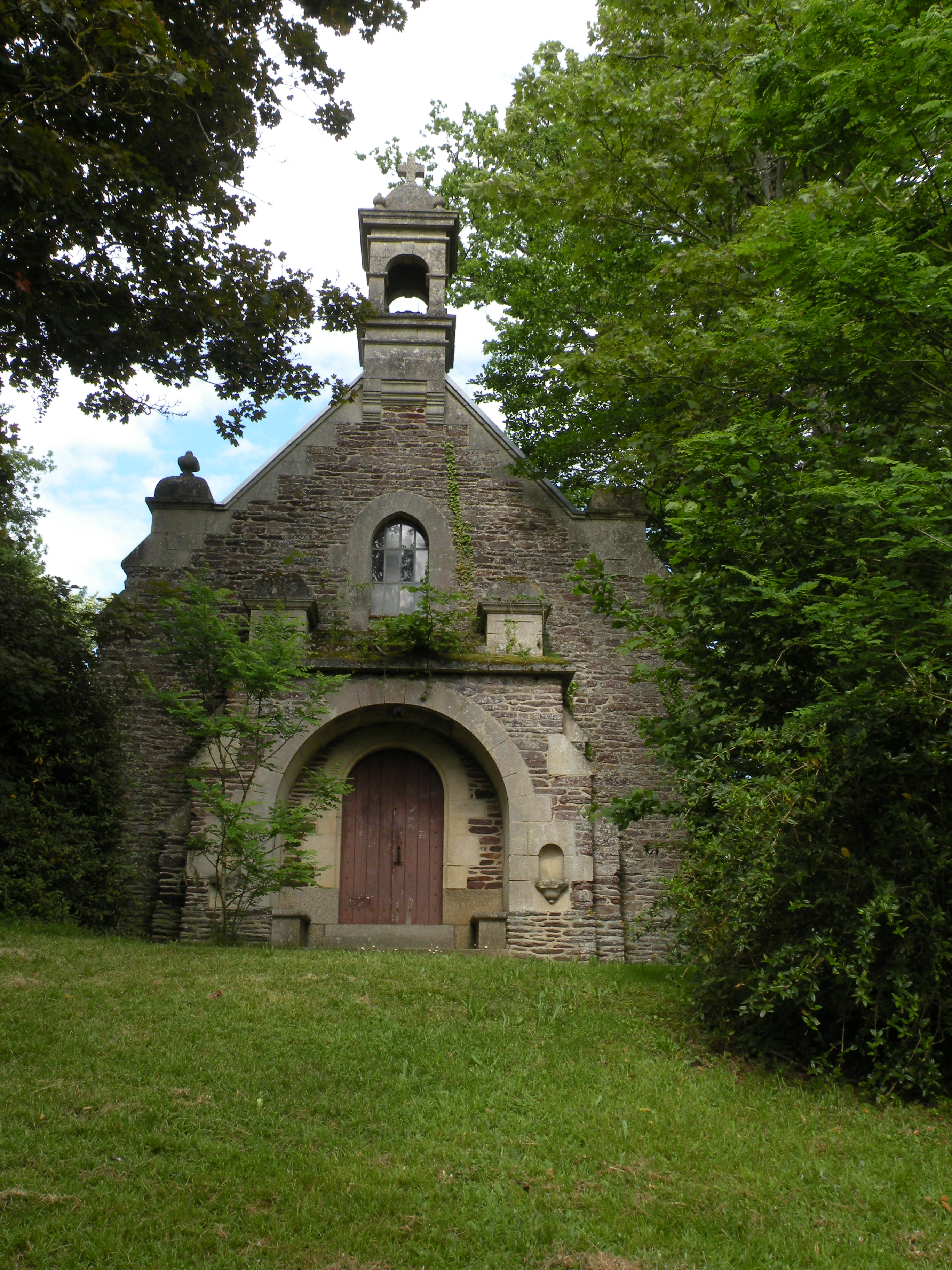
La chapelle du château de Carcé.

Le château ou demeure du Clozel et sa chapelle de 1882.
Le manoir de Pierrefitte a été reconstruit dans le style Louis XIII en 1647, mais a été remanié au XIXe siècle.
En 1927, Paul Banéat mentionne vingt-neuf manoirs dans son ouvrage Le département d'Ille-et-Vilaine, Histoire, Archéologie, Monuments. Aujourd’hui, une vingtaine d’autres manoirs, demeures et maisons de maître subsistent. Un grand nombre d’entre eux datent du XIXe siècle. Un certain nombre est en mauvais état, en ruine (comme le château de Cicé) voire détruit. Le bombardement de 1944 a détruit deux châteaux situés à proximité du centre-ville, celui des Petites Planches construit par le maire Hippolyte Bousquet et celui du Vau Gaillard dont une tour a été reconstruite.

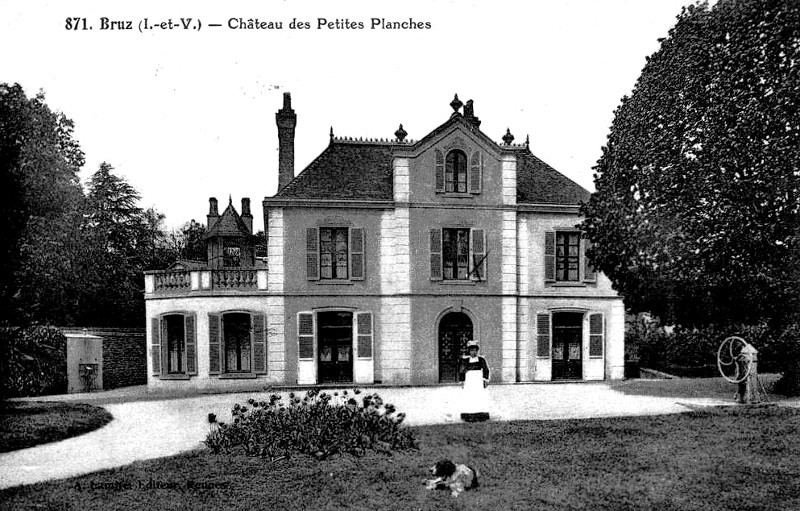
Le château des Petites Planches, détruit lors du bombardement du 8 mai 1944 (carte postale).
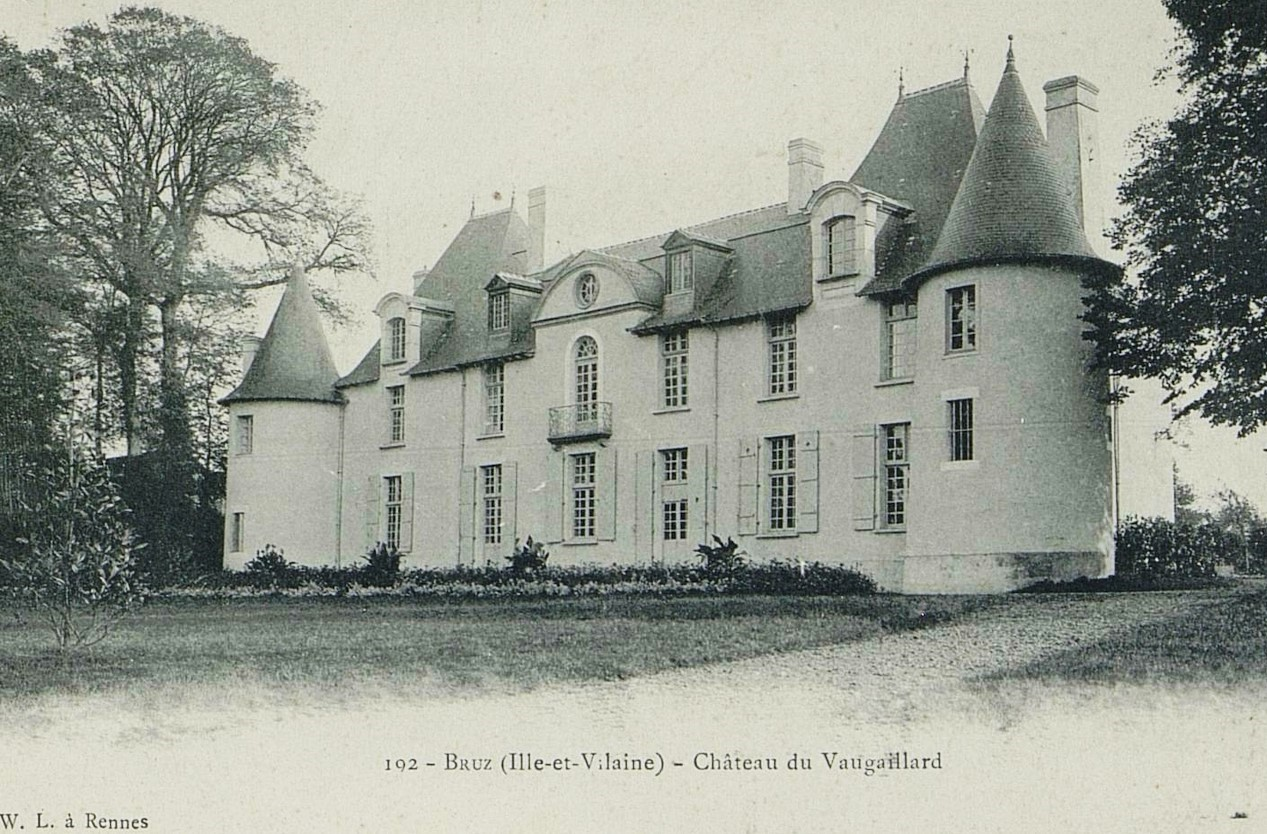
Le château du Vau Gaillard, détruit lors du bombardement du 8 mai 1944 (carte postale).

#### Autres monuments

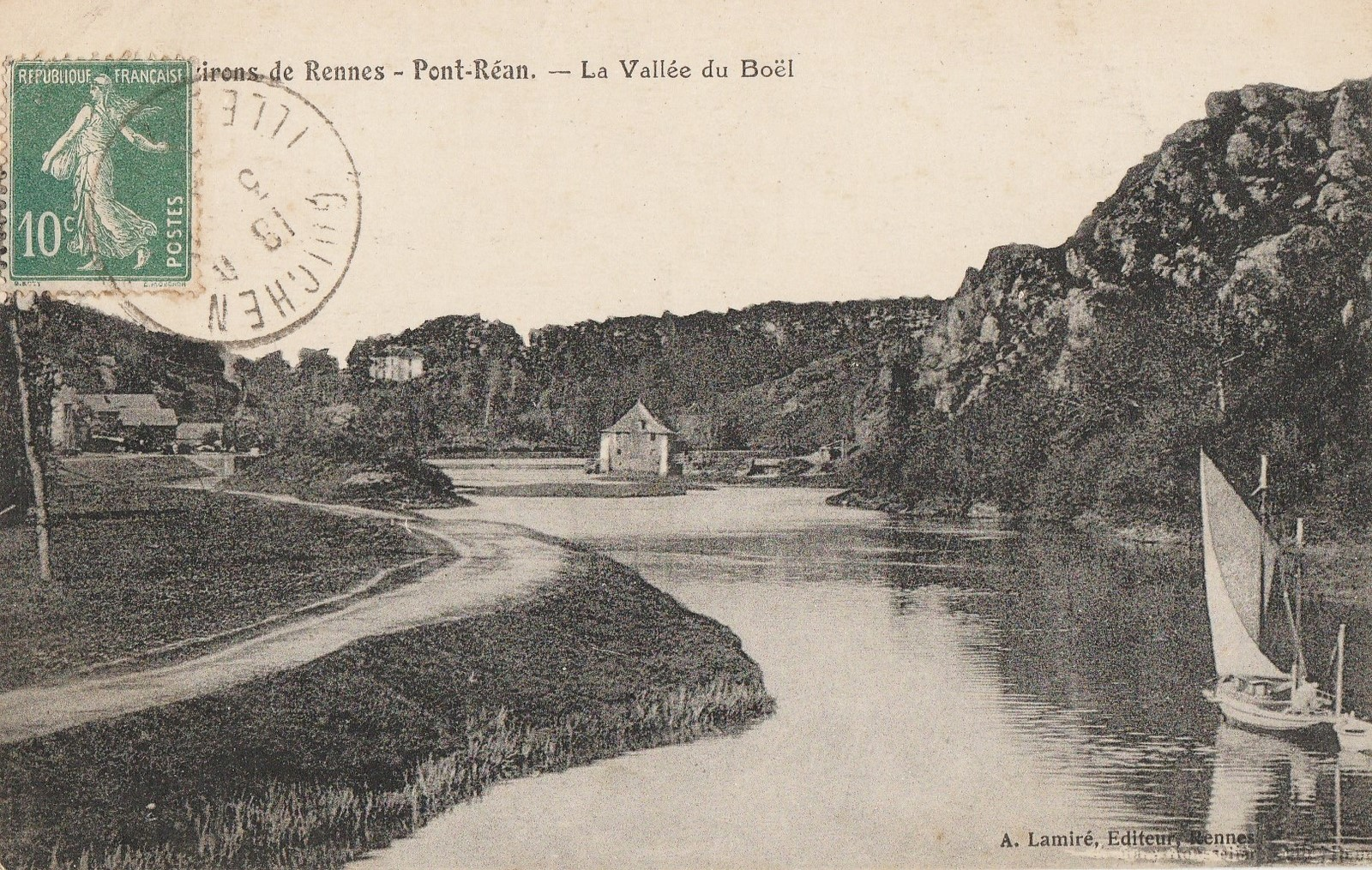
La vallée de la Vilaine et le moulin du Boël vers 1910 (carte postale E. Lamiré).

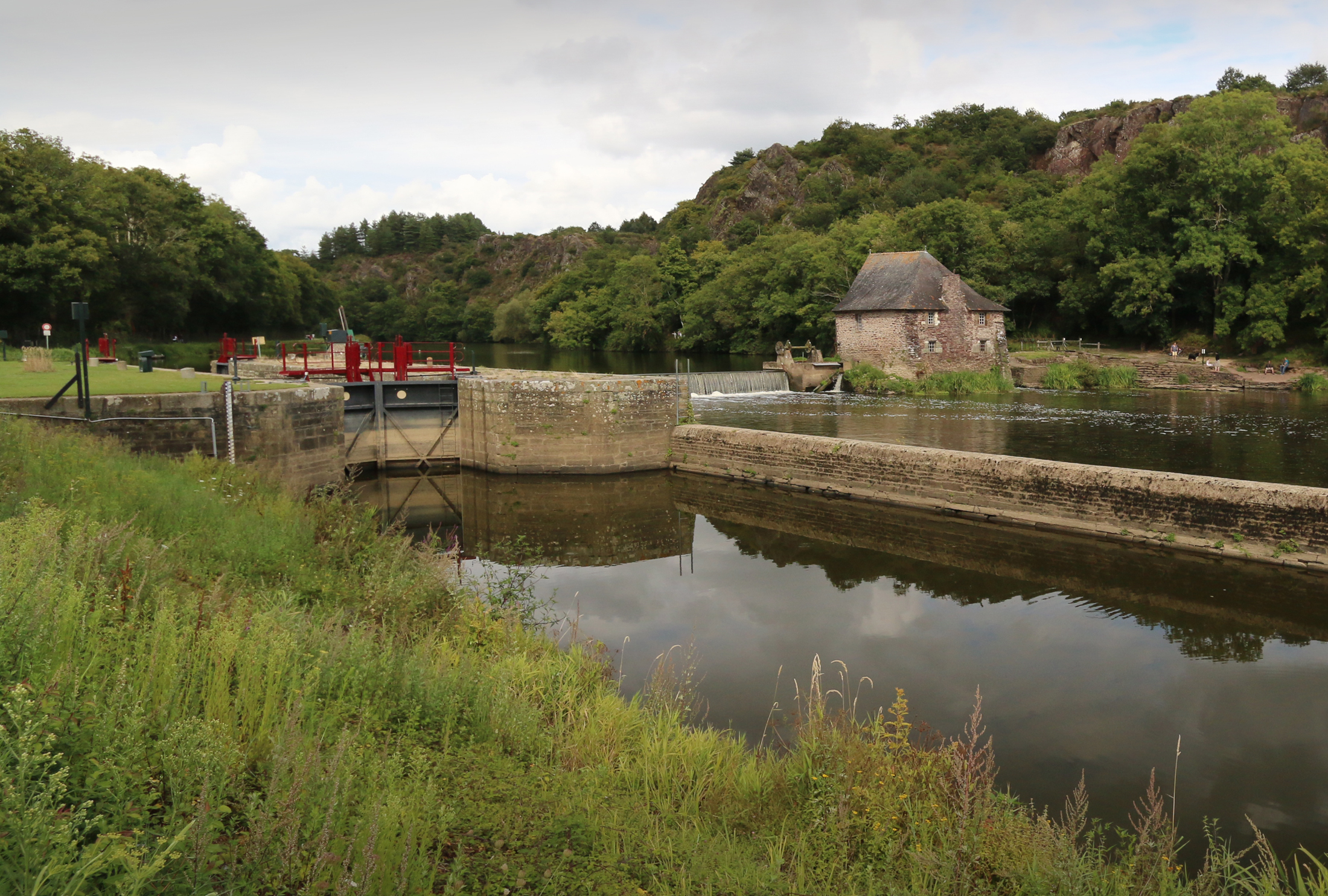
L'écluse et le moulin du Boël.

Le moulin du Boël construit en 1652, sur la Vilaine et sa première écluse datant du XVIe. Muni de solides contreforts et de deux roues à aubes, aujourd’hui disparues, il revêt une forme d’étrave de navire fendant le courant.
Le moulin de Champcors, qui se situe sur la Vilaine à la frontière avec Chavagne et construit en 1014, est l'un des dix derniers moulins encore en activité dans le département .

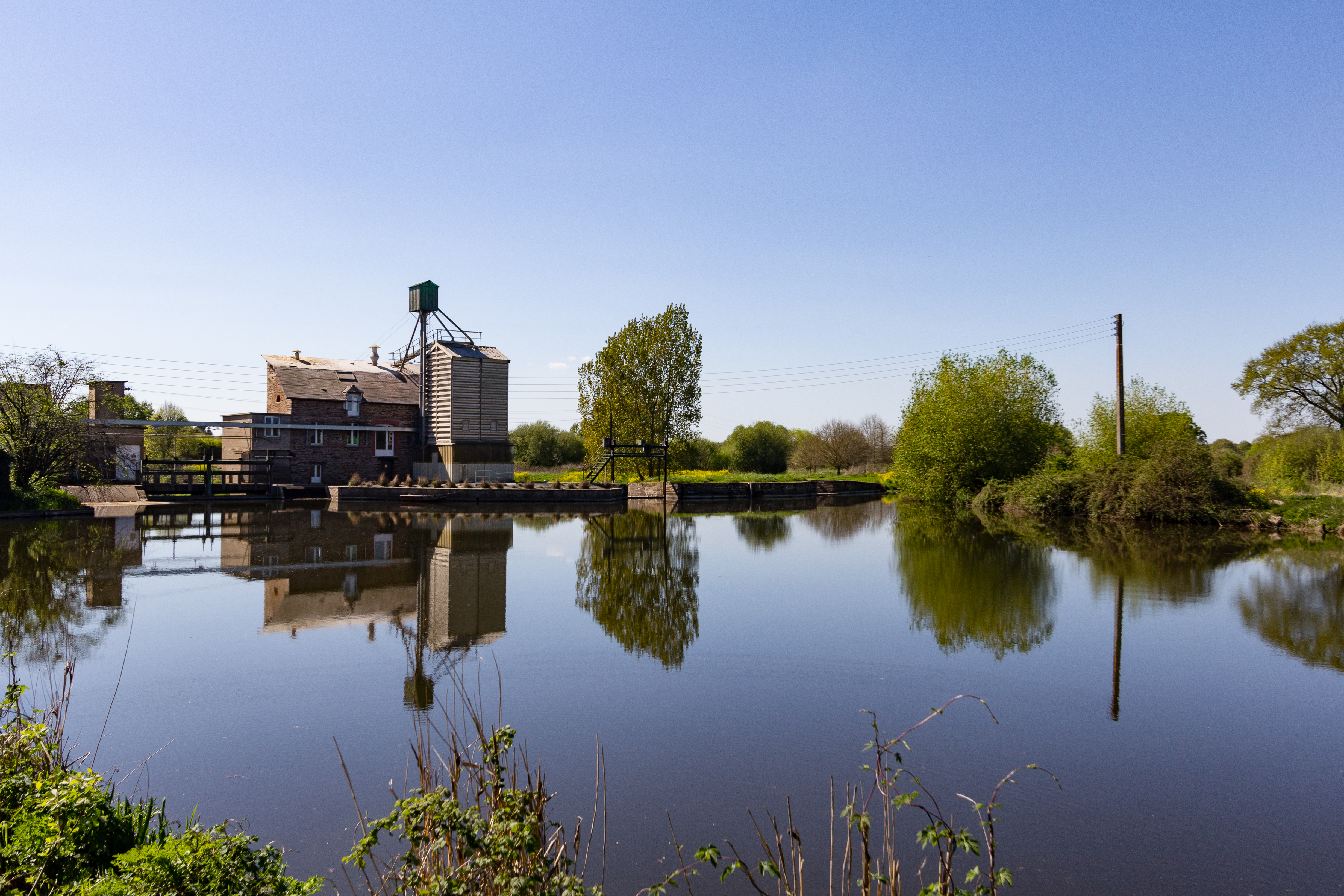
Le moulin de Champcors vu de l'amont.
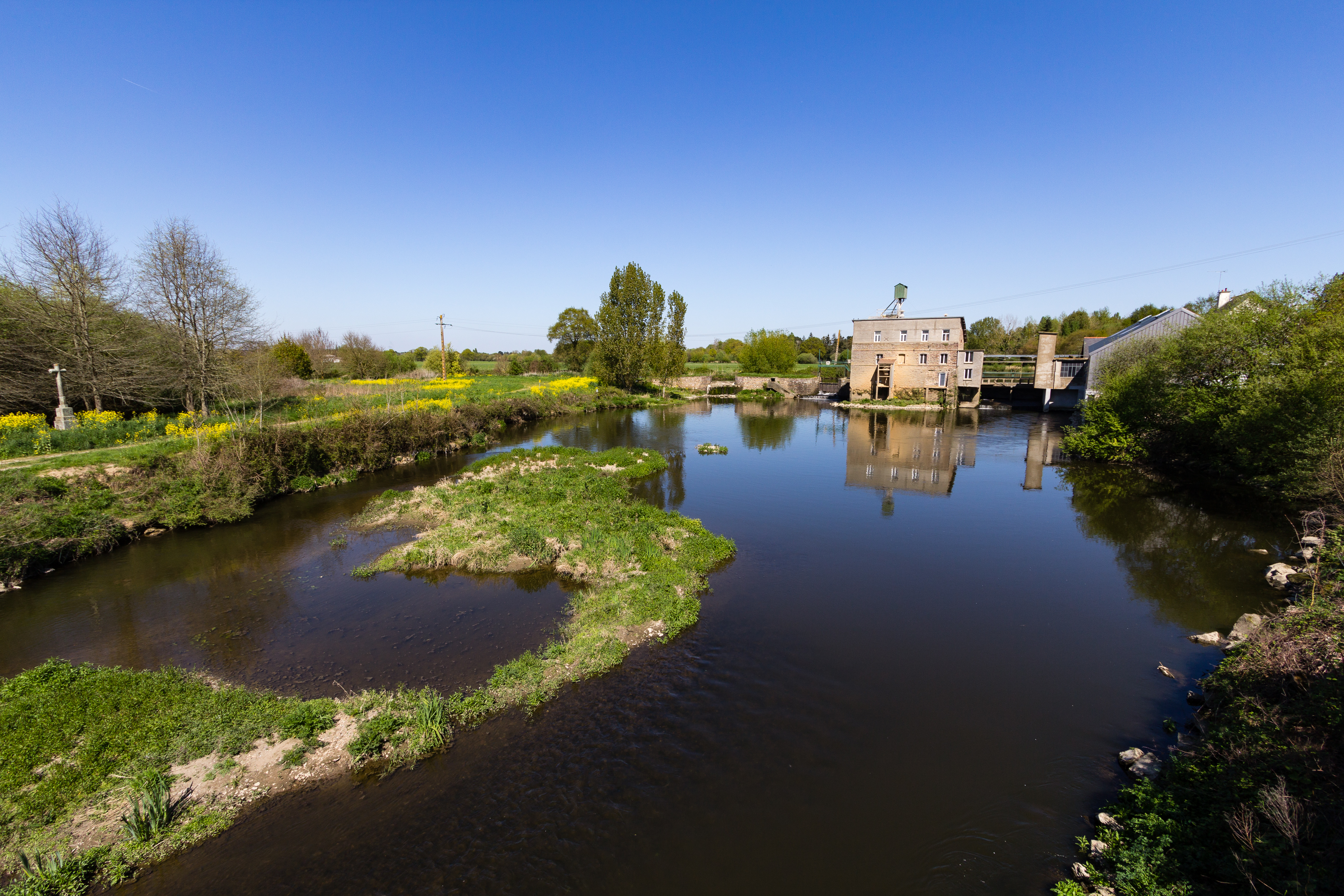
Le moulin de Champcors vu de l'aval.

Les Tréfileries de l’Ouest, le long de la ligne de chemin de fer. Depuis 1952, le site est occupé par la caserne du 2e régiment du matériel (2RMAT) qui a conservé certains bâtiments,.
Au centre du cimetière se trouve le monument aux morts édifié en 1922. Dans le parc de la Herverie se trouve le monument commémorant le bombardement du 8 mai 1944.
Le menhir du Cas Rouge, près du Boël et de la Vilaine. Il mesure 3 m de haut et est en schiste rouge,.

### Patrimoine naturel
Il y a plusieurs zones protégées sur le territoire de Bruz dont des zones naturelles d'intérêt écologique, faunistique et floristique (ZNIEFF) de première génération :
- au nord-ouest, les gravières creusées dans d'anciens lits de la Vilaine :
  - les gravières du Sud de Rennes : 64 ha sur Bruz, Saint-Jacques-de-la-Lande, Chavagne, Le Rheu et Rennes[I 77],[I 78],[I 79],
  - les bois et gravières de Cicé, 34 ha[I 80],[I 81],[I 82].
- au sud, Le Boël (rive gauche), 101 ha comprenant le bois de Saint-Jean[I 83],[I 84],[I 85].
- les talus et friches du bois noir[I 86].

Une partie de la ZNIEFF du Boël est aussi protégée en tant que site naturel inscrit et site naturel classé selon la loi de 1930 sur 3 et 4 hectares.
À la suite d'un inventaire en 1995 à l'échelle à l'occasion de l'établissement du schéma de cohérence territoriale (SCoT) du Pays de Rennes, une quinzaine de milieux naturels d'intérêt écologique (MNIE) ont été définis.
Il existe d'autres zones naturelles non protégées comme le bois du Vert Buisson éponyme du quartier qui l’entoure.
Bruz abrite aussi le parc ornithologique de Bretagne et ses oiseaux : perroquets et perruches, faisans, canards, bernaches, cygnes, rapaces, ibis, etc.
Du point de vue de la richesse de la flore, Bruz est à la deuxième place après Saint-Coulomb des communes du département possédant dans leurs différents biotopes le plus de taxons, soit 662 (quasi-égalité avec Rennes : 665) pour une moyenne communale de 348 taxons et un total départemental de 1 373 taxons en 118 familles.
On compte notamment 38 taxons à forte valeur patrimoniale (total de 207) ; 6 taxons protégés et 32 appartenant à la liste rouge du Massif armoricain (total départemental de 237). Sa superficie, la diversité des milieux avec la présence de calcaire, expliquent cette importance,.

### Patrimoine culturel
Bruz dispose d’une salle de cinéma servant aussi de salle de spectacle : le centre culturel du Grand logis. Le bâtiment accueille aussi la médiathèque municipale.
L’école de musique Rive Sud qui propose des cours et des ateliers pour les enfants et les adultes de Bruz et des alentours.
La radio associative Canal B est née à Bruz en 1984 avant de déménager à Rennes en 2005.
L’amicale laïque de Bruz (ALB) est une association crée en 1922 qui regroupe de nombreuses activités, notamment le cercle celtique de Bruz.

### Personnalités liées à la commune

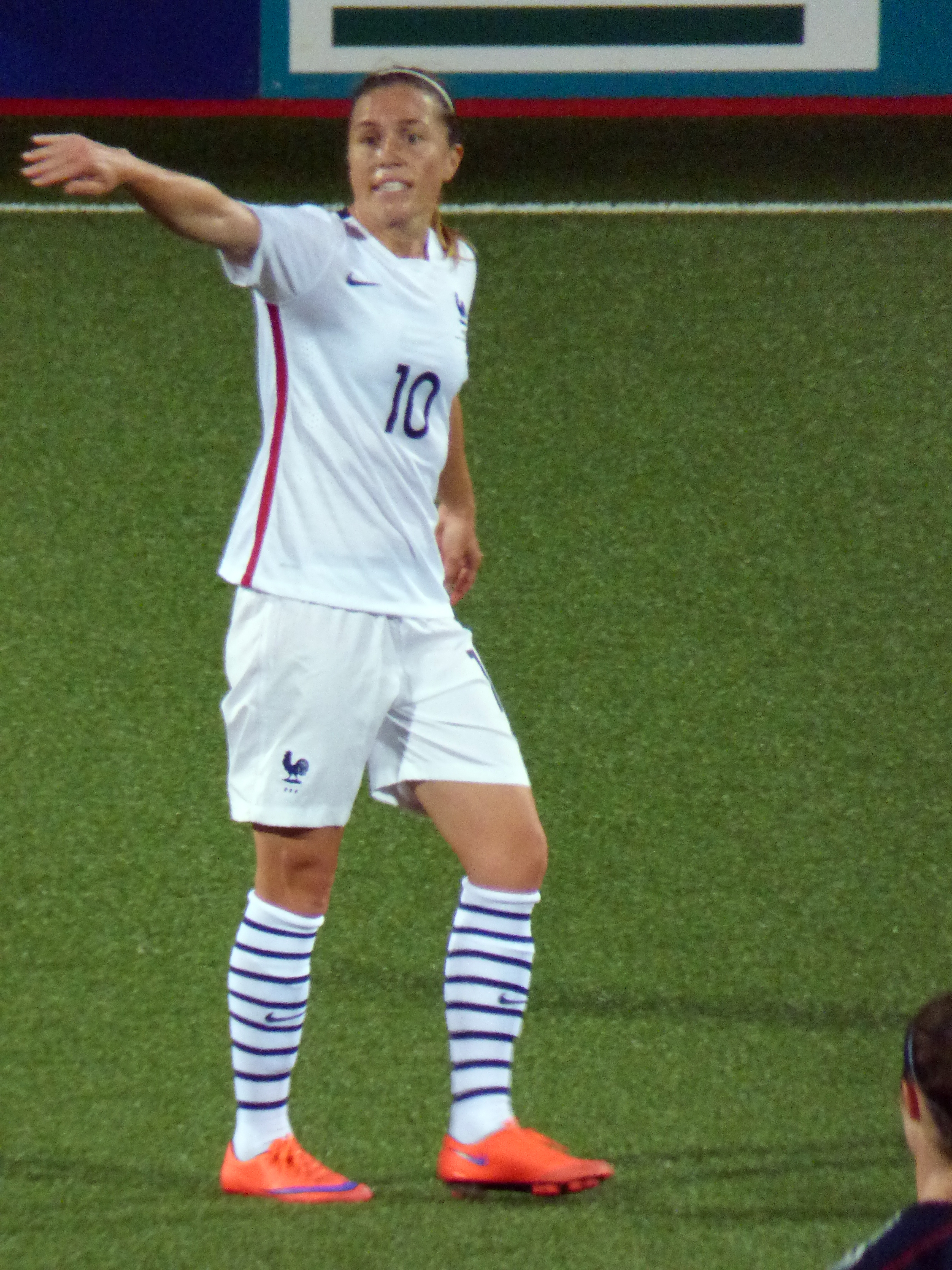
Camille Abily, née à Rennes et formée à Bruz.

Outre les maires cités ci-dessus, en particulier François Joly, on peut citer :
- Yves Mahyeuc (1462-1541), évêque de Rennes, mort au manoir épiscopal de Saint-Armel ;
- Louis Champion de Cicé (1648-1727), évêque de Siam, grand-oncle de Jérôme Champion de Cicé et Jean-Baptiste-Marie Champion de Cicé, né au château de Cicé à Bruz ;
- Charles Olivier Marie Sévère de La Bourdonnaye (1766-1859), officier chouan et député, né à Bruz ;
- Joseph-Michel Le Soufaché (1804-1887), architecte, né à Bruz ;
- Alain de Lanascol (1867-1929), mathématicien mort à Bruz ;
- Aristide Drouet (1903-1949), coureur cycliste né à Bruz ;
- Nadine Daviaud (1960), l'une des meilleures pongistes françaises dans les années 1980, issue du club de Bruz ;
- Camille Abily (1984), footballeuse internationale française, formée au Football Club Bruz.

### Héraldique
| Blason de Bruz | Les armes de Bruz se blasonnent ainsi : Taillé ondé au premier de gueules à une branche de bruyère fleurie au naturel, au deuxième de sable à la croix de guerre 1939-1945 avec étoile de vermeil, une barre diminuée ondée d’azur brochant sur la partition, au chef d’hermine. |